# Macao
Pour les articles homonymes, voir Macao (homonymie), Macao (colonie) et Macau.
Pour l’article ayant un titre homophone, voir Makao.

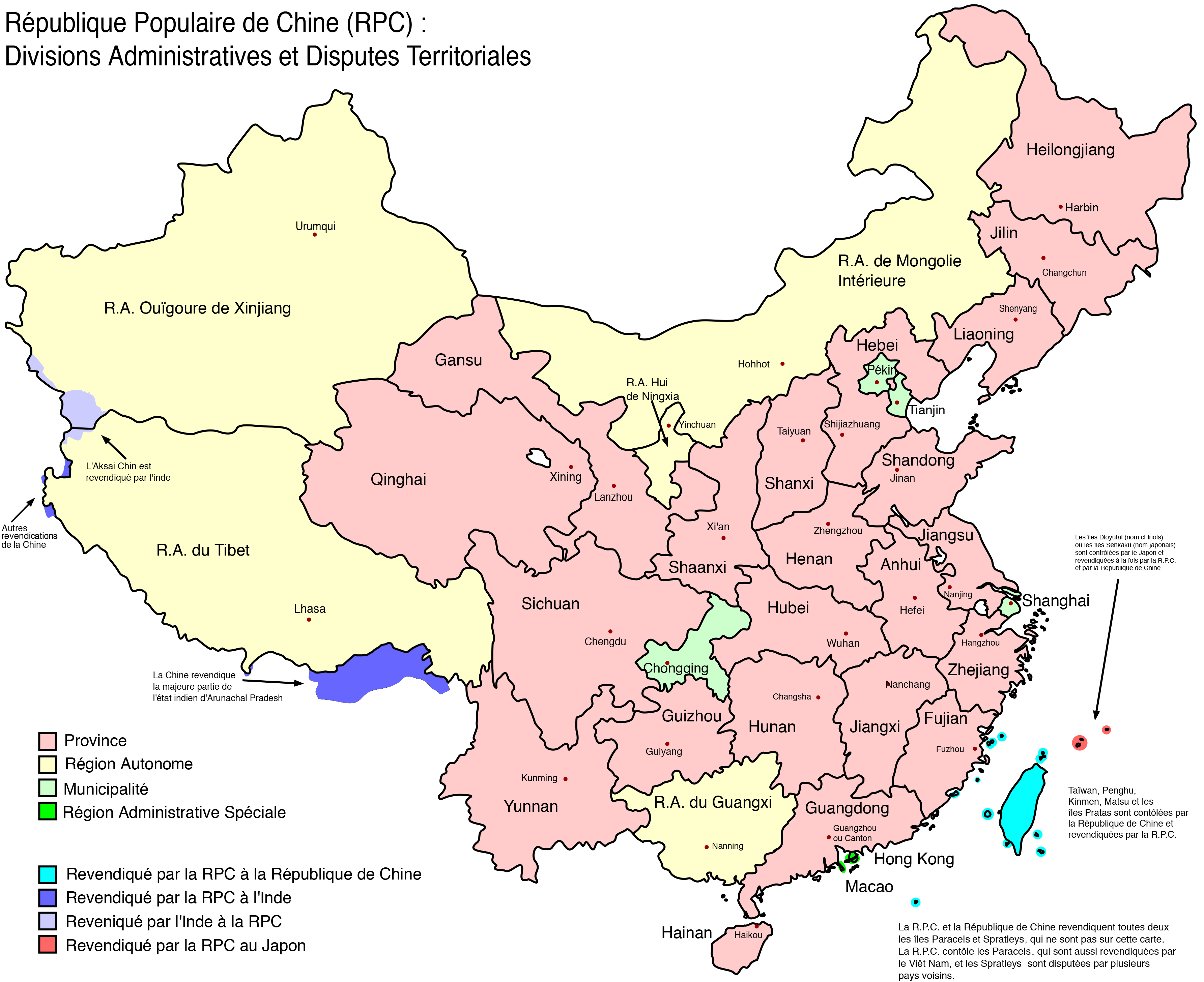
Divisions administratives et disputes territoriales de la république populaire de Chine.

Macao (/ma.ka.o/ ; chinois traditionnel : 澳門 ; chinois simplifié : 澳门 ; pinyin : àomén ; cantonais Jyutping : ou3mun4 ou ou3mun2 ; en portugais : Macau), officiellement la région administrative spéciale de Macao de la république populaire de Chine, est une région administrative spéciale (RAS) de la république populaire de Chine depuis le 20 décembre 1999,. Auparavant, Macao a été colonisé et administré par le Portugal durant plus de quatre cents ans et est considéré comme le dernier comptoir ainsi que la dernière colonie européenne en Chine et en Asie.
La création de cette administration remonte au milieu du XVIe siècle, lorsque Macao a été colonisé et occupé graduellement par les Portugais. Ils ont rapidement apporté la prospérité à la zone, ce qui en a fait une grande ville et un intermédiaire important dans les échanges entre la Chine, l'Europe et le Japon, en atteignant son apogée à la fin du XVIe et au début du XVIIe siècle. À partir de 1887, la Chine reconnaît officiellement la souveraineté et l'occupation perpétuelle — sur une durée de 99 ans dans un premier temps — du Portugal à Macao à travers le traité sino-portugais de Pékin, un des traités inégaux signés entre les puissances impériales occidentales et les empires colonisés d'Extrême-Orient. En 1967, à la suite de l'émeute soulevée par les pro-communistes chinois résidant à Macao le 3 décembre 1966, le Portugal renonce à son occupation perpétuelle du territoire. En 1987, après d'intenses négociations entre le Portugal et la Chine, les deux pays conviennent que Macao reviendra sous souveraineté chinoise le 20 décembre 1999. Aujourd'hui, Macao connaît une croissance économique rapide, fondée sur le fort développement du tourisme et des jeux d'argent. Le chiffre d'affaires des casinos y est notamment quatre fois plus élevé qu'à Las Vegas,,, ce qui fait de Macao l'une des villes les plus riches du monde. Orson Welles l'a d'ailleurs qualifié de « ville la plus pervertie au monde » et le poète W. H. Auden de « ville de l'indulgence »,.
Sa population est de 683 700 habitants fin 2023, la majorité de la population étant constituée de Chinois.
Depuis le 20 décembre 1999, le nom officiel de Macao est « région administrative spéciale de Macao de la république populaire de Chine » (RASM). Après la création de la RASM, Macao est régi selon les principes du gouvernement central de la république populaire de Chine, soit « un pays, deux systèmes », ainsi que de « l'administration de Macao par le peuple de Macao » avec un « haut degré d'autonomie », profitant ainsi d'un régime spécial, semblable à celui de Hong Kong. Par conséquent, le gouvernement local gère l’ensemble des domaines, sauf ceux des relations extérieures et de la défense. La république populaire de Chine a garanti le maintien de son système économico-financier et de ses spécificités pour au moins cinquante ans, c'est-à-dire au moins jusqu’à 2049,,.

## Toponymie
Le nom portugais, Macau, provient de l'approximation phonétique de la réponse donnée par les habitants quand les marins portugais demandèrent comment s'appelait ce lieu : « A-Ma Kong » (baie de A-Má en cantonais), nom qui doit son existence au temple en l'honneur de la déesse A-Má qui s'y trouvait,,,. A-Ma Kong est devenu Amacao, dont la première mention est faite en 1555 par l'écrivain et explorateur portugais Fernão Mendes Pinto, Macao et, en portugais, Macau.
Son nom chinois, 澳門 (pinyin : àomén), qui signifie littéralement « porte de la baie », apparaît pour la première fois en 1564 et semble provenir de la description faite de la partie du sud de la péninsule de Macao où les Portugais furent autorisés à s'établir ; la baie y est dite entourée de deux collines qui sont « comme les jambages d'une porte ». Par ailleurs, nombre de toponymes de villes côtières chinoises contiennent le caractère 門 qui signifie « porte ».
Ce nom est prononcé ou̯muːn en cantonais et a été transcrit ou3mun4 ou ou3mun2 selon le système de romanisation cantonaise Jyutping et ou mún selon le système Yale.
Macao apparaît dans les documents chinois anciens sous différents noms dont 蠔鏡, háojìng, Wade : Hou-Keng, « huître-miroir », 濠江, háojiāng, Wade : Hou-Kong, « fossé-fleuve » et 鏡海, jìnghǎi, Wade : Keng-Hoi, « miroir-mer ». L'origine incertaine de ces noms est peut-être celle attribuée par l'historien chinois Fei Chengkang et reprise par Philippe Pons : les deux larges rades au nord et au sud de la partie enflée de la péninsule étaient rondes comme des miroirs.

## Géographie
La région administrative spéciale de Macao se compose de la péninsule de Macao et de deux anciennes îles, Taipa et Coloane, qui ne forment plus qu'une masse terrestre depuis 1997 quand elles furent reliées par des terres gagnées sur la mer (l'isthme de Cotai), totalisant une superficie de 33,3 km2.

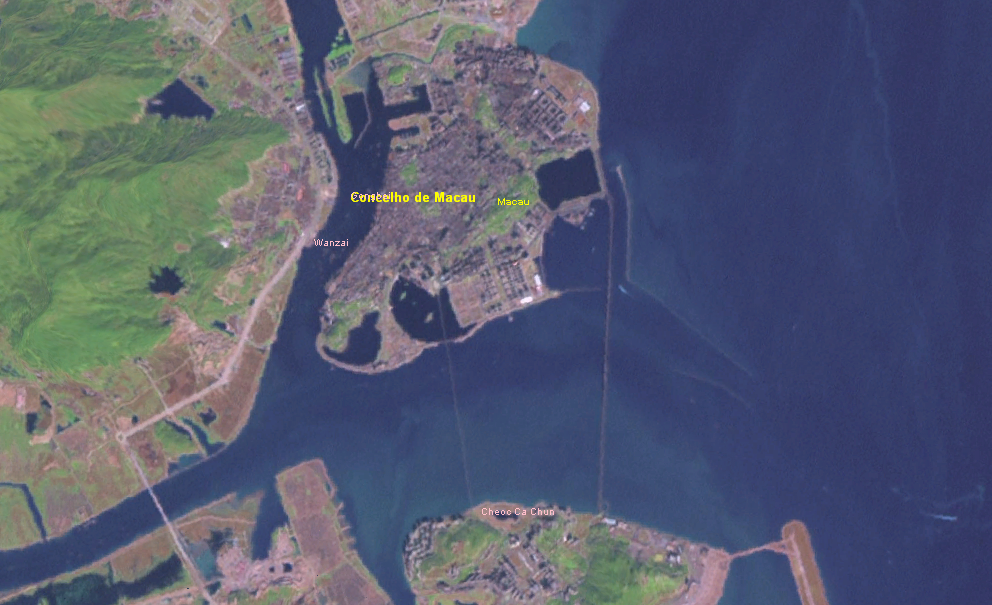
Photo satellite de la partie septentrionale du territoire, c'est-à-dire la péninsule de Macao et le nord de l'île de Taipa (vers 2004).

Macao est au sud du tropique du Cancer, sur la côte sud de la république populaire de Chine bordant la mer de Chine méridionale. Située dans l'ouest du delta de la Rivière des Perles, la péninsule faisait partie de ce qui était l'île de Xiangshan, formée par les multiples défluents du Xi et de la Rivière des Perles. À 145 kilomètres de Canton et 60 kilomètres de Hong Kong qui se trouve de l'autre côté du delta, Macao possède une frontière terrestre au nord et un pont transfrontalier à l'ouest avec la zone économique spéciale de Zhuhai qui fait partie de la province de Guangdong. La longueur de son littoral est de 50,26 km en 2015.
Le 20 décembre 2015, une nouvelle délimitation du territoire de la RASM est publiée par décret qui, outre une légère extension à la frontière nord, formalise une superficie maritime d’eaux territoriales de 85 km2.

### Évolution du territoire

Carte topographique de Macao montrant les gains de territoires sur la mer entre 1555 et 2011.

Historiquement, les Portugais construisirent des séminaires et léproserie sur les trois îles situées à l’ouest de Macao, Taipa et Coloane, respectivement appelées Lapa, Dom João et Montanha mais celles-ci n’ont jamais été reconnues comme faisant partie du territoire.
En un siècle, le territoire de Macao s'est considérablement étendu sur la mer, passant de 11,6 km2 en 1912 à 29,9 km2 en 2012. Les premiers grands travaux de remblaiement des eaux de faible profondeur du delta de la rivière des Perles eurent lieu durant les années 1920 (port extérieur, Ilha Verde) et 1930 (Praia grande). Les anciennes villas et fortifications portugaises qui jadis jalonnaient la côte se trouvent depuis le long de l'« avenue de la grande plage » en pleine ville.
Les îles qui formaient le territoire ont été peu à peu reliées entre elles, soit par des ponts, soit par des terre-pleins. La première digue reliant l'Ilha verde à la péninsule fut construite entre 1890 et 1892 et celle reliant Taipa à Coloane date de 1968. Le premier pont entre la péninsule et Taipa, le pont du gouverneur Nobre de Carvalho, date de 1974.
C'est surtout à partir de 1991 que le rythme s'accéléra (68 % de croissance entre 1991 et 2007). C'est sur ces terrains que furent notamment construits l'aéroport international de Macao en 1995 et la « Tour Macao » en 1998. À partir de 1997, les eaux peu profondes qui séparaient Taipa et Coloane furent à leur tour « enterrées ». C'est sur ces terrains appelés Cotai, contraction des premières syllabes de Coloane et Taipa, que furent construits les casinos du Cotai Strip à partir de 2005.
Aujourd'hui, Macao a une superficie de 33,3 km2 et est composé de la péninsule de Macao (9,3 km2), des îles de Taipa (7,6 km2) et Coloane (7,6 km2) et de la zone de Cotai (6,0 km2),.
C'est dans la péninsule de Macao que se concentrent l'activité principale, l'essentiel des organes politiques et administratifs, la plupart de l'industrie et les principaux services d'équipements culturels.
Le Conseil des affaires de l'État de la république populaire de Chine a approuvé en 2009 un plan qui vise à gagner 3,5 km2 supplémentaires, principalement pour créer des logements pour 350 000 habitants. Pour cela, 5 terre-pleins, appelés zones A, B, C, D, E, sont en cours de création,.

Source : Direction des services de cartographie et des cadastres.

### Relief

Carte de Macao.

La surface de Macao est essentiellement composée de plaines (70 % de la surface) constituées par la sédimentation naturelle puis par les terrains gagnés sur la mer. Cependant, elle possède plusieurs collines de granite abruptes (20 %), témoins de la masse rocheuse originelle : la colline de Guia (90 m), la colline de Barra (71,6 m), la colline de Mong-Ha (60,7 m), la colline de Penha (62 m), la colline de l'Île-Verte (54,5 m), la colline Monte (52 m) et la colline Dona Maria II (48 m).
La colline de Coloane (170,6 m) est le point culminant de la RAS, tandis que Taipa culmine à 158,2 m avec la colline de Taipa grande et à 110,4 m avec la colline de Taipa pequena.

### Climat
Macao est situé dans la zone de mousson et son climat est subtropical humide : chaud et humide en été, frais et sec en hiver.
Durant l'été, la plus longue saison de l'année à Macao, entre mai et octobre, il y a souvent de fortes pluies, des orages, des tempêtes tropicales (typhons) et des températures élevées. Lorsque les vents atteignent des vitesses de 63 à 117 km/h, le code local no 8 des tempêtes tropicales est déclenché, coupant les liaisons maritimes et aériennes. L'une de ces tempêtes cause beaucoup de dégâts le 23 septembre 2008, lors du passage du typhon Hagupit, du fait de la conjonction avec les marées d'équinoxe.
La saison la plus agréable de l'année est l'automne, qui commence à la mi-octobre, lorsque la température de l'intérieur de la Chine se réduit, et se termine mi-décembre. Le temps y est généralement chaud et le ciel y est clair.
En janvier et février (les mois d'hiver), Macao est touché par des vagues de froid et de vents secs provenant du nord de la Sibérie, refroidissant ses températures, avec des minima qui tombent au-dessous de 10 °C.
Le printemps se situe aux mois de mars et d'avril ; le vent souffle d'est en ouest, augmentant la température et l'humidité. À cette période de l'année, les bruines humides et une faible visibilité surviennent relativement fréquemment.
Les variations climatiques de Macao sont relativement importantes entre l'été et l'hiver, et le printemps et l'automne sont relativement courts. Durant la période 1901-2014, les valeurs absolues de la température au maximum (en été) et au minimum (en hiver) de l'air ont été de 38,9 °C et de −1,8 °C respectivement. La température moyenne annuelle entre 1981 et 2010 est de 22,6 °C et, durant la même période, la moyenne des précipitations annuelles est de 2 058 millimètres et la moyenne de l'humidité relative de 79 %.
| Mois                                | jan.  | fév. | mars | avril | mai   | juin  | jui.  | août  | sep.  | oct.  | nov.  | déc.  | année   |
| ----------------------------------- | ----- | ---- | ---- | ----- | ----- | ----- | ----- | ----- | ----- | ----- | ----- | ----- | ------- |
| Température minimale moyenne (°C)   | 12,5  | 13,6 | 16,2 | 20,2  | 23,6  | 25,6  | 26,2  | 26,1  | 25,1  | 22,6  | 18,3  | 14    | 20,3    |
| Température maximale moyenne (°C)   | 18,2  | 18,5 | 21   | 24,7  | 28,4  | 30,3  | 31,6  | 31,5  | 30,4  | 28,1  | 24,1  | 20,1  | 25,6    |
| Ensoleillement (h)                  | 127,4 | 79,4 | 71,5 | 85,3  | 136,4 | 155,3 | 223,2 | 195,4 | 176,5 | 192,3 | 172,2 | 159,1 | 1 773,9 |
| Précipitations (mm)                 | 26,5  | 59,5 | 89,3 | 195,2 | 311,1 | 363,8 | 297,4 | 343,1 | 219,5 | 79    | 43,7  | 30,2  | 2 058,1 |
| Nombre de jours avec précipitations | 5,5   | 9,9  | 11,7 | 12    | 13,9  | 17,7  | 16    | 16    | 12,3  | 6,1   | 4,6   | 4,5   | 130,2   |
| Humidité relative (%)               | 73,8  | 81   | 84,5 | 86,1  | 84,4  | 84    | 81,8  | 81,4  | 77,9  | 72,4  | 70,2  | 68,5  | 78,8    |

## Histoire

### Périodes préhistoriques et médiévales
Selon des études archéologiques, la région était déjà habitée il y a 4 000 à 6 000 ans. Au cours du XIIIe siècle, un certain nombre de Chinois fidèles à la cour Song du Sud fuient les envahisseurs mongols et s'installent dans la région après la bataille de Yamen qui a lieu dans l'estuaire de la Rivière des Perles non loin de Macao le 12 mars 1279. Ils établissent de nouvelles colonies de peuplement dans ce qui est alors le district de Xiangshan (香山, xiāngshān) dont dépend Haojing (ancien nom de Macao). Le « vieux temple Yongfu » (dont il ne reste rien) aurait été construit à cette époque à Patane au nord de la péninsule de Macao, mais cela n'a pas été prouvé.
À la fin du XIVe siècle, la répression contre les familles de généraux de la dynastie Yuan, vaincue par la dynastie Ming, conduit certains pêcheurs de la province de Fujian à fuir vers le sud. Un rapport écrit en 1787 par les chefs du village de Mongha (望厦 / 望廈, wàngxià), soulignant que leurs ancêtres vivaient dans ce village depuis au moins 300 ans, sert de base à l'histoire officielle qui veut que Macao était habité avant l'arrivée des Portugais.

### Colonisation et essor économique du territoire

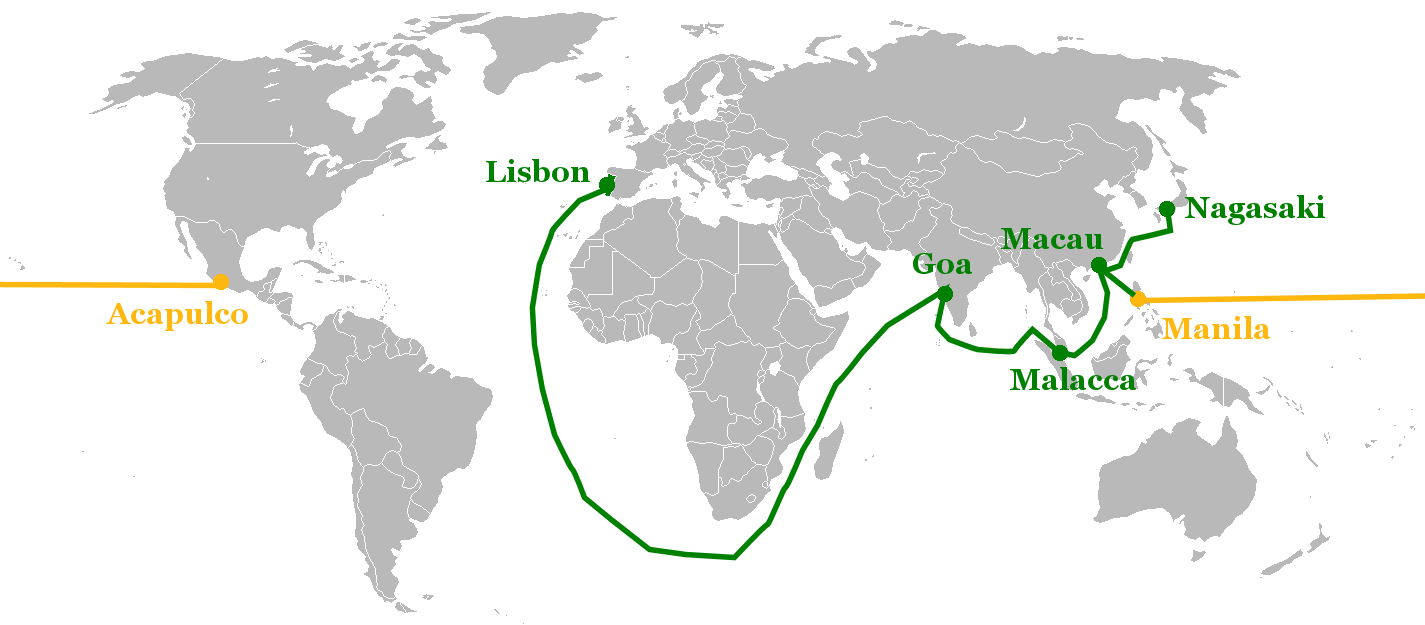
Carte montrant Macao et sa position dans les routes commerciales portugaises et espagnoles, à son apogée (fin du XVIe siècle, début du XVIIe siècle).

Après la découverte de la route (maritime) des Indes par Vasco de Gama qui arrive à Calicut en 1498, les Portugais continuent leurs explorations maritimes le long de la côte de Malabar. Fondant l'Inde portugaise en 1505 à Cochin, ils établissent des comptoirs à Colombo en 1507, puis Goa en 1510, Malacca en 1511, atteignent les fameuses « îles aux épices » (les Moluques) en 1512 et arrivent dans le delta de la Rivière des Perles en 1513 quand Jorge Álvares, embarqué sur une jonque chinoise, débarque à Tamao,,,,,. En 1517, Fernão Pires de Andrade se rend à Canton et obtient la permission que Tomé Pires se rende à Pékin en ambassade pour remettre une lettre du roi Manuel Ier de Portugal à l'empereur. Cette première ambassade se passe dans le contexte de la politique isolationniste de la dynastie Ming qui limite les échanges aux États ayant versé un tribut à la Chine impériale,,, mais c'est surtout la construction d'un fort sur ce que les Portugais appellent l'île du commerce et le supposé enlèvement d'enfants chinois par le frère de Fernão Pires de Andrade qui changent l'attitude jusqu'ici conciliante des autorités chinoises vis-à-vis de l'ambassade portugaise. En 1521, l'empereur envoie la marine reprendre le contrôle de cette île lors de la bataille de Tunmen et décrète l'interdiction de tout commerce avec les Folangji (佛郎機, 佛郎机, fólángjī, nom — venant de « Francs » — utilisé par les traducteurs musulmans pour désigner tous les Européens).
S'ensuit une période trouble durant laquelle certains aventuriers portugais se tournent vers la contrebande et se basent entre autres dans le port de Shuangyu (en), dans la province du Zhejiang. Ils s'y allient avec les pirates Wakō et arrivent en 1543 à Tanega-shima au Japon. Cette piraterie est finalement éliminée entre 1547 et 1549 par le général Zhu Wan (en), et les Portugais retournent vers le Guangdong où règne une ambiance plus propice au commerce depuis la remise en question de la prohibition maritime haijin par le grand coordinateur du Guangdong et Guangxi, Lin Fu. Ce dernier soutenait en effet que la libéralisation du commerce privé taxé donnait aux populations côtières une occupation légitime, minimisant la tentation de la contrebande.
Sous l'impulsion du roi Jean III de Portugal et d'une diplomatie plus pragmatique et tolérante, un marchand, Leonel de Sousa (pt), obtient l'autorisation du vice-commissaire à la défense maritime de Canton, Wang Po, en 1554 et les marchands portugais retournent à Canton, tout en étant autorisés à s'établir sur les îles de Sancian (上川, shàngchuān, où saint François Xavier meurt en 1552 alors qu'il tentait d'entrer en Chine) puis de Lampacao (浪白滘, làngbáijiào),.
Cherchant un port plus proche de Canton sur le continent proprement dit, les Portugais s'établissent de manière saisonnière dans la rade de Macao entre 1553 et 1554 et demandent à rester sur la terre ferme en prétextant qu'ils doivent sécher leur cargaison. En 1557, les autorités chinoises accordent finalement l'autorisation aux Portugais de s'y établir de façon permanente, en échange du paiement d'une « rente foncière » faite au trésor impérial (près de 500 taels d'argent) — ce qui a fait valoir que Macao faisait encore partie intégrante de l'Empire chinois. La construction en 1573 de la « barrière » et d'une porte de ville sur l'isthme liant la péninsule à l'île de Xiangshan (en), dont elle faisait partie, marque la limite du territoire.
Macao devient rapidement un comptoir dans le commerce triangulaire entre la Chine, le Japon et Goa à un moment où les autorités chinoises interdisent les échanges directs avec l'archipel nippon pendant plus d'une centaine d'années. Cette « route du Japon (pt) » permet à un navire par an de partir de Goa en avril-mai avec des cotonnades indiennes, des objets en cristal et verre coloré, des montres de Flandres et du vin portugais, de les échanger ou d'acquérir des épices, des bois aromatiques et des peaux d'animaux à Malacca, arrivant à Macao en juillet-août où ce « navire de la traite » reste près d'un an pour échanger cette marchandise contre de la soie lors des foires de Canton qui ont lieu en décembre-janvier et mai-juin. Il repart avec cette soie, de la porcelaine, du musc et de l'or lorsque les vents de mousson sont favorables en juillet-août, arrivant à Nagasaki (fondé en 1571) un mois après. Il repart lorsque les vents portent vers le sud, en octobre-novembre, avec des lingots d'argent, des meubles laqués et paravents et des épées. Il repart de Macao en ajoutant à nouveau de la soie et de la porcelaine vers Goa. Ce commerce lucratif a introduit une grande prospérité à Macao qui atteint son apogée entre la fin du XVIe siècle et le début du XVIIe siècle.
En plus d'être un comptoir commercial, Macao joue un rôle central dans les échanges culturels entre Européens, Chinois et Japonais et dans la propagation du catholicisme en Asie, devenant un haut lieu de formation de missionnaires pour la Chine et le Japon. Les premiers sont envoyés par la couronne portugaise sous le système du Padroado et le pape Grégoire XIII crée en 1576 le diocèse de Macao qui couvre alors la Chine, la Corée, le Japon et le Tonkin. Les jésuites, arrivés dès 1563, établissent une école où Michele Ruggieri et Matteo Ricci apprennent le chinois, avant de créer la première mission jésuite en Chine en 1582. Cette école devient en 1594 la première institution universitaire de type occidental en Orient, le collège Saint-Paul. Des missionnaires franciscains, dominicains et augustins s'installent à Macao entre 1579 et 1587. Un des fruits des échanges artistiques et culturels en place à cette époque peut se voir de nos jours : la façade de l'église de la Mère-de-Dieu, connue sous le nom de ruines de Saint-Paul. Construite de 1602 à 1640 selon les plans d'un architecte génois, Carlo Spinola, la façade est sculptée par des artisans japonais, chrétiens convertis qui fuient les persécutions, et intègre des éléments orientaux et européens : le lion chinois, le chrysanthème japonais et la caravelle portugaise.

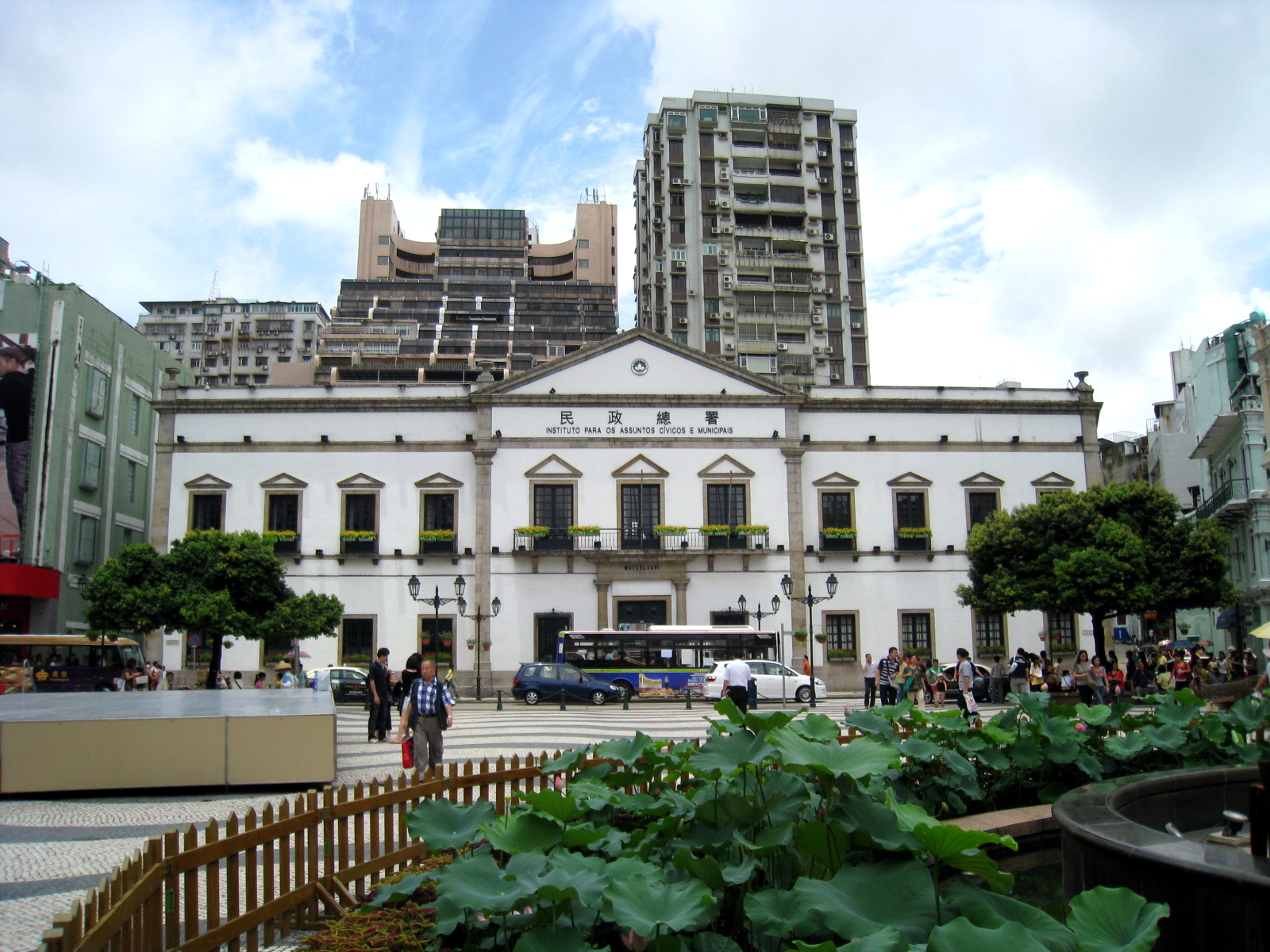
Le Leal Senado, créé en 1583.

En 1583, le Senado da Câmara est créé par des résidents et plus précisément par les armateurs de Macao,. Premier organe de gouvernement local, il est fondé dans le but de protéger le commerce, de maintenir l'ordre et la sécurité et de résoudre les questions et les problèmes quotidiens. La fonction de défense militaire ne devient indépendante des commerçants de la ville qu'en 1623, quand Macao se dote d'un gouverneur portugais.
Cependant, au moment même où les deux grandes puissances mondiales que sont le Portugal et l'Espagne ne deviennent plus qu'une avec l'Union ibérique sous Philippe II, reconnu par les Cortes de Tomar en 1581, les États généraux des Provinces-Unies déposent ce même Philippe II d'Espagne et formalisent leur indépendance. Elle ne sera reconnue par le roi d'Espagne qu'en 1648 par le traité de Munster mais les Néerlandais élargissent leur guerre d'indépendance et attaquent les navires portugais qui font la route de Macao à Goa, comme le Santa Catarina (pt) en 1603. Ils commencent à se constituer un empire colonial au détriment des Portugais en occupant les Moluques en 1605, prenant le contrôle du commerce des épices. La Compagnie néerlandaise des Indes orientales veut s'implanter en Chine, et Macao est attaqué le 23 juin 1622. Près de 800 soldats néerlandais débarquent dans une tentative de conquérir la ville mais les envahisseurs sont repoussés grâce notamment à de nombreux esclaves africains,. Le bilan des victimes est élevé (environ 350 morts) et pour Macao, non préparé, cette victoire est considérée comme un miracle. Le 24 juin, fête de saint Jean Baptiste, devient la fête de la ville de Macao. 
Les constantes menaces des corsaires hollandais dans le détroit de Singapour rendent cependant le commerce entre Macao, Malacca et Goa très risqué et les marchands de Macao se tournent de plus en plus vers le commerce avec le Japon et en dépendent dangereusement.
Les jésuites usent de leur influence auprès de la cour impériale chinoise pour noircir la réputation des Néerlandais avec succès mais ceux-ci utilisent exactement la même technique au Japon auprès des shoguns Tokugawa qui interdisent le christianisme à partir de 1614. La répression contre les pratiquants culmine avec l'écrasement de la rébellion de Shimabara en avril 1638, durant laquelle plus de 37000 chrétiens sont tués et le shogunat bannit finalement les Portugais en 1639, et fait décapiter, le 3 août 1640, 61 envoyés d'une ambassade du Sénat de Macao qui venaient demander la levée de l'édit d'embargo.

### Déclin

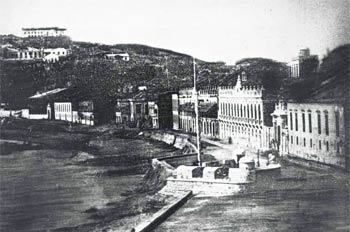
Macao en 1844. Photo de Jules Itier.

De 1638 à 1853, le commerce portugais avec le Japon décline en raison de la politique d'isolement (sakoku) menée par l'ancien shogun japonais Ieyasu Tokugawa. Cette décision affecte gravement l'économie de Macao, qui décline rapidement.
Le 3 janvier 1787, Jean-François de La Pérouse y débarque dans le cadre de son expédition, comptant y vendre ses fourrures achetées en Alaska. Il décrit la dureté du mandarin chinois et la faiblesse des réactions du gouvernement portugais.
Dans le contexte de la Guerre péninsulaire, en septembre 1808, le territoire est occupé par les troupes de la force expéditionnaire sous le commandement de l'amiral William O'Bryen Drury, commandant en chef des forces navales britanniques dans les mers asiatiques, sous prétexte d'une protection contre la menace française. Cet effectif est finalement rappelé à la fin de cette même année, en raison de la présence d'environ 80 000 hommes de l'armée chinoise aux portes de la ville.

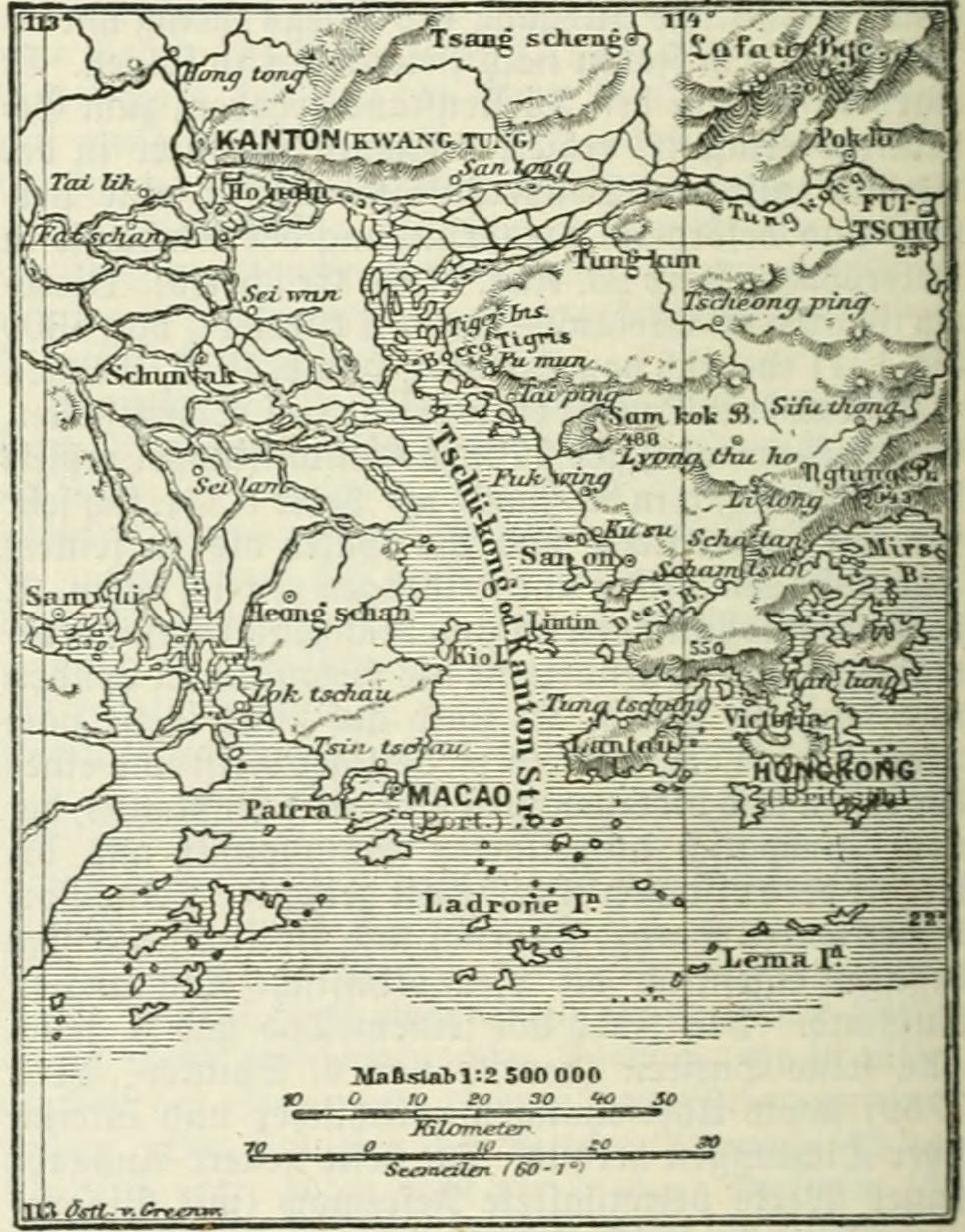
Carte de la région du delta de la Rivière des Perles publiée au XIXe siècle.

Dès le milieu du XVIIe siècle, Macao, qui a perdu de nombreux marchés commerciaux à partir de la fin des échanges avec le Japon et dont la population vit avec une certaine fréquence dans la pauvreté et la misère, réussit tout de même à conserver son importance économique et stratégique en tant que port européen en Chine. Toutefois, cette importance est fortement réduite avec la première guerre de l'opium en 1841 lorsque Hong Kong devient le port le plus important de l'Ouest de la Chine.
En 1844, par le biais d'un décret royal, Macao est finalement intégré dans le système ultramarin portugais. Toutefois, le décret n'est pas reconnu par la Chine. Cet acte redéfinit par ailleurs le pouvoir à Macao en affirmant que le gouverneur est le principal organe politique et administratif, et non plus le Leal Senado, qui a perdu son importance et son influence politique depuis 1834.
En 1845, le Portugal déclare la ville port franc. Le gouverneur João Ferreira do Amaral, en fonction de 1846 à 1849, ordonne la fin du loyer annuel et des taxes chinoises, l'expulsion des mandarins de Macao et l'abolition, en 1849, de la douane chinoise (le Ho-pu).
Au cours du XIXe siècle, les Portugais occupent la partie Nord de la péninsule de Macao (alors occupée par les Chinois) et les îles de Taipa (en 1851) et Coloane (en 1864). Ils commencent également à étendre leur influence sur les îles voisines de Lapa, Dom João e Montanha.
En 1887, le Portugal organise avec le faible gouvernement chinois de l'époque le Traité d'amitié et de commerce sino-portugais, qui reconnaît et légitime l'occupation perpétuelle de Macao et de ses dépendances par le Portugal.

### Développement du Jeu et rétrocession à la Chine
Le gouvernement de Macao, souhaitant créer sa propre monnaie officielle, autorise, en 1901, la Banco Nacional Ultramarino (BNU) à émettre des billets sous le nom de patacas. Les premiers billets imprimés pour distribution sont créés en 1906 et 1907.
Le Portugal ne participe pas officiellement à la Seconde Guerre mondiale (1939-1945) ; Macao devient alors l'un des seuls endroits en Asie à rester neutre durant le conflit mondial. Pour cette raison, un grand nombre de réfugiés chinois fuyant l'occupation japonaise réfugient provisoirement à Macao, ce qui double sa population durant cette période. Cet afflux de réfugiés cause de nombreux problèmes, en particulier ceux relatifs à la surpopulation et au manque de nourriture.
Le Japon respecte la neutralité du Portugal, et donc celle de Macao. Mais les Japonais occupent la colonie Portugaise du Timor oriental en Asie. Cependant, même en n'occupant pas le territoire, les forces japonaises exercent une énorme pression sur le gouvernement de Macao, le menaçant à plusieurs reprises. Par exemple, en 1941, les îles de Lapa, Dom João e Montanha, officiellement occupées par les Portugais en 1938, sont abandonnées en raison d'une menace émise par l'armée japonaise. En conséquence, les Japonais les occupent, mais avec la fin de la Seconde Guerre mondiale, en 1945, ils les rendent à la Chine en raison de l'incapacité des Portugais à les réoccuper.
1949 marque la fondation de la république populaire de Chine (RPC) à caractère communiste et anticolonialiste. La nouvelle République liste le Traité de l'amitié et du commerce sino-portugais parmi les nombreux traités inégaux imposés par les puissances européennes à la Chine et déclarés invalides en conséquence. Mais le nouveau régime n'étant pas encore prêt à aborder la question historique de ces traités, le statu quo de Macao est provisoirement maintenu.
En 1961, l'Inde s'empare militairement des colonies Portugaises en Inde, dont Goa, mais la Chine de Mao Zedong continue de maintenir le statu quo de Macao.
Le 3 décembre 1966, la célèbre révolte dite émeute 1-2-3 éclate. Elle est le fait de Chinois pro-communistes insatisfaits et fortement influencés par la révolution culturelle chinoise de Mao Zedong. Lors de cette journée de protestation, 11 personnes sont tuées et environ 200 autres blessées. Ces événements exigent la mobilisation de soldats pour contrôler la situation. L'émeute génère la tension et la terreur à Macao jusqu'à sa résolution le 29 janvier 1967 avec une demande d'excuses humiliantes faites par le gouvernement de Macao à la communauté chinoise. Cette émeute cause également la renonciation du Portugal à l'occupation perpétuelle de Macao et fait reconnaître la puissance et le contrôle de facto des Chinois de Macao aux Portugais, marquant le début de la fin de la période coloniale de la ville.
Après la révolution des Œillets, en 1974, le Portugal déclare l'indépendance immédiate de toutes ses provinces ultramarines. Mais la Chine rejette une fois de plus ce transfert immédiat et appelle à la mise en place de négociations visant à permettre un transfert sans heurt.
Au cours des négociations, le statut de Macao est changé pour celui de Territoire chinois sous administration portugaise et le transfert de souveraineté de Macao à la Chine, est prévu pour le 20 décembre 1999 par la Déclaration commune sino-portugaise sur la question de Macao. Ce projet bilatéral et international, signé le 13 avril 1987, établit une série d'engagements et de garanties conclues entre le Portugal et la Chine qui accorde à Macao un haut degré d'autonomie et la conservation de ses caractéristiques uniques, y compris son mode de vie et son système économique capitaliste jusqu'en 2049.
Le territoire redevient finalement chinois le 20 décembre 1999, sans susciter d'émotion au sein du peuple portugais, qui en a alors une assez mauvaise image.

### Administration post-coloniale
Après le transfert, le nouveau gouvernement de Macao, dirigé par Edmund Ho Hau-wah, lutte avec acharnement et avec succès contre le crime organisé par les Triades avec le précieux soutien de l'administration centrale de la République populaire de Chine. Macao est remilitarisé par une garnison de troupes chinoises. Ces troupes sont un moyen pour la Chine d'affirmer son autorité sur le territoire, et un soutien pour la lutte contre la criminalité. De 2001 à 2002, la libéralisation partielle du secteur des jeux a lieu en raison de l'expiration du monopole de ce secteur d'une grande importance pour la société des casinos de Stanley Ho,. Cette libéralisation et l'assouplissement des restrictions sur les résidents chinois continentaux par le gouvernement central provoque le développement du tourisme à Macao et une croissance économique rapide.
Mais, derrière cette croissance, de graves problèmes sociaux apparaissent, comme l'inflation, la main-d'œuvre illégale ou un excès d'importations (légales) de main-d'œuvre bon marché et l'écart économique entre les riches et les pauvres. En 2006, le coefficient de Gini à Macao a augmenté de 0,48, et donc l'inégalité de la distribution des revenus est plus forte que, par exemple, à Singapour, en Corée du Sud ou même en Chine continentale. Ces problèmes, ainsi que la découverte en 2006 de cas de corruption impliquant le secrétaire aux Travaux publics, Ao Man Long, et le manque de transparence du gouvernement de la RAS de Macao, engendrent plusieurs protestations, dont les plus récentes datent du 1er mai 2007 (date de la Fête du Travail) et du 20 décembre 2007 lors du 8e anniversaire de la création de la Région administrative spéciale. Au cours de la dernière manifestation, près de 1 500 à 3 500 personnes marchent dans les rues pour obtenir un système politique plus démocratique et une plus grande transparence, en exigeant du gouvernement la mise en œuvre intégrale du suffrage universel direct pour les élections de l'Assemblée législative de Macao et du chef de l'exécutif. Les citoyens manifestent aussi pour une plus grande indépendance des recettes de jeu et l'introduction de mesures visant à réduire l'écart entre les riches et les pauvres. La violence refait surface lors des manifestations du 1er mai 2010.

## Politique et administration
Le statut actuel de Macao (région administrative spéciale) est défini dans la Déclaration commune sino-portugaise sur la question de Macao et dans la Loi fondamentale de la région administrative spéciale de Macao. La Déclaration commune et la Loi fondamentale précisent que Macao bénéficie d'une forte autonomie territoriale et que son système économique, financier, social, fiscal, de sécurité et de contrôle de l'immigration et des frontières, le mode de vie, les droits et libertés de ses citoyens, telles que les libertés d'expression, médias, d'édition de la libre sortie et retour à Macao, d'association, de réunion, de cortège et de manifestation, de culte, d'organisation et de participation aux grèves, et, finalement, de ses spécificités, continueront d'être préservés et inchangés au moins jusqu'en 2049, 50 ans après le transfert de souveraineté.
À titre d'exemple de son autonomie, la Région administrative spéciale peut d'elle-même établir des relations, des célébrations et des accords avec les pays, les régions et les organisations internationales sous le nom de « Macao, la Chine ». Avec cette désignation, Macao peut également participer, par elle-même, aux organisations et conférences internationales et aux événements sportifs par exemple,.
Elle est administrée par les habitants et non par les officiers de la république populaire de Chine. Elle possède une grande autonomie dans tous les aspects et les questions liées à celle-ci, sauf dans les questions relatives à la défense et dans les affaires étrangères (politique étrangère), et, dans ce dernier domaine, Macao a encore une certaine autonomie. Cette petite région maintient sa propre monnaie (pataca), son propre système d'immigration et de la police des frontières et sa propre police,.
Le pouvoir est divisé, comme dans la plupart des systèmes politiques, en 3 parties distinctes : pouvoirs exécutif, législatif et judiciaire. Pour la magistrature, Macao possède une cour de cassation, appelée tribunal de última instância, conformément aux dispositions de la Loi fondamentale.

### Chef de l'exécutif et gouvernement
Le chef de l'exécutif, le plus important organe politique à Macao, est toujours un résident chinois éminent citoyen de Macao. Il est conseillé par le Conseil exécutif, composé de 7 à 11 administrateurs. Depuis 2024, le chef de l'exécutif est Sam Hou Fai (en).
Il est choisi par une « Commission électorale », composée de 300 membres nommés par les associations ou organisations représentant les intérêts des divers secteurs de la société de Macao, dûment enregistrés et régulièrement interrogés par des membres de l'Assemblée législative de Macao, par les députés de l'Assemblée nationale populaire et par les représentants de Macao, à la Conférence consultative politique du peuple chinois. Après son élection, le chef de l'exécutif n'est pas encore officiellement désigné, il doit encore être accepté par le gouvernement central chinois,,.

### Pouvoir législatif

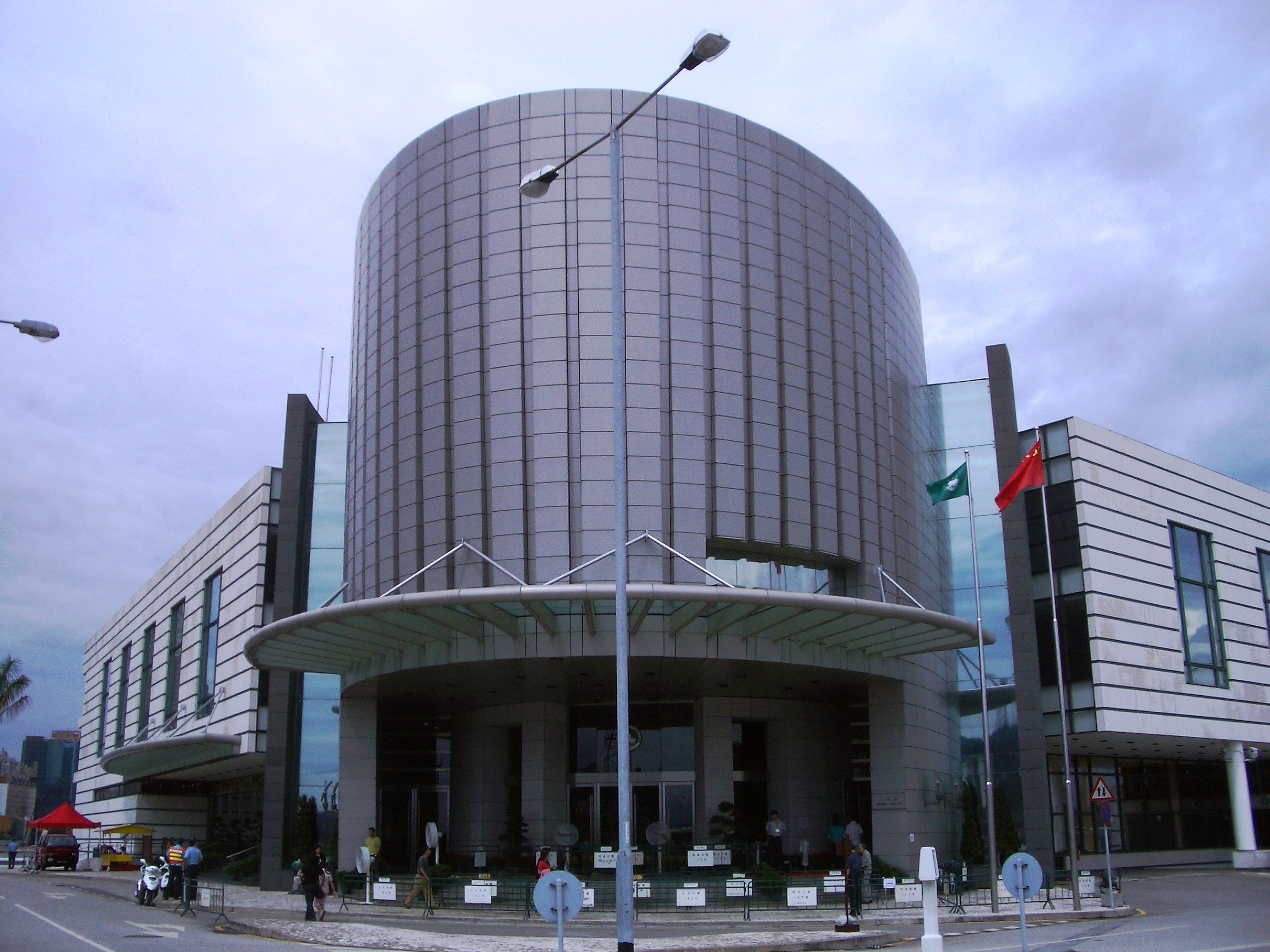
Assemblée législative de Macao.

L'organe législatif de Macao est l'Assemblée législative (AL), composée de 33 membres élus ou désignés pour quatre ans de différentes façons : 14 sont élus directement selon un mode de scrutin proportionnel plurinominal de liste au plus fort reste dans une unique circonscription, 12 sont élus par des organisations ou associations représentant les intérêts de différents secteurs de la société locale, et 7 sont nommés par le chef de l'exécutif. Ceci signifie que 19 députés sur 33 sont désignés ou indirectement élus. L'assemblée peut élaborer des lois, examiner et approuver le budget et a le pouvoir de charger le président de la Cour de cassation de former une commission d'enquête indépendante puis de présenter une motion de censure contre le chef de l'exécutif, et de la soumettre au Gouvernement populaire central. Elle a également le pouvoir de modifier le mode d'élection du chef de l'exécutif si les modifications proposées reçoivent l'approbation des deux tiers des députés et du chef de l'exécutif.

### Élections législatives
Les élections sont organisées tous les quatre ans. Elles sont réservées à tous les citoyens ayant leur résidence permanente à Macao et étant âgés de plus de 18 ans. Le terme de « parti » n'existe pas à Macao ; c'est pourquoi les élections indirectes sont uniquement réservées aux organismes ou aux associations locales représentant les intérêts des divers secteurs de la société qui ont acquis la personnalité juridique depuis au moins trois ans et ont été officiellement enregistrés et régulièrement recensés.
Les élections de 2009, les troisièmes dans l'histoire du territoire (les premières s'étaient déroulées en 2001), furent les plus participatives avec 149 006 citoyens de Macao (environ 59,9 % du total des électeurs inscrits) s'étant déplacés pour voter, donnant les résultats suivants :
|    |        |        |           |       |           |        |           |
| No | Liste  | Votes  | +/-       | %     | +/-       | Sièges | +/-       |
| 4  | APMD   | 16 424 | +3 976    | 11,58 | +0,55     | 2      | +1        |
| 15 | ANMD   | 11 024 | +3 976    | 7,77  | +0,55     | 1      | +1        |
| 12 | UPD    | 21 098 | +4 510    | 14,88 | +1,59     | 2      | 0         |
| 7  | ACUM   | 17 014 | −3 681    | 12,00 | −4,58     | 2      | 0         |
| 10 | NUDM   | 14 099 | +2 547    | 9,94  | +0,61     | 1      | 0         |
| 13 | UPP    | 14 044 | +2 059    | 9,90  | +0,30     | 1      | −1        |
| 2  | NE     | 12 908 | +2 935    | 9,10  | +1,11     | 1      | 0         |
| 1  | UMG    | 10 348 | (nouveau) | 7,30  | (nouveau) | 1      | (nouveau) |
| 5  | Mudar  | 7 857  | (nouveau) | 5,54  | (nouveau) | 1      | (nouveau) |
| 3  | UPPD   | 5 389  | (nouveau) | 3,80  | (nouveau) | 0      | (nouveau) |
| 6  | Cívico | 5 329  | (nouveau) | 3,76  | (nouveau) | 0      | (nouveau) |
| 16 | AACPP  | 2 334  | −607      | 1,65  | −0,77     | 0      | 0         |
| 8  | EJS    | 1 627  | (nouveau) | 1,15  | (nouveau) | 0      | (nouveau) |
| 9  | AAPD   | 1 141  | +487      | 0,80  | +0,28     | 0      | 0         |
| 14 | VPGM   | 905    | (nouveau) | 0,64  | (nouveau) | 0      | (nouveau) |
| 11 | ADS    | 256    | (nouveau) | 0,18  | (nouveau) | 0      | (nouveau) |

### Système juridique et judiciaire
Selon la Loi fondamentale de Macao, la région possède un degré élevé d'autonomie dans la gestion de ses affaires. Le système judiciaire de Macao est autonome et indépendant du gouvernement ou du gouvernement populaire central de la république populaire de Chine, et il a même le pouvoir de jugement en dernier ressort.
Les organes judiciaires de la RAS sont le ministère public et les Tribunaux de première instance subdivisés en tribunal judiciaire de base, tribunal administratif, tribunal de seconde instance et cour de cassation.
Le système juridique de Macao est fondé sur le concept d'État de droit, l'indépendance du pouvoir judiciaire, la défense des droits de l'homme et les droits et libertés fondamentales des citoyens. Ce système est essentiellement fondé sur le modèle de la loi portugaise, et donc en partie de la famille des systèmes juridiques continentaux de la racine (romain germanique).
De 1987 à 1999, le système juridique a été complètement modernisé en vue du transfert de la souveraineté de Macao à la république populaire de Chine. Ainsi a été adoptée une série de nouvelles lois et codes, y compris le Code pénal (1995), le Code civil (1999), le Code du commerce (1999), le Code de procédure pénale (1996) et le Code de procédure civile (1999). Après la transition, le système a continué d'être réformé, avec des ajouts tels que l'utilisation du chinois dans les tribunaux et les lois.
Bien que depuis la création de Macao, ce système ait subi plusieurs changements, des améliorations et des adaptations pour répondre à la Loi fondamentale de Macao et au nouveau statut de Macao en tant que région administrative spéciale, il est maintenu pendant au moins 50 ans à compter de la date du transfert de souveraineté (1999), avec le principe un pays, deux systèmes. Pour cette raison, toutes les lois en vigueur avant 1999 ont été maintenues, sauf une petite partie qui entrait en contradiction avec la Loi fondamentale.
D'un point de vue constitutionnel, le système juridique de Macao se caractérise par l'existence d'un texte constitutionnel en conformité avec le droit interne de Macao, la Loi fondamentale de la région administrative spéciale de Macao, promulgué par l'Assemblée nationale populaire de la république populaire de Chine en 1993. En général, les lois nationales de la Chine ne s'appliquent pas à Macao, à l'exception de celles expressément énoncées à l'annexe III de la Loi fondamentale. Actuellement, elles sont 11 et traitent des questions qui ne figurent pas dans le statut autonome du territoire, telles que la défense nationale et les relations extérieures.
Depuis le début des années 1990, l'éducation juridique relève de l'université de Macao, qui propose des cours de licence et de maîtrise en droit en portugais et en chinois, et certains cours de master en anglais. Cette université offre également des cours de doctorat et postgraduate également en droit. Les formations de magistrats, d'autres officiers de justice ou des professionnels de la justice proviennent principalement du Centre pour la formation juridique et judiciaire.
Le secteur du jeu, qui est une activité fondamentale de Macao, est soumise à une réglementation assez bien développée et un droit du jeu en conséquence. Le droit pénal ne comporte ni peine de mort ni prison à vie.

### Divisions administratives
De 1928 à la rétrocession en 1999, Macao était divisé en deux municipalités : la municipalité de Macao et la municipalité des Îles, qui étaient chacune administrées par un organe exécutif appelé « chambre municipale », elle-même supervisée par une assemblée municipale.
À son tour, la municipalité de Macao, qui couvrait toute la péninsule de Macao, était divisée en cinq freguesias :
- Freguesia da Sé ;
- Freguesia de Nossa Senhora de Fátima ;
- Freguesia de Santo António ;
- Freguesia de São Lázaro ;
- Freguesia de São Lourenço.

La municipalité des Îles (créée en 1928), qui couvrait les îles de Taipa et de Coloane, était divisée en deux freguesias :
- Freguesia de Nossa Senhora do Carmo (couvrant l'île de Taipa) ;
- Freguesia de São Francisco Xavier (couvrant l'île de Coloane).

Mais, après une période transitoire, les municipalités et leurs organes municipaux provisoires ont finalement été dissous le 31 décembre 2001 et un nouvel organe administratif, l'Institut pour les affaires civiques et municipales (IACM), couvre depuis toute la RAS. Les freguesias n'ont plus de statut administratif et sont seulement reconnues par le gouvernement comme de simples divisions symboliques de Macao. Cotai, terre gagnée sur la mer entre Taipa et Coloane, n'a ainsi pas été affecté à une freguesia.
| Freguesias | Freguesias                                     | Freguesias | Freguesias | Freguesias                               | Freguesias | Freguesias                                   | Freguesias | Freguesias |
|            | Freguesia                                      | Superficie | Population | Carte numérotée des freguesias de Macao. |            | Freguesia                                    | Superficie | Population |
| ---------- | ---------------------------------------------- | ---------- | ---------- | ---------------------------------------- | ---------- | -------------------------------------------- | ---------- | ---------- |
| 01         | Nossa Senhora de Fátima (Notre-Dame de Fatima) | 3,2 km2    | 201 000    | Carte numérotée des freguesias de Macao. | 05         | Sé                                           | 3,4 km2    | 040 600    |
| 02         | Santo António (Saint Antoine)                  | 1,1 km2    | 112 900    | Carte numérotée des freguesias de Macao. | 06         | Nossa Senhora do Carmo (Notre-Dame de Carmo) | 6,8 km2    | 063 300    |
| 03         | São Lázaro (Saint Lazare)                      | 0,6 km2    | 030 900    | Carte numérotée des freguesias de Macao. | 07         | Cotai                                        | 5,8 km2    | 000,000    |
| 04         | São Lourenço (Saint Laurent)                   | 1,0 km2    | 048 300    | Carte numérotée des freguesias de Macao. | 08         | São Francisco Xavier (Saint François-Xavier) | 7,6 km2    | 003 300    |

### Santé

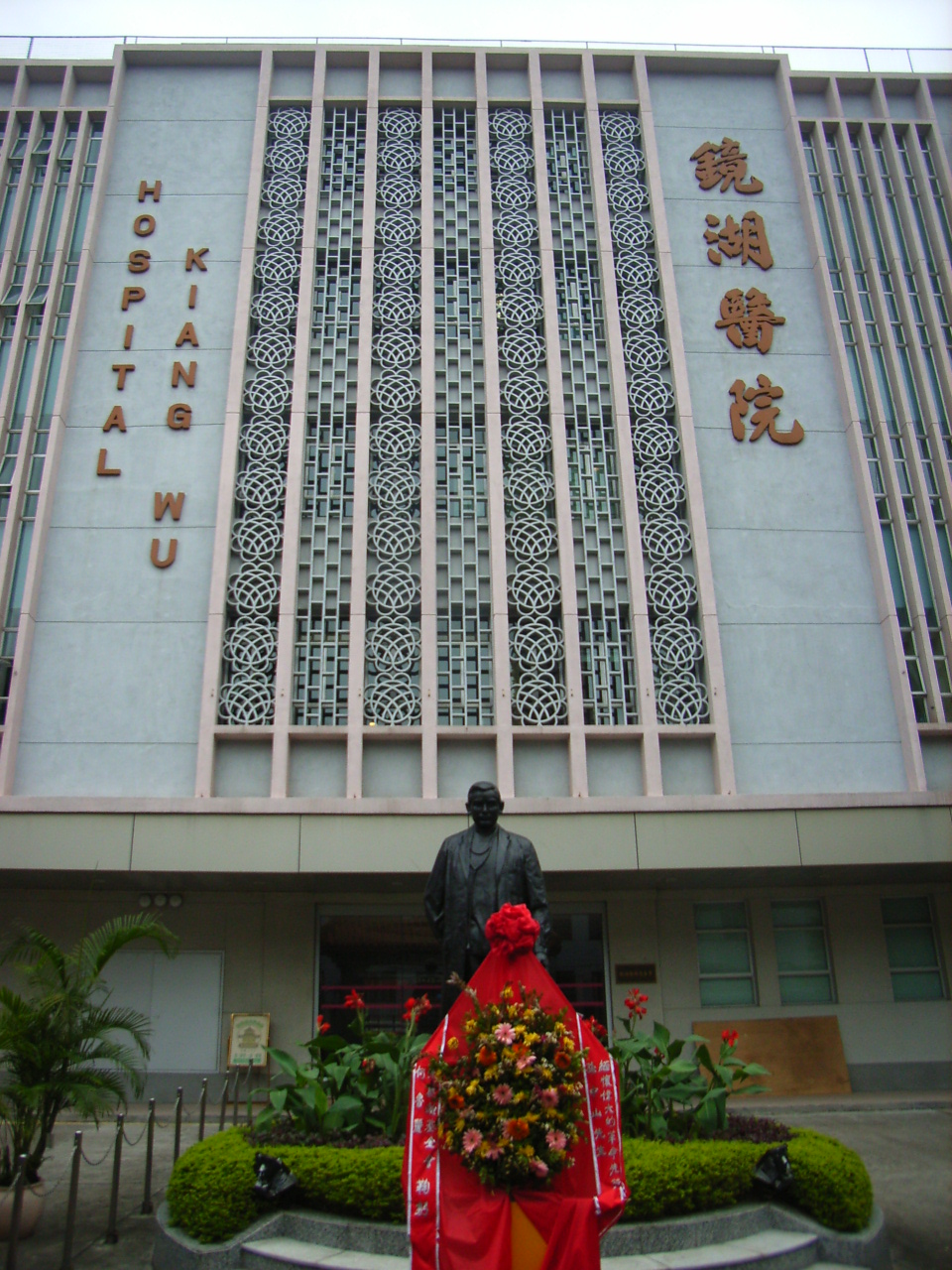
Hôpital Kiang Wu.

Selon les statistiques gouvernementales, en 2009, Macao comptait 1 292 médecins (en moyenne 2,4 médecins pour 1 000 habitants), 1 491 infirmiers (moyenne de 2,8 infirmiers pour 1 000 habitants) et 1 109 lits d'hôpitaux disponibles (soit près de 2,0 lits pour 1 000 habitants). Bien que la moyenne pour le nombre de médecins et d'infirmières par tête soit au-dessus de la moyenne mondiale (mais encore loin de la moyenne européenne), le nombre moyen de lits d'hôpitaux par tête est en revanche bien en dessous de la moyenne mondiale, qui est d'environ 3 lits pour 1 000 habitants.
En 2005, le gouvernement de Macao a dépensé 1,56 milliard de patacas, avec une augmentation de 20 % par rapport à l'année précédente (environ 1,3 milliard de patacas), dans le système de santé. Mais en dépit de tous ces investissements, le système de santé de Macao, en plus du manque de lits d'hôpitaux, est également confronté à plusieurs problèmes tels que la lenteur ou le retard des soins pour les patients et le manque de personnel qualifié dans certains départements et zones spécifiques de médecine.
Le gouvernement offre divers types de services de santé, notamment les premiers, qui sont actuellement fournis par les sept « centres de santé », les deux stations de santé publique et surtout le centre hospitalier Conde de São Januário, l'unique hôpital public de Macao. Ce centre hospitalier, fondé en 1874, est actuellement composé de quatre blocs liés et un héliport et fournit des services médicaux gratuits pour tous les résidents de Macao. Plus concrètement, en 2005, il a administré des consultations externes à près de 251 000 personnes, les urgences à plus de 167 000 personnes, et l'internement de plus de 15 000 patients. En 2005, il était composé de 230 médecins, 532 infirmiers et 544 lits, 476 appartenant aux services d'hébergement.
Outre le secteur public, il existe également de nombreuses entités privées telles que l'hôpital Kiang Wu, le dispensaire du commerce, l'Association des cliniques de bienfaisance Tung Sin Tong ainsi que des cliniques privées, qui fournissent des services de santé. Plusieurs de ces entités, comme l'hôpital Kiang Wu, reçoivent le soutien financier du gouvernement et des associations locales. L'hôpital privé a été fondé par les Chinois en 1871 et continue d'être administré par des Chinois. Il est dépendant de l'Association de bienfaisance de l'hôpital de Kiang Wu. En 2005, il était composé de 237 médecins, 356 infirmières, 195 techniciens et 445 travailleurs à d'autres fonctions. L'hôpital dispose également d'un centre médical à Taipa, construit en octobre 2005, qui sert principalement les habitants de Taipa.
À Macao, les principales causes de décès sont, en 2008, les tumeurs (31 %), les maladies cardiaques (27,6 %) et les maladies respiratoires (13,7 %).

### Assistance sociale
En 2005, les dépenses du gouvernement de Macao pour les services sociaux s'élevaient à plus de 401 milliards de patacas, en augmentation de 38,88 % par rapport à l'année précédente. La même année, le gouvernement, voulant verser une aide spéciale aux familles monoparentales, aux handicapés et aux malades chroniques, a réuni plus de 20 milliards de patacas et, avec l'intention d'aider les résidents âgés de plus de 65 ans, a créé une subvention pour les personnes âgées, qui octroie chaque année 1 200 patacas par an à cette tranche d'âge. Ces subventions annuelles, critiquées par de nombreux habitants de Macao pour cette petite somme délivrée chaque année aux personnes âgées, ont coûté au gouvernement près de 40 milliards de patacas rien qu'en 2005.
En 1989, Le gouvernement de Macao a créé un régime contributif de sécurité sociale pour protéger les salariés. Ce régime est placé sous la responsabilité du Fonds de sécurité sociale (FSS), créé le 23 mars 1990. Cette institution, placée sous la tutelle du Secrétariat à l'économie et aux finances, possède une autonomie administrative et financière, ses principales sources de revenus provenant des bénéfices des investissements privés et en particulier des contributions des employeurs, des salariés, du gouvernement (1 % de ses recettes courantes) et du secteur du jeu (un certain pourcentage de ses revenus bruts).
Le Fonds de sécurité sociale octroie aux salariés contribuant plusieurs types de prestations, tels que la pension de vieillesse, la pension d'invalidité, la pension sociale, les allocations chômage, l'allocation maladie, l'allocation de naissance, l'allocation de mariage, l'allocation de funérailles et des crédits émergeant des relations industrielles. En 2005, toutes prestations confondues, le FSS a versé environ 229 milliards de patacas.
Conformément à la loi, tous les employeurs ont la responsabilité d'inscrire et de payer leurs contributions, afin que leurs salariés puissent profiter des avantages offerts par le FSS. Les salariés avec un paiement volontaire des contributions et les travailleurs indépendants bénéficient d'un autre régime de cotisations.
En 2005, plus de 158 000 salariés contribuant travaillaient pour le compte d'un autre (y compris les salariés occasionnels et les fonctionnaires), plus de 12 000 salariés payaient volontairement leurs cotisations et plus de 10 000 étaient indépendants.

## Population et société

### Démographie

L'agglomération de Macao s'étend sur presque tout son territoire.

Macao a, selon le recensement intermédiaire de 2016, une population de 650 834 habitants, ce qui en fait le territoire le plus densément peuplé du monde devant Monaco et Singapour, avec 21 409 habitants/km2 (sur une surface de 30,4 km2). La densité de population a cependant déjà été plus élevée. Elle était de 27 050 habitants/km2 en 1985 avant les travaux de terrassement permettant d'agrandir le territoire sur la mer (population de 408 500 habitants sur une surface deux fois plus petite : 15,1 km2) et a atteint 29 000 habitants/km2 en 1940-1941 pendant la Seconde Guerre mondiale et l'occupation japonaise de Canton et Hong Kong (population de 400 000 habitants sur une surface de 13,8 km2).
| 1555 | 1568  | 1580   | 1640   | 1700  | 1743  | 1825   | 1832   | 1839   | 1866   | 1871   | 1878   |
| ---- | ----- | ------ | ------ | ----- | ----- | ------ | ------ | ------ | ------ | ------ | ------ |
| 400  | 6 000 | 20 000 | 40 000 | 4 900 | 5 500 | 22 500 | 35 000 | 13 000 | 56 252 | 77 000 | 68 086 |

| 1896   | 1910   | 1920   | 1927    | 1936    | 1939    | 1940    | 1945    | 1950    | 1960    | 1970    | 1980    |
| ------ | ------ | ------ | ------- | ------- | ------- | ------- | ------- | ------- | ------- | ------- | ------- |
| 78 627 | 74 866 | 83 984 | 157 175 | 120 000 | 245 194 | 400 000 | 150 000 | 187 772 | 169 299 | 248 636 | 268 300 |

| 1985    | 1991    | 1996    | 2001    | 2006    | 2011    | 2016    | - | - | - | - | - |
| ------- | ------- | ------- | ------- | ------- | ------- | ------- | - | - | - | - | - |
| 408 500 | 355 693 | 414 128 | 435 235 | 513 427 | 552 503 | 650 834 | - | - | - | - | - |

#### Structure
La population de Macao est composée principalement par des Chinois de l'ethnie Han, et aussi par une minorité (environ 1,7 %) de Portugais et de Macanais. Depuis les années 1990, la croissance de la population, notamment de la population active, est principalement soutenue par l'immigration venant de Chine continentale, des Philippines et d'autres pays d'Asie. En février 2011, la main d'œuvre importée se chiffrait à 79 467, soit 24,5 % de la population active occupée.
Le taux d'accroissement démographique annuel pour la période 2004-2009 est en effet de 4,7 % en moyenne, mais le taux de accroissement naturel n'est que de 0,5 % pour la même période, la différence représentant le solde migratoire. Le taux de natalité est l'un des plus faibles au monde : estimé à 9,03 ‰ en 2011, celui-ci est cependant en hausse depuis 2002 quand il avait atteint 7,2 ‰ après 14 années consécutives en baisse. Macao est cependant l'un des endroits où l'espérance de vie à la naissance (83,8 ans en 2016) est la plus forte et le taux de mortalité infantile le plus bas (environ 3,18 décès pour 1 000 naissances). Plus concrètement, environ 5 100 enfants sont nés à Macao, 1 800 personnes y sont mortes et 7 800 y ont immigré en 2010.
La population est en état de vieillissement démographique même si celui-ci est en partie caché depuis 2003 par la forte immigration de personnes en âge de travailler. De 1996 à 2010, le pourcentage de personnes âgées de plus de 65 ans est passé de 6,9 à 8,0 tandis que celui de personnes âgées de moins de 15 ans est passé de 25,7 à 12,2.

#### Ethnie et immigration
La population de cette région est composée principalement de Chinois (94 %) nés en Chine continentale (47 %) selon le dernier recensement intercalaire de 2006. 42,5 % de la population est née à Macao, 3,7 % à Hong Kong et seulement 0,3 % au Portugal. De même pour la nationalité, seulement 1,7 % de la population a la nationalité portugaise. La notion de « nationalité » dans les recensements de Macao a cependant radicalement changé depuis la rétrocession, ce qui explique la différence entre les nombres ci-dessus et ceux de l'estimation de population de 1988 qui dénombrait 20,69 % de « citoyens portugais ». Celle-ci se basait en effet sur la loi portugaise de la nationalité, elle-même basée sur le principe du « droit du sol » jusqu'en 1976. Ainsi toutes les personnes nées à Macao avant 1976 avaient automatiquement la nationalité portugaise et de même pour toute personne née entre 1976 et 1999 et dont au moins un des parents avaient la nationalité en vertu du « droit du sang » appliqué ensuite. Depuis 1999, la loi sur la nationalité de la république populaire de Chine, ne reconnaissant pas la double nationalité, s'applique et les personnes nées à Macao d'ascendance chinoise acquièrent automatiquement la nationalité chinoise.
Les personnes qui ont une ascendance mixte portugaise et asiatique (chinoise mais aussi malaise, indienne, sri lankaise) nées ou vivant à Macao ainsi que certains Chinois convertis au catholicisme et parlant le portugais sont appelés les Macanais ou les « fils de la terre », formant jusqu'à la rétrocession une « minorité influente ». Nombre d'entre eux ont cependant émigré avant la rétrocession et très peu savent encore parler le patois macanais, basé sur le créole portugais, qui est menacé de disparition.

### Criminalité et sécurité publique
Depuis plusieurs décennies, les crimes violents étaient un risque sérieux pour le tourisme, car la ville n'arrivait pas à juguler la criminalité.
Les groupes du crime organisé, connus localement sous le nom de « Triades » ou de « sectes » sont des transformations des organisations politico-révolutionnaires, qui existaient depuis l'époque de la dynastie Qing. Au fil du temps, ces organisations étaient en train de perdre leur identité et, aujourd'hui, sont surtout connues comme des sociétés secrètes, ou en chinois, « Hák Sé Wui ». Parmi elles, les plus connues sont les « 14 Kilates » (Sap Sei Kei) et les « gazeuses » (Soi Fong).
Les sources de revenu des triades sont : les commissions pour ne pas déstabiliser l'activité des casinos, des boutiques et autres activités commerciales, notamment des prêts à de très hautes commissions pour les joueurs de casinos, « protection » pour les commerçants qui les paient, la drogue et le blanchiment d'argent.
Dans les années 1990, il y a eu un grand nombre d'assassinats, mais de telles choses n'ont pas nui à la vie des personnes civiles.
En mai 1998, Wan Kuok-koi, le célèbre et redouté chef de la puissante triade « 14 Kilates » a été arrêté. En octobre 1999, débute son historique jugement et en novembre, un mois avant le transfert, il est condamné à 15 ans de prison et à la confiscation de tous ses biens illégaux,.
Après le transfert de souveraineté, le nouveau gouvernement de Macao, soutenu par l'administration centrale de la république populaire de Chine, lutta avec succès contre le crime organisé. Une garnison de l'Armée populaire de libération fut mise en place à Macao et fut considérée comme un plus pour lutter contre la criminalité. Le nombre de crimes a été réduit considérablement, en particulier les crimes violents, qui ont diminué de 70 % au cours de l'année 2000, puis de 45 % au cours de l'année 2001. Macao est devenu beaucoup plus sûr, ce qui redonne confiance aux touristes. Cette évolution est également propice à la réanimation de l'économie. Malgré la diminution du nombre de crimes organisés, les triades sont toujours présentes et gardent une influence sur la société.
En 2006, la criminalité, surtout non organisée, est repartie à la hausse, avec plus de crimes contre la vie en société, mais moins de crimes violents.
En 2009, 12 406 infractions ont été commises sur le territoire, soit une diminution de 11,15 % par rapport à 2008.

### Enseignement

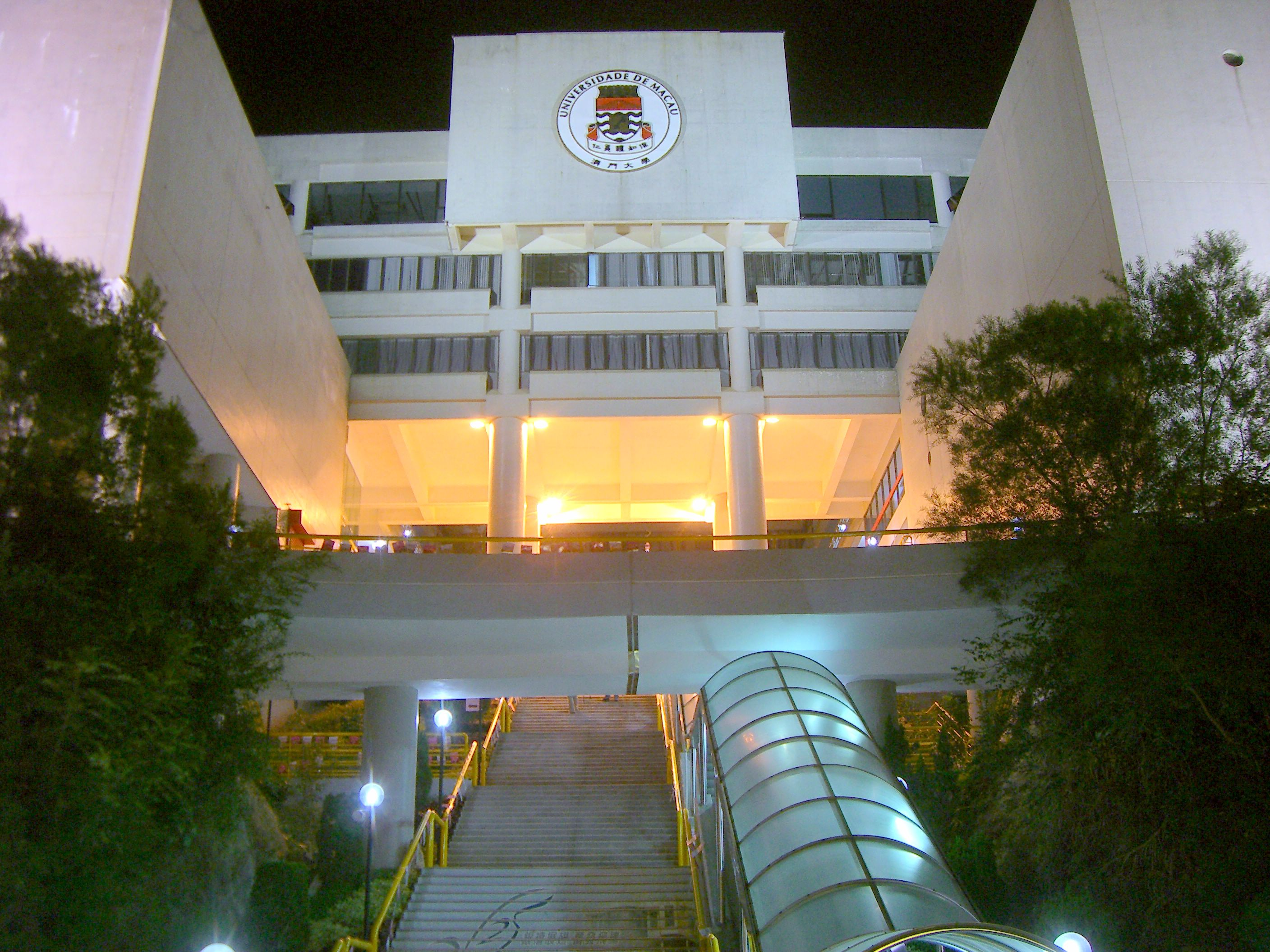
L'université de Macao, située à Taipa.

En 2006, le taux d'alphabétisation de la population résidente âgée de 15 ans ou plus était de 93,5 %, avec une hausse d'environ 2,2 % par rapport à 2001. Ce nombre est dû au fait que le taux d'alphabétisation de la population âgée de plus de 65 ans est seulement de 60,1 %. Pour la population âgée de 15 à 19 ans, le taux d'alphabétisation était de 99,7 %, ce qui est beaucoup plus encourageant.
Cependant, même ainsi, Macao reste en dessous de la moyenne des pays riches et développés. En 2006, seuls 11,2 % de la population active a validé un cycle d'enseignement supérieur. C'est inquiétant pour Macao, qui se développe à un rythme rapide et qui a besoin de main-d'œuvre qualifiée et spécialisée.
À Macao, l'enseignement obligatoire est appliqué sous une forme universelle et obligatoire à tous les enfants entre 5 et 15 ans. La scolarité gratuite, qui est plus répandue, englobe l'enseignement infantile ou pré-scolaire, dont l'accès est autorisé lorsque l'enfant atteint l'âge de 3 ans, pour une durée de trois ans ; l'enseignement primaire, dont l'accès est autorisé lorsque l'enfant est âgé de 6 ans et l'âge maximum de fréquentation est de 15 ans, pour une durée de six ans ; le secondaire général, dont l'âge limite de fréquentation est de 18 ans, pour une durée de trois ans ; l'enseignement secondaire supplémentaire, dont l'âge maximum de fréquentation est de 21 ans, a une durée de trois ans.
Macao ne dispose pas d'un système éducatif propre et universel, c'est pourquoi l'on utilise les systèmes éducatifs britannique, chinois ou portugais. Les langues chinoises (le cantonais et le mandarin) et anglaises sont enseignées dans la quasi-totalité des écoles locales, alors que le portugais est délaissé depuis le transfert de souveraineté, à l'exception évidente de l'École portugaise de Macao qui est la seule école à offrir des programmes semblables à ceux du Portugal.
Au cours de l'année 2005/2006, il existait à Macao 86 écoles (13 sont publiques ou officielles, 60 sont privées mais gratuites et 13 sont privées et payantes), qui composaient l'enseignement non-supérieur, avec plus de 92 000 élèves et 4 490 professeurs.
Pour l'année scolaire 2004-2005, il existait à Macao 10 institutions d'enseignement supérieur, 4 publiques et 6 privées. Ces institutions, (la plus ancienne étant l'université de Macao) avec environ 26 000 étudiants et 1 521 enseignants, offrent un total de 252 filières délivrant différents diplômes : baccalauréat, licence, maîtrise et doctorat.

### Langues
Les langues officielles sont le portugais et le chinois. Le cantonais est la langue la plus parlée, en 2006, avec 91,9 % de la population. Le mandarin est parlé par 38,5 % de la population et le portugais par 2,4 %. L'anglais est parlé par 12 % de la population (surtout chez les plus jeunes).
Les Macanais, qui ont une ascendance portugaise ou chinoise (et d'autres personnes d'origine asiatique, par exemple, malaise, indienne et sinhala), ont leurs propres cultures et leur mode de vie, ainsi que leur propre créole, ou patois macanais. Ce type de créole est basé sur le portugais, et est fortement influencé par le cantonais, par le malais et de nombreuses autres langues. C'est le fruit d'une longue et historique vie commune, de coexistence et d'échanges entre les cultures occidentales et orientales.
Même si la langue portugaise est très isolée et largement supplantée par l'anglais dans la région, elle est toutefois maintenue à Macao en accord avec la loi fondamentale de la région administrative spéciale de Macao. Le gouvernement chinois y voit aussi une occasion pour Macao de servir de plate-forme de contacts avec le monde lusophone.
En effet le portugais est parlé par plus de 200 millions de personnes dans le monde et certains pays de langue portugaise sont soit, comme l'Angola, des partenaires économiques importants, soit, comme le Brésil, des pays émergents aux perspectives économiques prometteuses.

### Sports

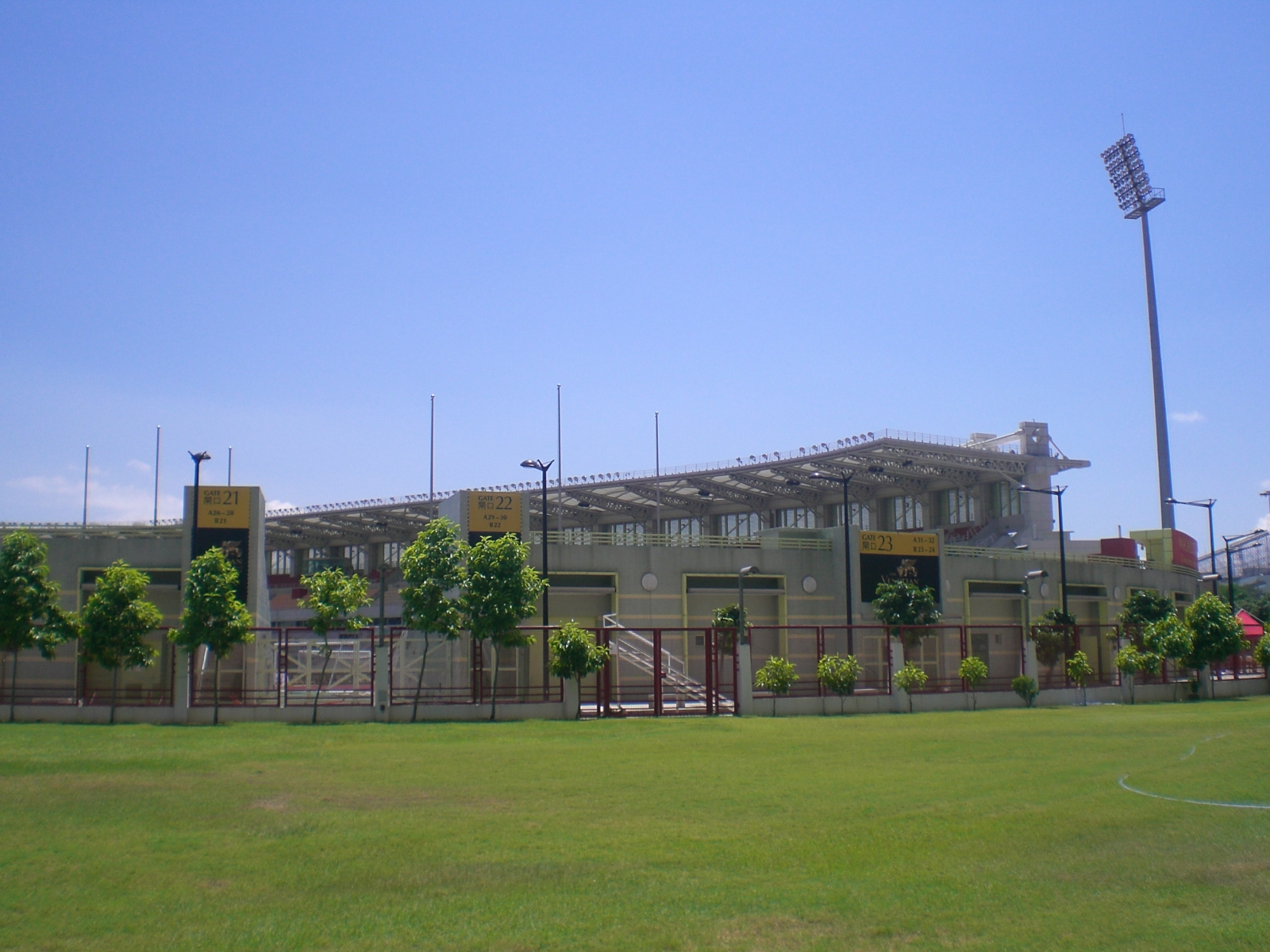
Complexe Olympique de Macao, anciennement appelé Stade de Macao. Il est situé à Taipa.

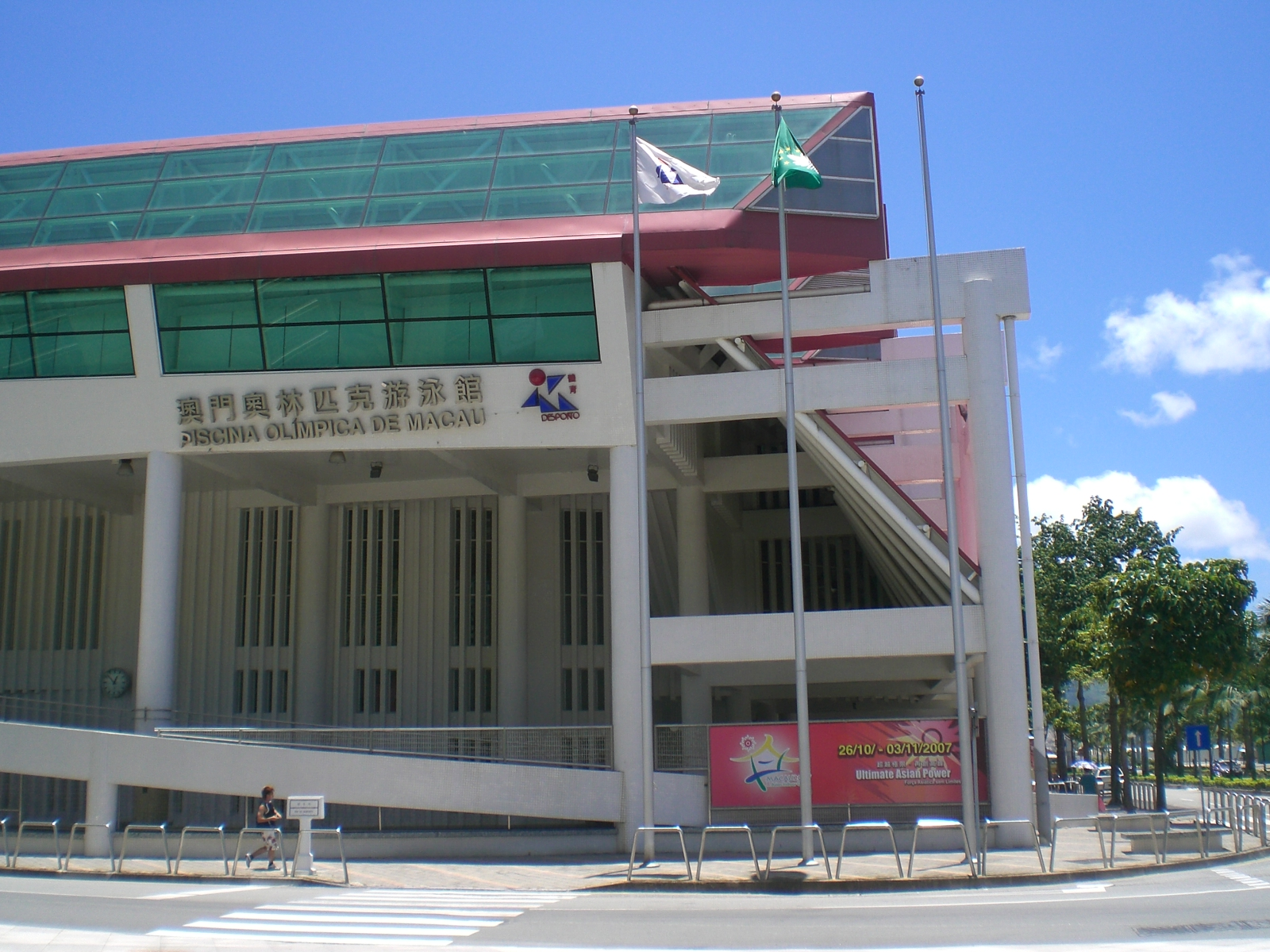
Piscine olympique de Macao située à Taipa.

Pour promouvoir le sport, le gouvernement de Macao organise de nombreuses activités et événements, telles que la Journée de sport en famille, la Journée du sport pour tous, le Festival sportif des entités publiques, le Festival sportif des femmes de Macao et la Journée internationale du défi.
Macao possède de nombreux terrains, pavillons, centres et installations sportives de grande qualité, notamment le complexe olympique de Macao, la piscine olympique de Macao et le complexe sportif de Macao, presque toujours ouverts au public.
Cette région administrative spéciale dispose d'un réseau de chemins de randonnée (qui se trouvent sur les îles de Taipa et Coloane), piscines et plages publiques, et un nombre significatif de parcs et jardins publics grand public de parcs et de jardins (compte tenu de la petite région de Macao), offrant au public un lieu de pratiques physiques ou matinale ou simplement par pur plaisir.
Le hockey sur gazon et la pelote basque ont été des sports qui ont eu de l'importance à Macao, mais qui ont disparu au fil du temps. Le rink hockey, très influencé par la communauté portugaise, l'emporte encore à Macao comme une bonne alternative au sport pour de nombreux jeunes, en plus du tennis de table, badminton, basket-ball et volley-ball.
Les activités liées aux arts martiaux tels que le kung-fu, le karaté, le judo et le taekwondo sont très populaires et possèdent de nombreux fans. La plupart de la population âgée, principalement chinoise, opte pour le tai chi comme sport d'entretien.
Macao n'a pas de comité national olympique mais a un comité national paralympique et a envoyé ses premiers athlètes aux Jeux paralympiques d'été de 1988 à Séoul,. Macao accueille de nombreuses compétitions sportives au niveau régional et international. Le Grand Prix de Macao de Formule 3 fait partie du calendrier annuel mais Macao a aussi organisé les 4e Jeux d'Asie orientaux en 2005, les 1er Jeux de la lusophonie en 2006 et les 2e Jeux asiatiques d'intérieur en 2007.

#### Football

Logo de la Fédération de football.

Le football est le sport le plus pratiqué du territoire et celui qui possède le plus d'amateurs. Étant donné qu'il y a peu de stades de taille officielle pour 22 footballeurs (deux équipes) pour répondre aux besoins du grand nombre de joueurs de football local, le football se joue à sept à Macao, il est appelé Bolinha et est pratiqué dans les stades de petites dimensions comme celui du collège D. Bosco. Malgré cela, Macao possède sa propre équipe de football et sa propre fédération de football fondée en 1939 et affiliée à la FIFA depuis 1978 et de l'AFC depuis 1976.
Les clubs de football de petites dimensions, comme celui de l'Infirmerie, constitué d'athlètes chinois, macanais et portugais, est un exemple d'union inter-communautaire que le sport illustrant l'esprit de tolérance de Macao. Le football en salle (futsal) est également très pratiqué par les jeunes de Macao.

#### Grand Prix

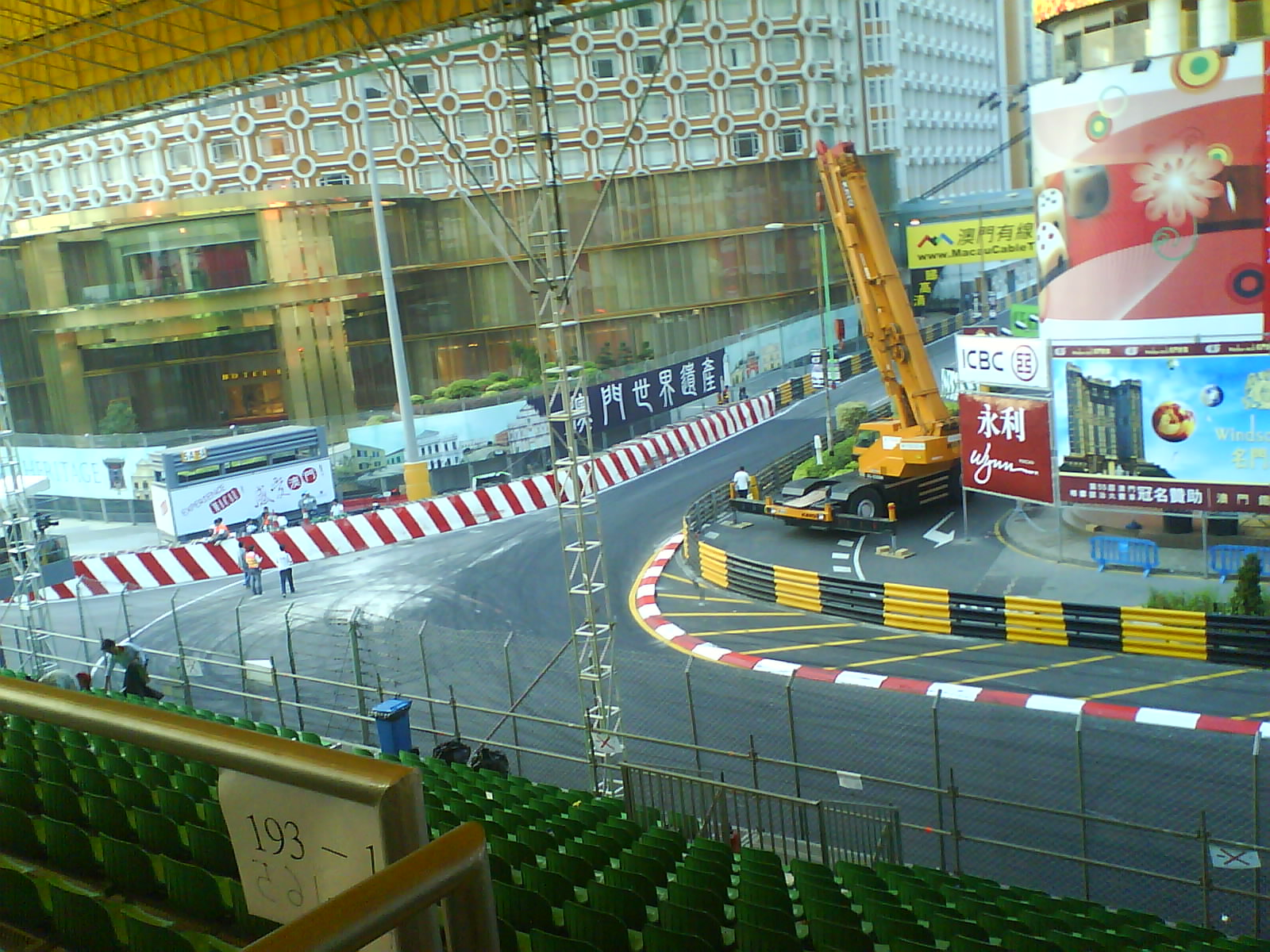
Virage à l'Hôtel Lisboa, l'un des endroits du circuit où le plus d'accidents sont enregistrés.

Une des attractions de Macao est le Grand Prix automobile, une série de courses de voitures et de motos spectaculaires, dont celle comptant pour le championnat du monde des voitures de tourisme et la Formule 3.
Tous les mois de novembre, depuis 1954, les meilleurs pilotes sont invités à courir sur l'un des circuits les plus dangereux du monde,. Il s'agit d'un circuit qui traverse la ville, entrecoupé de longues lignes droites (Port extérieur) avec les courbes sinueuses de la montagne de la Guia. Le virage de l'hôtel Lisboa est le lieu où se produisent la plupart des accidents. Le circuit n'accueille toutefois la Formule 3 que depuis 1983.
Les plus célèbres pilotes qui ont réussi sur ce circuit sont: Vern Schuppan, Riccardo Patrese, Geoff Lees, Roberto Moreno, John Nielsen, Ayrton Senna, Michael Schumacher, Mika Häkkinen, Rubens Barrichello, David Coulthard et Ralf Schumacher. Beaucoup ont utilisé le circuit de Macao comme un tremplin pour la Formule 1. Le pilote chinois Michael Kwan, dans l'épreuve de Super Cars est celui qui a remporté le plus souvent le Grand Prix.
Toutefois, la difficulté du circuit et l'absence de zones de dégagement ont provoqué des morts depuis la création du concours, en particulier dans les courses de motos, comme le Français Bruno Bonhuil.
Pendant les deux jours d'entraînement, et en particulier pendant les deux jours de compétition, un nombre important de résidents de Macao et de touristes assistent à ces courses spectaculaires.
En 2003, on a célébré la 50e édition du Grand Prix, avec de nombreuses célébrations et festivités, dont une démonstration de Formule 1.

#### Tennis
Depuis quelques années, Macao organise une exhibition de tennis, avec de grand spécialistes en la matière, on a ainsi pu voir jouer en 2007 Roger Federer et Pete Sampras, en 2008 Roger Federer, Björn Borg, John McEnroe et James Blake et en 2009 Pete Sampras et Andre Agassi sur un central de 15 000 spectateurs, à titre de comparaison le court central de Roland-Garros fait 14 840 places.

#### Passage de la flamme olympique

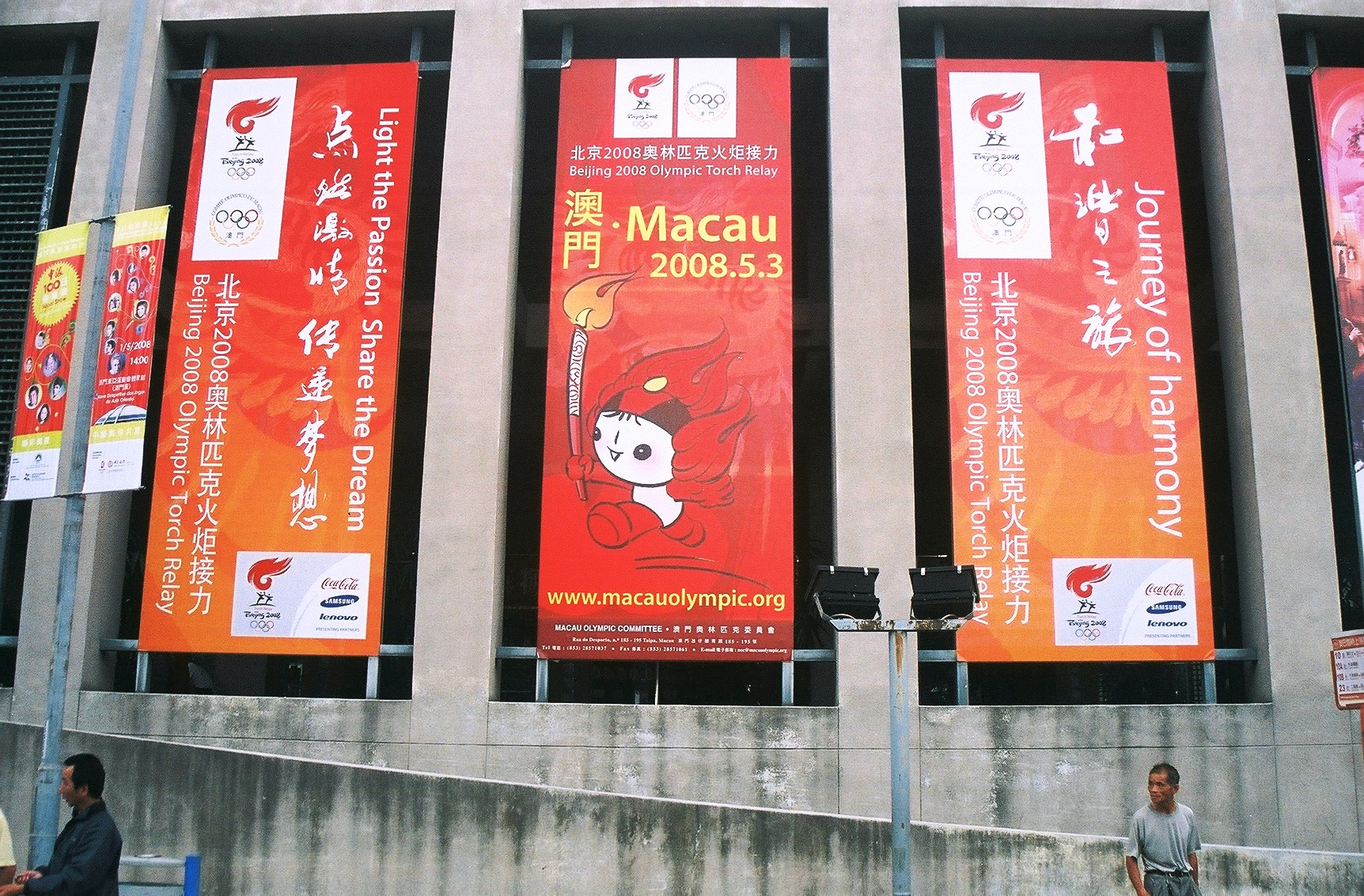
Les affiches annonçant le relais à Macao.

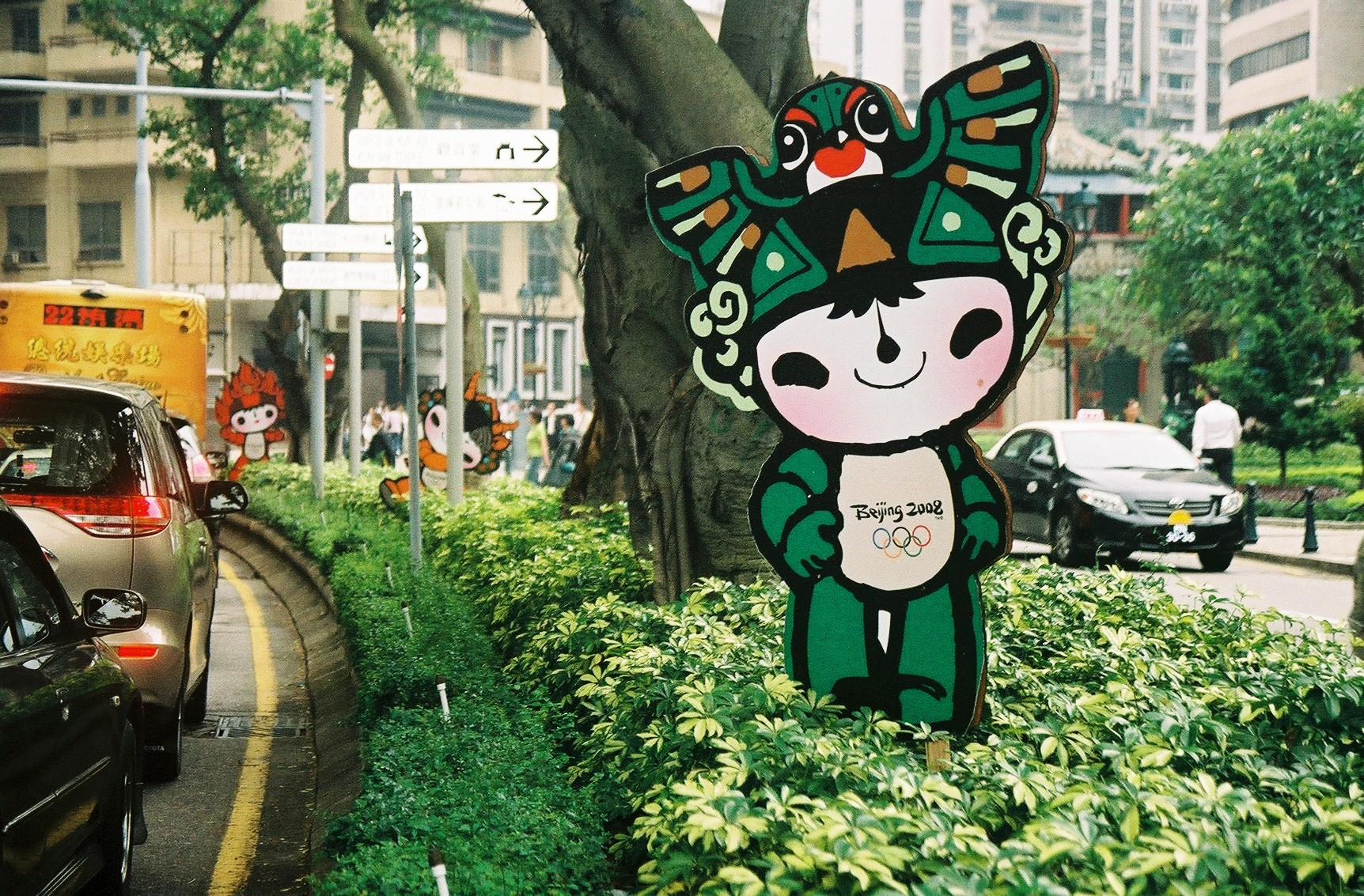
Les fuwas dans les rues de Macao.

L'événement a eu lieu à Macao le 3 mai 2008 pour la dernière étape du relais de la flamme olympique. C'était la première fois que la flamme olympique voyageait à Macao. Une cérémonie a eu lieu aux docks des pêcheurs. Ensuite, la torche a voyagé à travers Macao, en passant par un certain nombre de repères comprenant le temple d'A-Ma, la tour Macau, le pont du gouverneur Nobre de Carvalho, le pont de Sai Van, le centre culturel de Macao, le stade de Macao, puis retour aux docks pour la clôture de la cérémonie. Certaines parties de la route, près des ruines de Saint-Paul et de Taipa ont été raccourcies à cause de la foule de supporters qui bloquaient les rues étroites. Un total de 120 relayeurs ont participé à cet événement, y compris le propriétaire de casinos Stanley Ho. Leong Hong Man et Leong Heng Teng ont été respectivement les premiers et les derniers relayeurs. Un article publié sur le Macao Daily News critique le fait que la liste des relayeurs ne pouvait pas représenter pleinement les Macanais et qu'il y avait trop de non-athlètes parmi les relayeurs (dont certains avaient déjà été relayeurs d'autres événements sportifs).
Un syndicat avait prévu de protester contre le relais pour de meilleures conditions de vie. Le législateur hongkongais Michael Mak Kwok-Fung et le militant Chan Cheong, tous deux membres de la Ligue des sociaux-démocrates de Hong Kong, n'ont pas été autorisés à entrer à Macao.
Un résident de Macao, a été arrêté le 26 avril pour avoir posté un message sur cyberctm.com qui encourageait la population à perturber le relais. Les sites Internet de forum orchidbbs.com et cyberctm.com ont été temporairement fermés du 2 au 4 mai. Des spéculations affirment que les fermetures ont été des ciblages des discours contre le relais. Le chef du Bureau de régulation des télécommunications a nié le fait que la fermeture des sites Internet ait un but politique. Près de 2 200 policiers ont été déployés dans les rues, il n'y a pas eu d'interruption du relais.

## Économie

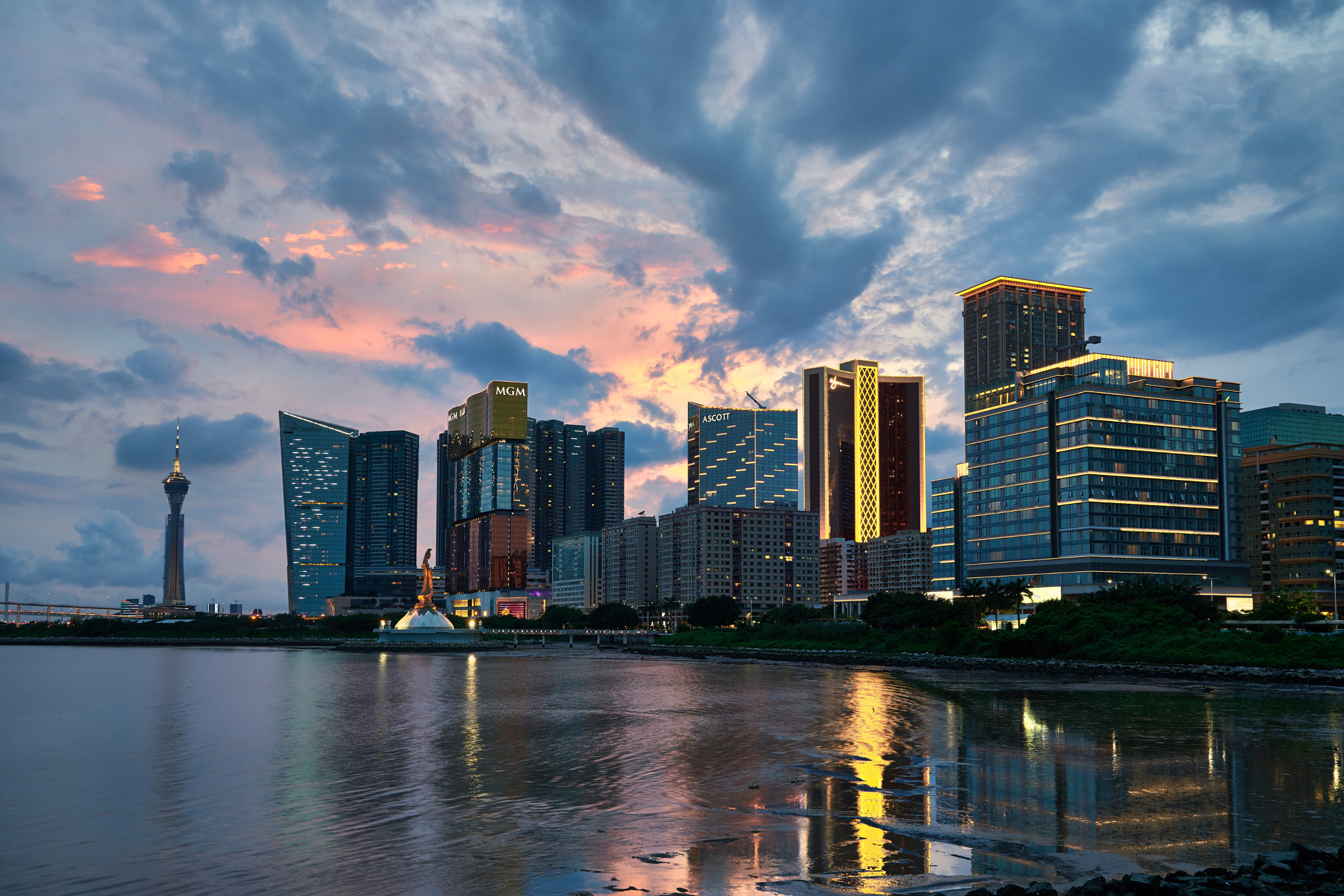
Chaque année, des milliers de touristes visitent les casinos gratte-ciels macanais.

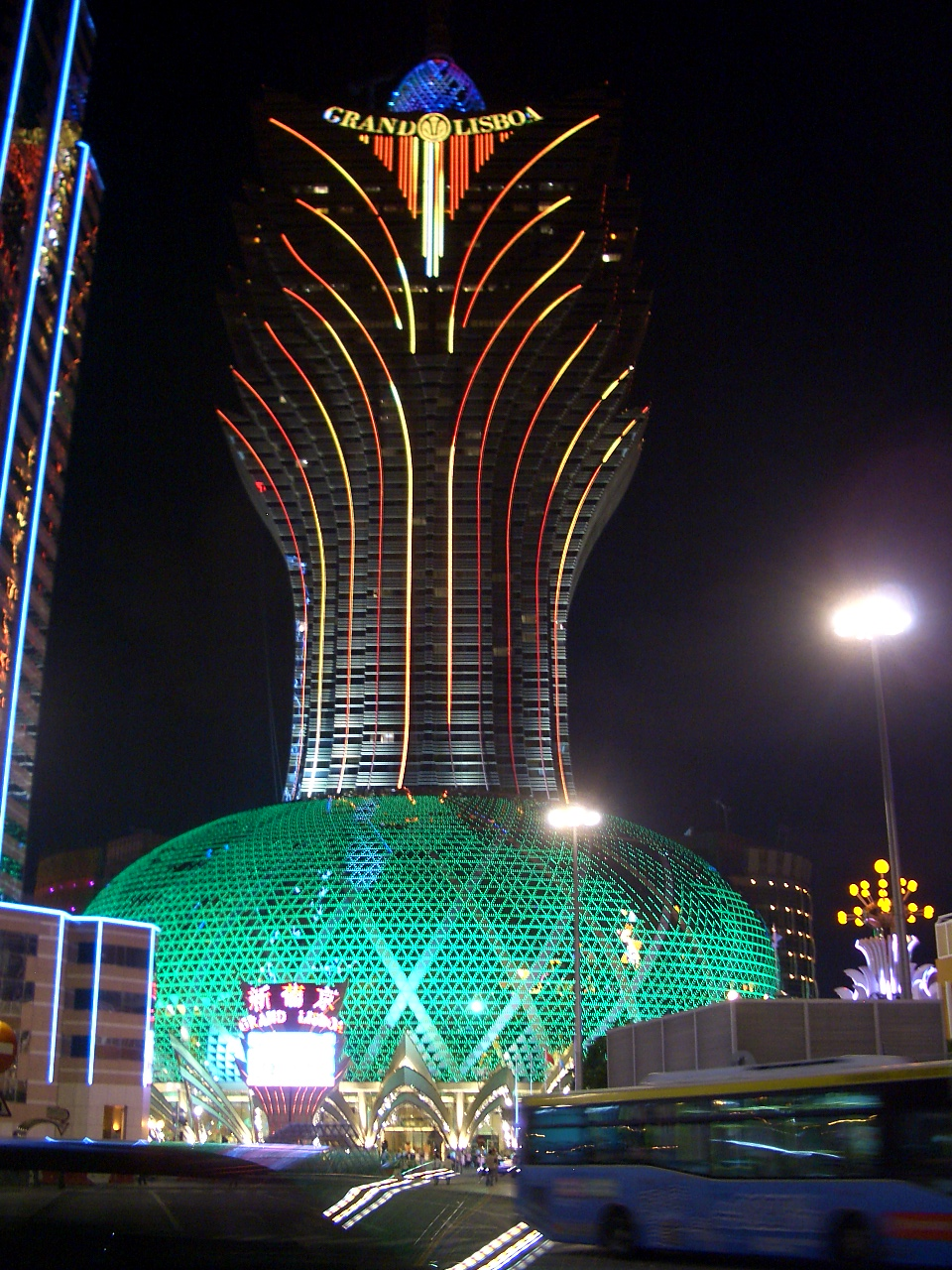
Le Grand Lisboa (en haut, à gauche) a ouvert partiellement en 2007 et lHôtel et Casino Lisboa (en bas, à droite) en 1970 ; tous deux sont des propriétés importantes de Stanley Ho.

Macao est une petite économie de marché très ouverte et libérale, avec la libre circulation des capitaux, résultat de sa longue histoire en tant que port franc. La monnaie officielle utilisée à Macao est la pataca qui est liée au dollar de Hong Kong. Macao fait partie de l'Organisation mondiale du commerce depuis le 1er janvier 1995.
L'économie de Macao est largement fondée sur le secteur tertiaire, en particulier dans les jeux de chance et de hasard, avec plusieurs grands casinos situés dans des hôtels très luxueux et entourés de boutiques spécialisées dans les hypothèques, rassemblant ainsi trois activités très lucratives liées les unes aux autres, et le tourisme. D'autres activités importantes sont l'industrie du textile et la production de feux d'artifice, de jouets, de produits électroniques, de fleurs artificielles, de transactions bancaires et de construction civile.
Le PIB de Macao, en 2007, était de 19,1 milliards de dollars. Le PIB par habitant en 2007, était lui de 36 357 dollars. En 2006, l'économie de la région a subi une augmentation de l'inflation de 5,2 % à une inflation de 5,57 % en 2007. Cependant, un économiste de Macao indique que la valeur réelle de l'inflation est bien au-dessus de 5,57 %, voire supérieure à la valeur de 7,5 %.
Le gouvernement de Macao a toujours réussi à équilibrer ses finances, c'est pourquoi en 2006, le solde budgétaire s'élevait à plus de 50 milliards de patacas.
Mais cet équilibre budgétaire est actuellement très dépendant des taxes perçues par le jeu, objet d'une libéralisation partielle, depuis la fin du monopole de la société des casinos de Stanley Ho (la STDM) qui a pris fin le 31 décembre 2001.
À Macao, l'activité dans ce secteur vital pour l'économie repose sur les subventions de droit administratif. Il existe maintenant trois concessionnaires et trois sous-concessionnaires de jeux de chance et de hasard. Grâce à son grand nombre de casinos dont elle tire les trois quarts de ses revenus grâce aux énormes mises placées sur les tables de baccara des salons VIP, Macao est appelé le Las Vegas de l'Orient. Capitale mondiale des jeux de hasard et d'argent, la ville a acquis sa réputation d'enfer du jeu à l'époque où les Chinois de Honk-Kong viennent s'y adonner aux jeux d'argent interdits par les autorités britanniques puis par la Chine continentale. Alimenté par l'argent des visiteurs de Chine continentale et la multiplication des casinos possédés par les Américains, le développement de ces jeux amène la corruption et le blanchiment d'argent (plus de 100 milliards de dollars par an) en provenance de Chine, via notamment les « junkets », et dont profitent les triades.
En 2005, les sommes de jeu à Macao égalent pour la première fois Las Vegas (chacune d'environ 5,6 milliards de dollars) ce qui fait de Macao le principal centre mondial de l'industrie du jeu.
En 2006, l'Organisation mondiale du tourisme a classé Macao comme étant la 21e destination touristique mondiale et la 24e en nombre de touristes reçus. La frontière avec la Chine est d'ailleurs le poste-frontière le plus fréquenté de Chine avec 134 millions de passages en 2018
En 2007, le revenu brut du secteur des jeux à Macao a été de près de 83,8 milliards de patacas, c'est-à-dire environ 10,5 milliards de dollars. Macao a une balance commerciale négative (exportations moins importations) d'environ −2,805 milliards de dollars. Plus de 27 millions de touristes ont choisi Macao comme destination de voyage, dont 55,08 % provenant de Chine continentale. Cette croissance est principalement due à la réduction des restrictions de Voyage par le gouvernement central. Après la baisse progressive de ces restrictions, les Chinois ont réussi à obtenir des visas de voyage, pouvant aller librement dans d'autres pays et régions, principalement vers Macao et Hong Kong, ce qui contribua à développer le domaine du tourisme.
En 2009, Fernando Chui Sai On a toutefois manifesté la volonté de diversifier les activités du territoire afin de moins dépendre de l'industrie du jeu.
Macao a connu jusqu'à l'été 2014 une décennie de développement accéléré. La campagne de lutte anti-corruption a donné un coup d'arrêt brutal à cette expansion, avec un effondrement des recettes des casinos et deux années de contraction du PIB (-21,5 % en 2015 et -2,1 % en 2016). L'économie de Macao a renoué avec la croissance à partir de mi-2016, une tendance qui s'est confirmée en 2017, avec une hausse du PIB de 9,1 % au cours de l'année.
En 2018, Macao a enregistré une décélération de sa croissance à +4,7 %, en raison du ralentissement de l'activité en Chine continentale. La croissance des revenus du jeu est restée dynamique mais a ralenti (+14 % contre +19 % en 2017) à 37,6 Mds USD.
La FMI estime début 2019 que Macao devrait avoir le 1er PIB par tête au monde d'ici 2020.
| Répartition des emplois par catégorie socioprofessionnelle en 2009. |           |              |                             |                               |                            |        |                |                     |                                |
|                                                                     | Artisanat | Construction | Transports et communication | Commerce de gros et de détail | Restauration et hôtellerie | Jeu    | Secteur public | Services financiers | Autres services et agriculture |
| Macao                                                               | 4,9 %     | 9,3 %        | 5,2 %                       | 12,6 %                        | 13,6 %                     | 14,2 % | 6,6 %          | 2,1 %               | 31,5 %                         |
| Source : The World Factbook                                         |           |              |                             |                               |                            |        |                |                     |                                |

| Répartition des emplois par secteur d'activité en 2009. |             |           |          |
|                                                         | Agriculture | Industrie | Services |
| Macao                                                   | 0,1 %       | 2,8 %     | 97,1 %   |
| Moyenne nationale                                       | 10,9 %      | 48,86 %   | 40,5 %   |
| Source : The World Factbook                             |             |           |          |

| Taux de chômage depuis 1997.                                                 |       |       |        |        |        |        |       |        |       |       |       |       |       |
|                                                                              | 1997  | 1998  | 1999   | 2000   | 2001   | 2002   | 2003  | 2004   | 2005  | 2006  | 2007  | 2008  | 2009  |
| Macao                                                                        | 3,2 % | 4,8 % | 6,4 %  | 6,7 %  | 6,4 %  | 6,2 %  | 6,0 % | 4,7 %  | 4,1 % | 3,7 % | 3,0 % | 3,1 % | 3,4 % |
| Moyenne nationale                                                            | 4,0 % | 3,0 % | 10,0 % | 10,0 % | 10,0 % | 10,0 % | 9,8 % | 10,1 % | 9,8 % | 9,0 % | 4,2 % | 4,0 % | 4,3 % |
| Sources : Direcção dos Serviços de Estatística e Censos & The World Factbook |       |       |        |        |        |        |       |        |       |       |       |       |       |

## Conditions de voyage et passeport

### Conditions de sortie pour les Macanais

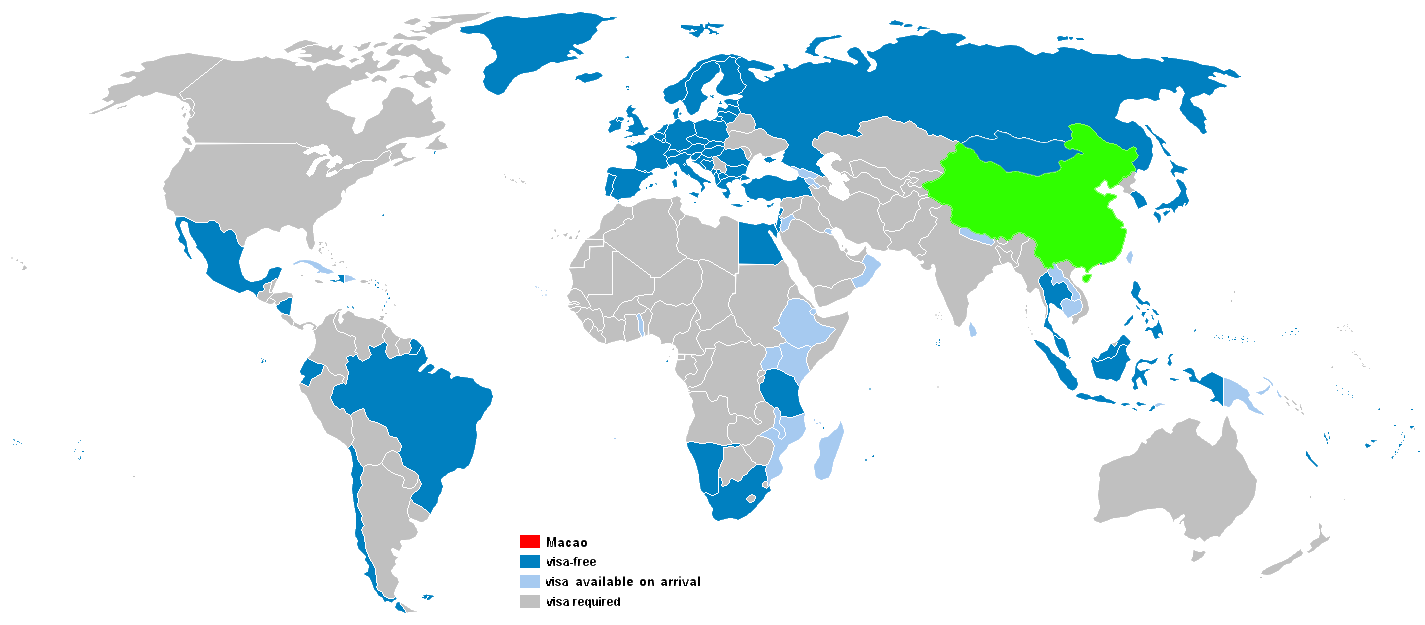
Carte des pays ne nécessitant pas de visa pour les titulaires de passeports macanais.

Environ 78 pays et territoires sont convenus d'accorder un traitement d'exemption de visa pour les titulaires de passeports macanais au 24 décembre 2008:

### Conditions d'entrée
La détention d'un visa n'est pas obligatoire pour les ressortissants des pays suivants voulant se rendre à Macao :
- Royaume-Uni pour un séjour de moins de six mois ;
- Albanie, Allemagne, Andorre, Autriche, Belgique, Bosnie-Herzégovine, Brésil, Bulgarie, Cap-Vert, république populaire de Chine (avec un permis d'entrée-sortie), Croatie, Chypre, Corée du Sud, Danemark, République dominicaine, Égypte, Espagne, Estonie, Finlande, France, Grèce, Grenade, Hongrie, Islande, Irlande, Israël, Italie, Japon, Lettonie, Liban, Liechtenstein, Lituanie, Luxembourg, Macédoine du Nord, Mali, Malte, Maurice, Mexique, Mongolie, Monténégro, Norvège, Pays-Bas, Pologne, Portugal, Roumanie, Serbie, Slovaquie, Slovénie, Suède, Suisse, Tanzanie et Tchéquie pour un séjour de moins de trois mois ;
- Afrique du Sud, Australie, Canada, Chili, États-Unis, Inde, Indonésie, Kiribati, Malaisie, Monaco, Namibie, Nouvelle-Zélande, Philippines, Russie, Saint-Marin, Samoa, Seychelles, Singapour, Thaïlande, Turquie et Uruguay pour un séjour de trente jours.
- Brunei pour un séjour de quatorze jours.

Tout voyageur doit être muni d'un passeport ou d'un titre de voyage valable depuis au moins trente jours à partir de la date d'entrée du territoire.

### Passeport
Le passeport de Macao est délivré par la république populaire de Chine aux résidents permanents de nationalité chinoise. Depuis 2009, la « Direcção dos Serviços de Identificação » (Direction des services d'identification) de Macao émet des passeports biométriques.

## Culture et patrimoine

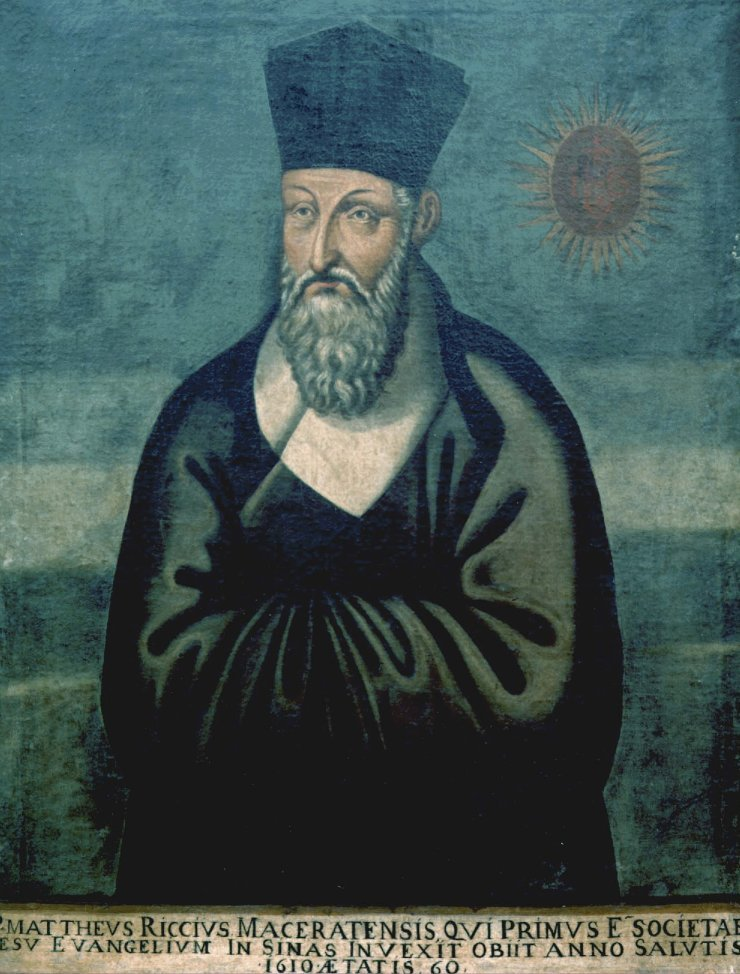
Matteo Ricci, premier missionnaire catholique en Chine.

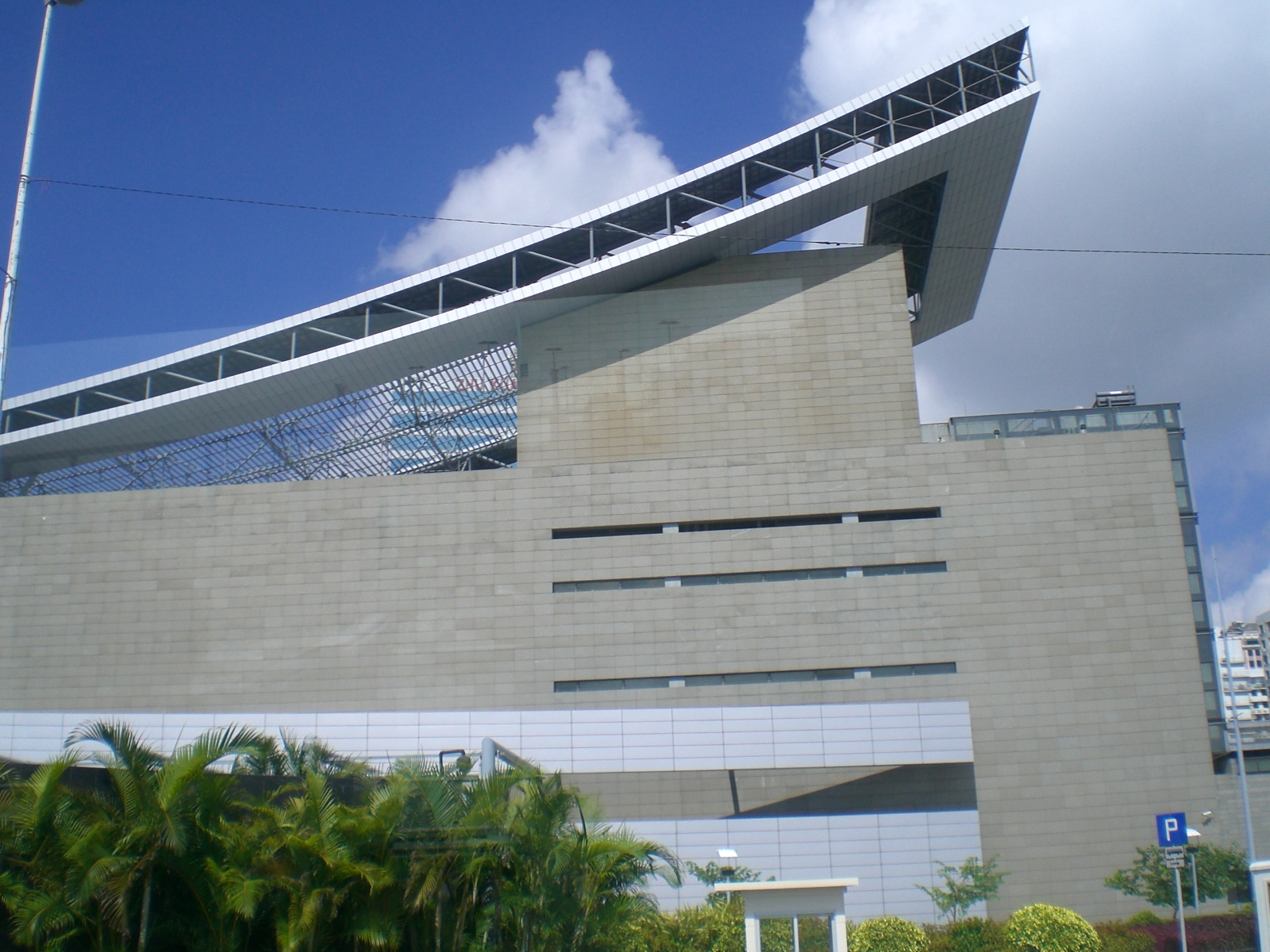
Centre Culturel de Macao.

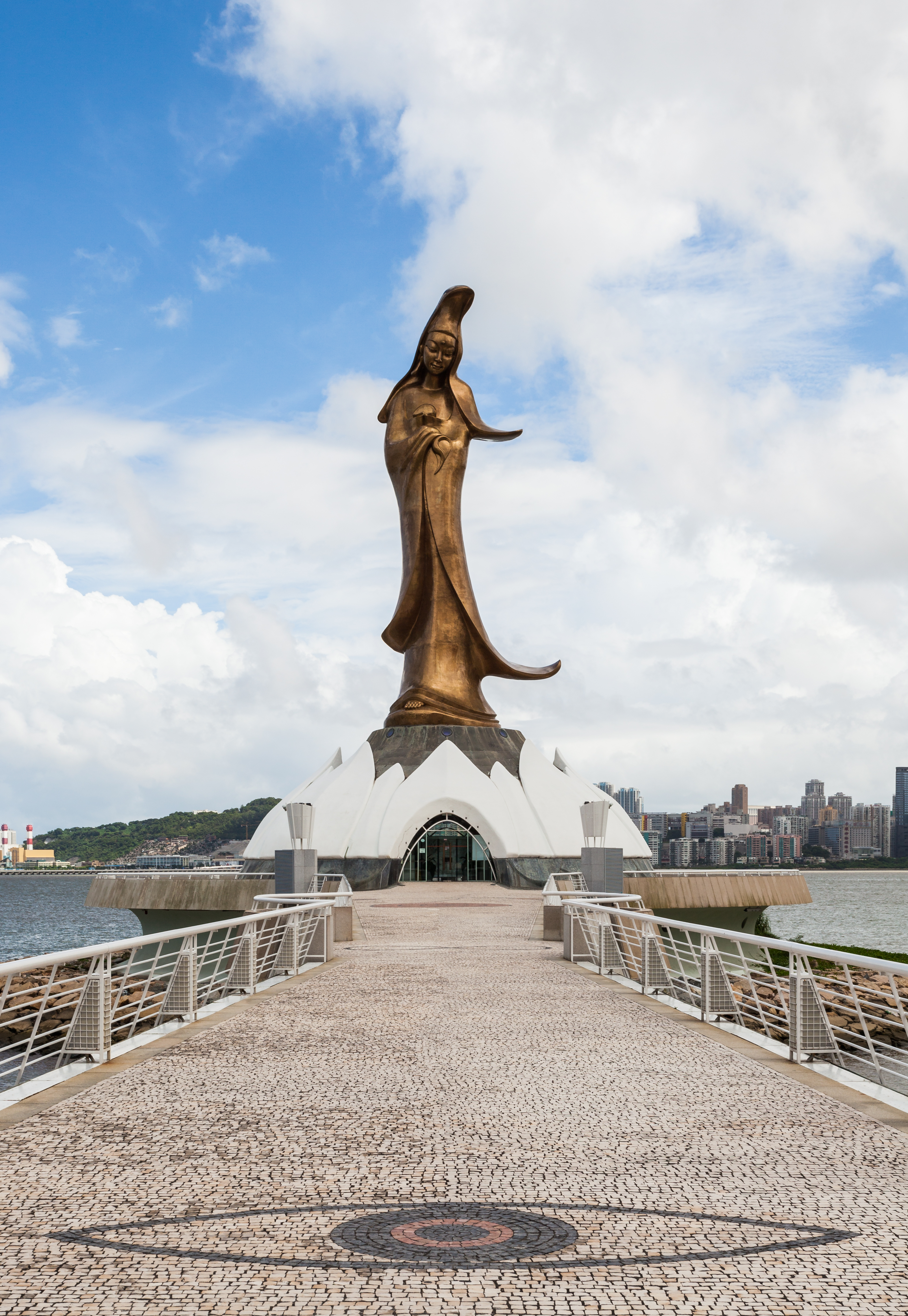
Statue de Guan Yin.

Macao est souvent caractérisé comme un point de rencontre de la coexistence harmonieuse et des échanges multiculturels (notamment entre la culture chinoise et celle de l'Occident) et, par conséquent, un site où convergent de nombreuses valeurs, de croyances religieuses, coutumes, habitudes, traditions et styles architecturaux, contribuant à l'émergence d'une culture propre et unique de Macao, qui est l'une des spécificités de cette région administrative spéciale. Cela est principalement dû à l'emplacement du territoire de Macao, en territoire chinois et étant une ancienne colonie portugaise.
Le Portugal a envoyé de nombreux missionnaires catholiques à Macao, y compris le plus célèbre occidental de la Chine, Matteo Ricci. Mais l'art, la littérature classique, la médecine et la philosophie chinoise ont atteint l'Europe via Macao.
Le gouvernement, en particulier l'Instituto cultural et quelquefois l'Instituto dos Assuntos Cívicos e Municipais, organisent de nombreux spectacles, concerts et activités, événements récréatifs et manifestations culturelles, en mettant en évidence la compétition Jeunes musiciens de Macao (qui se tient en été), l'Exposition des arts visuels, le Festival international de la musique (en octobre) et le Festival des arts de Macao (en mars).
Macao possède également de nombreux musées, en particulier le Musée de Macao et le Musée maritime et un centre culturel (le Centre culturel de Macao), d'une superficie de 45 000 mètres carrés, constituant un lieu approprié pour la tenue d'expositions, de spectacles, d'activités et de manifestations culturelles.

### Architecture et urbanisme
Macao est une ville très densément peuplée.
Plus de 160 gratte-ciels y ont été construits depuis les années 1980.

### Cuisine

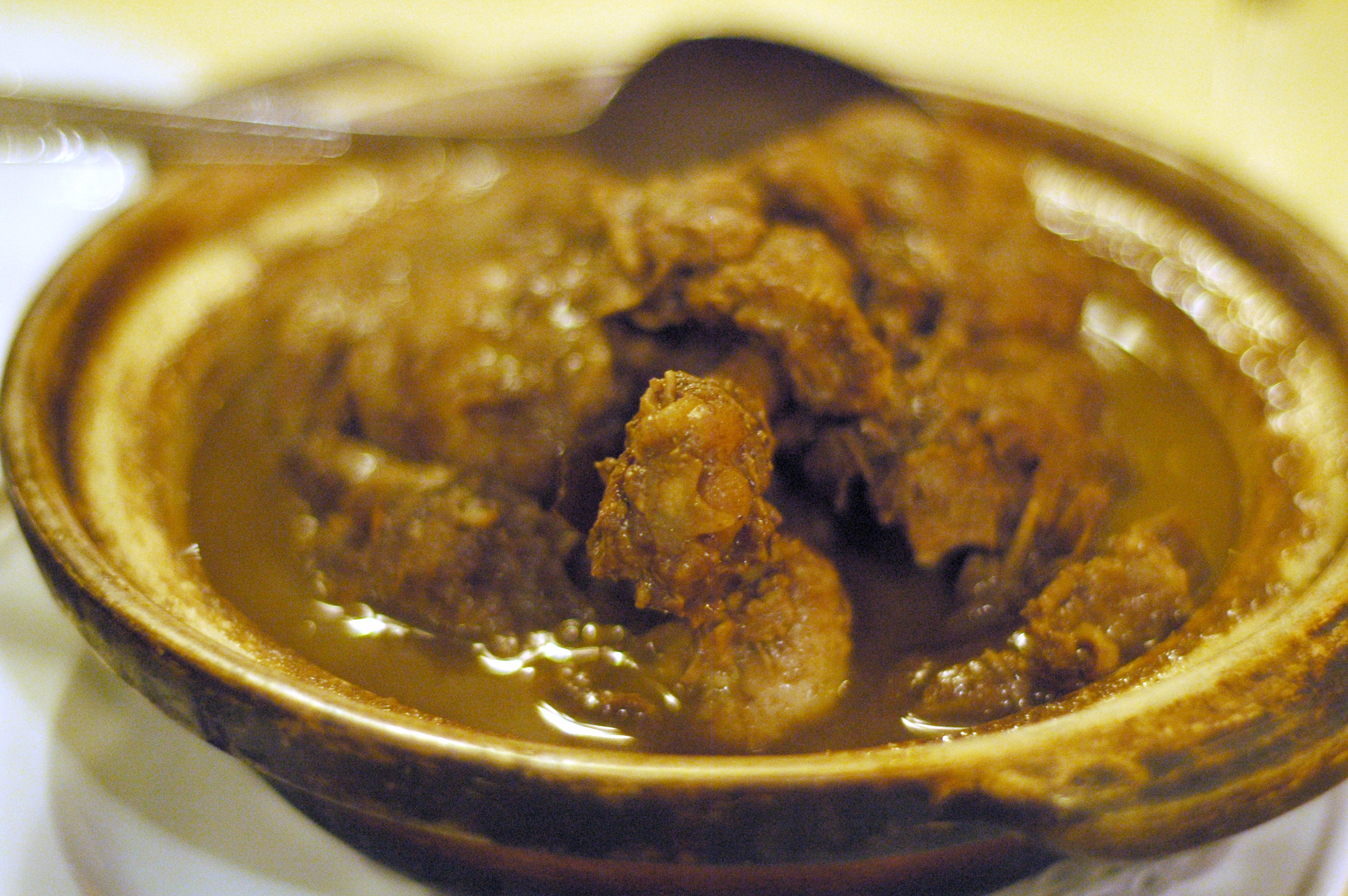
Les abats de canard sont unes des spécialités culinaires de Macao.

La cuisine de Macao est aussi un mélange de cultures. Si toutes les variations régionales de la cuisine chinoise sont représentées du fait de l'origine variée des habitants de la région, la cuisine cantonaise a bien sûr le plus d'adeptes. Un des plaisirs de cette nourriture est le fameux dimsum (點心, diǎnxīn), qui est un ensemble de différents petits plats, servi principalement dans les restaurants où l'on va yam tcha (飲茶, « boire du thé »).
Lorsque l'on parle de la cuisine de Macao, il faut aussi considérer la cuisine macanaise, comme unique au monde, née lorsque les épouses des explorateurs portugais essayèrent de faire des repas avec les ingrédients locaux (en particulier ceux d'origine chinoise), mais aussi avec plusieurs ingrédients issus de lieux (par exemple Malacca, Inde et Mozambique) visités par les Portugais au cours de leurs découvertes. Les traditions culinaires de certaines de ces épouses, elles-mêmes d'origine orientale, ont influencé certains plats, créant la cuisine de Macao, considérée par beaucoup comme une véritable cuisine fusion. Lacassá de talharins et porc fumé, Minchi (viande hachée accompagnée d'un œuf au plat, de pommes de terre frites et de riz), Tacho (ragoût de viande et de légumes), riz au lait, abats de canard, crevettes larges farcies, igname chau-chau avec lap-Yock, poulet rôti, jus de racines de lotus et poulet au curry sont quelques-uns des plats populaires de Macao.

### Patrimoine mondial de l'Unesco

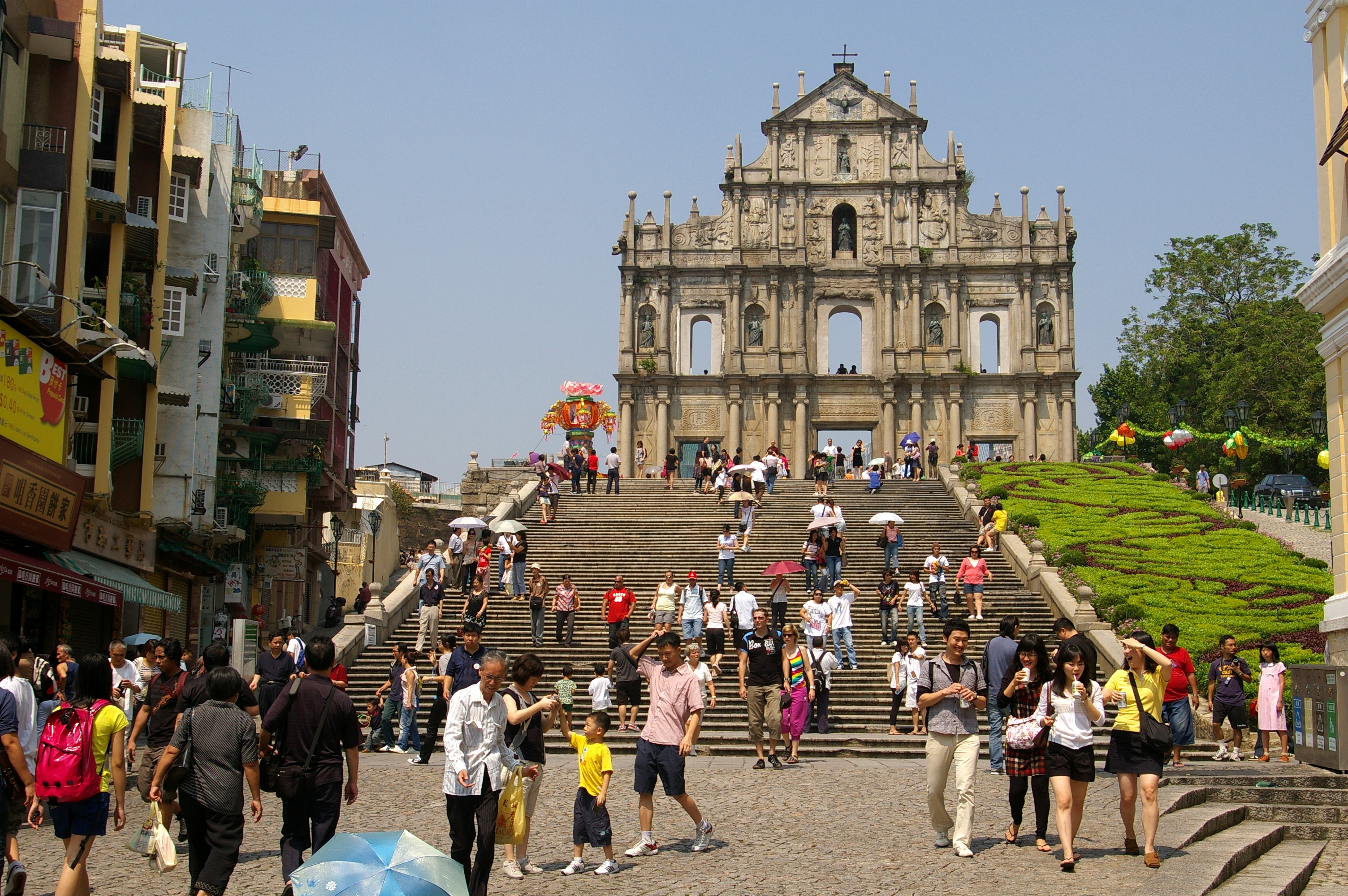
La façade de l'église de la Mère-de-Dieu, un des monuments les plus connus du Centre historique de Macao.

La protection, la valorisation et la préservation des richesses historiques, architecturales et culturelles de Macao sont des priorités majeures du gouvernement de Macao, qui a élaboré plusieurs lois, mesures, directives et des politiques claires et efficaces dans ce domaine, qui constituent une attraction touristique de grande importance.
Des dizaines de bâtiments et de lieux historiques, en raison de leur valeur unique et universelles, ont même été inclus dans la liste du Patrimoine mondial de l'Unesco, le 15 juillet 2005. À partir de ce moment, cet ensemble historique et architectural, fut nommé Centre historique de Macao,,.

### Jours fériés
Cette réunion harmonieuse des cultures est également montrée dans le calendrier des jours fériés à Macao. celui-ci inclut en effet entre autres le Nouvel An chinois, l'anniversaire de Bouddha, Noël et Pâques.
Depuis la rétrocesion de Macao à la Chine, certains jours fériés d'origine portugaise ont été remplacé par d'autres d'origine chinoise. Ainsi le 25 avril (jour de la révolution des Œillets de 1974), le 10 juin (fête nationale portugaise), le 5 octobre (instauration de la république portugaise en 1910), et le 1er décembre (restauration de l’indépendance en 1640) ainsi que le 24 juin pour la péninsule (fête de la Saint-Jean, patron de Macao) et le 30 novembre pour les îles, ne sont plus fériés.
| Date              | Nom français                                                                | Nom local                                                                                                | Remarques                                                                                                   |
| ----------------- | --------------------------------------------------------------------------- | --- | --- |
| 1er janvier       | Jour de l'an                                                                | 元旦, Ano Novo (ou Fraternidade Universal)                                                               | |
| Variable          | Nouvel An chinois                                                           | 春節之首三日, Ano Novo Lunar Chinês                                                                      | Trois jours fériés normalement fin janvier, début février.                                                  |
| 4 ou 5 avril      | Fête de Qing Ming                                                           | 清明節 (Cheng Ming), Dia de Finados                                                                      | Journée consacrée à l'entretien des tombes dans la tradition chinoise.                                      |
| Variable          | Vendredi saint                                                              | 耶穌受難日, Morte de Cristo                                                                              | Célébrée un vendredi, normalement fin mars, début avril.                                                    |
| Variable          | Veille de Pâques                                                            | 復活節前日, Véspera da Ressurreição de Cristo                                                            | Célébrée un samedi, un jour après la mort du Christ.                                                        |
| 1er mai           | Fête du Travail                                                             | 勞動節, Dia do Trabalhador                                                                               | |
| Variable          | Anniversaire de Bouddha                                                     | 佛誕節, Dia do Buda                                                                                      | 8e jour du 4e mois du calendrier lunaire, férié depuis 2000.                                                |
| Variable          | Fête des bateaux-dragons                                                    | 端午節 (Tung Ng), Barco Dragão                                                                           | 5e jour du 5e mois du calendrier lunaire                                                                    |
| Variable          | Fête de la mi-automne                                                       | 中秋節翌日 (Chong Chao), Bolo Lunar                                                                      | 16e jour du 8e mois du calendrier lunaire                                                                   |
| 1er octobre       | Création de la république populaire de Chine                                | 中華人民共和國國慶日, Implantação da República Popular da China                                          | |
| 2 octobre         | Journée suivant la création de la république populaire de Chine             | 中華人民共和國國慶日翌日, Dia seguinte à Implantação da República Popular da China                       | férié depuis 2000.                                                                                          |
| Variable          | Fête du double neuf                                                         | 重陽節 (Chong Yeong), Culto dos Antepassados                                                             | Journée réservée au culte des ancêtres dans la tradition chinoise. 9e jour du 9e mois du calendrier lunaire |
| 2 novembre        | Commémoration de tous les fidèles défunts                                   | 追思節, Dia de Finados                                                                                   | Uniquement célébrée par les catholiques.                                                                    |
| 8 décembre        | Immaculée Conception                                                        | 聖母無原罪瞻禮, Imaculada Conceição                                                                      | |
| 20 décembre       | Journée célébrant la création de la Région administrative spéciale de Macao | 澳門特別行政區成立紀念日, Dia Comemorativo do Estabelecimento da Região Administrativa Especial de Macau | férié depuis 1999.                                                                                          |
| 21 ou 22 décembre | Solstice d'hiver                                                            | 冬至, Solstício de Inverno                                                                               | |
| 24 décembre       | Veille de Noël                                                              | 聖誕節前日, Véspera de Natal                                                                             | |
| 25 décembre       | Noël                                                                        | 聖誕節, Natal                                                                                            | |

### Cinéma

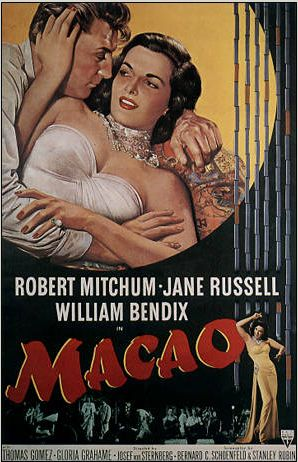
Le Paradis des mauvais garçons avec Robert Mitchum et Jane Russell (1952).

La première diffusion d'un « film » à Macao eut lieu en 1893 (il ne s'agissait alors que d'images animées) et le premier cinéma, le « Victoria », ouvrit quant à lui ses portes en 1910.
Ici suit une liste des principaux films se déroulant ou ayant été tournés à Macao :
- Macao, l'enfer du jeu (1942), de Jean Delannoy
- Le Paradis des mauvais garçons (1952), de Josef von Sternberg et Nicholas Ray
- Via Macao (1966), de Jean Leduc
- L'Homme au pistolet d'or (1974), de Guy Hamilton
- Indiana Jones et le Temple maudit (1984), de Steven Spielberg
- Her Vengeance (1988), de Nam Nai-Choi
- All About Ah-Long (1989), de Johnnie To
- Pedicab Driver (1989), de Sammo Hung
- Amor e Dedinhos de Pé (en) (Macao, mépris et passion en France) (1992), de Luís Filipe Rocha
- The Untold Story (1992), de Danny Lee et Herman Yau
- Casino Tycoon (1992), de Wong Jing
- Casino Tycoon 2 (1992), de Wong Jing
- The Longest Nite (1998), de Patrick Yau
- b420 (en)(2005), de Matthew Tang Hon-Keung
- Isabella (2006), de Pang Ho-cheung
- Exilé (2006), de Johnnie To
- Confession of Pain (2006), de Andrew Lau et Alan Mak
- Vengeance (2009), de Johnnie To
- Skyfall (2012), de Sam Mendes
- La Dernière Fois que j'ai vu Macao (2012), de João Pedro Rodrigues et Joao Rui Guerra da Mata

### Musique

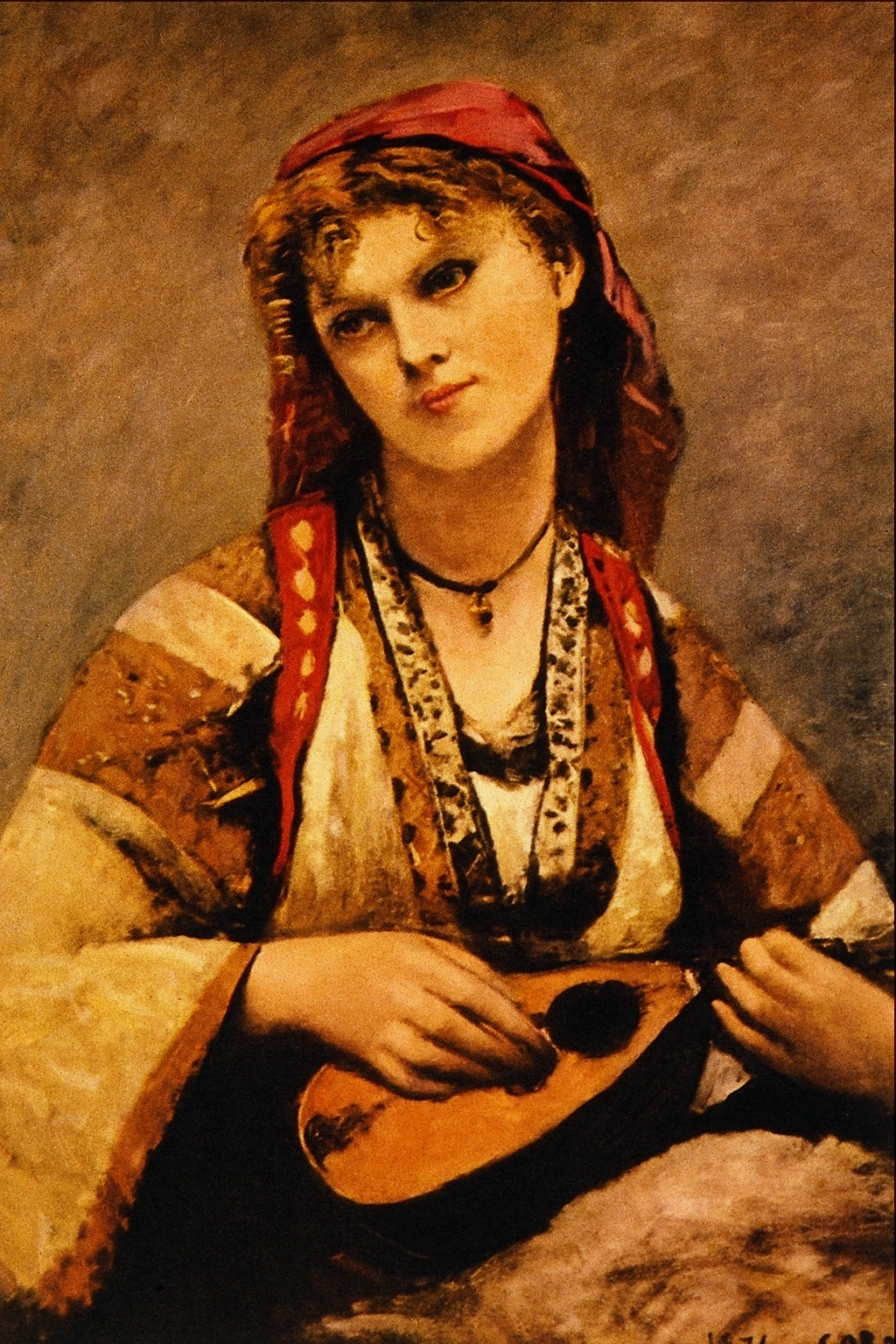
La mandoline est un instrument très présent dans la musique macanaise.

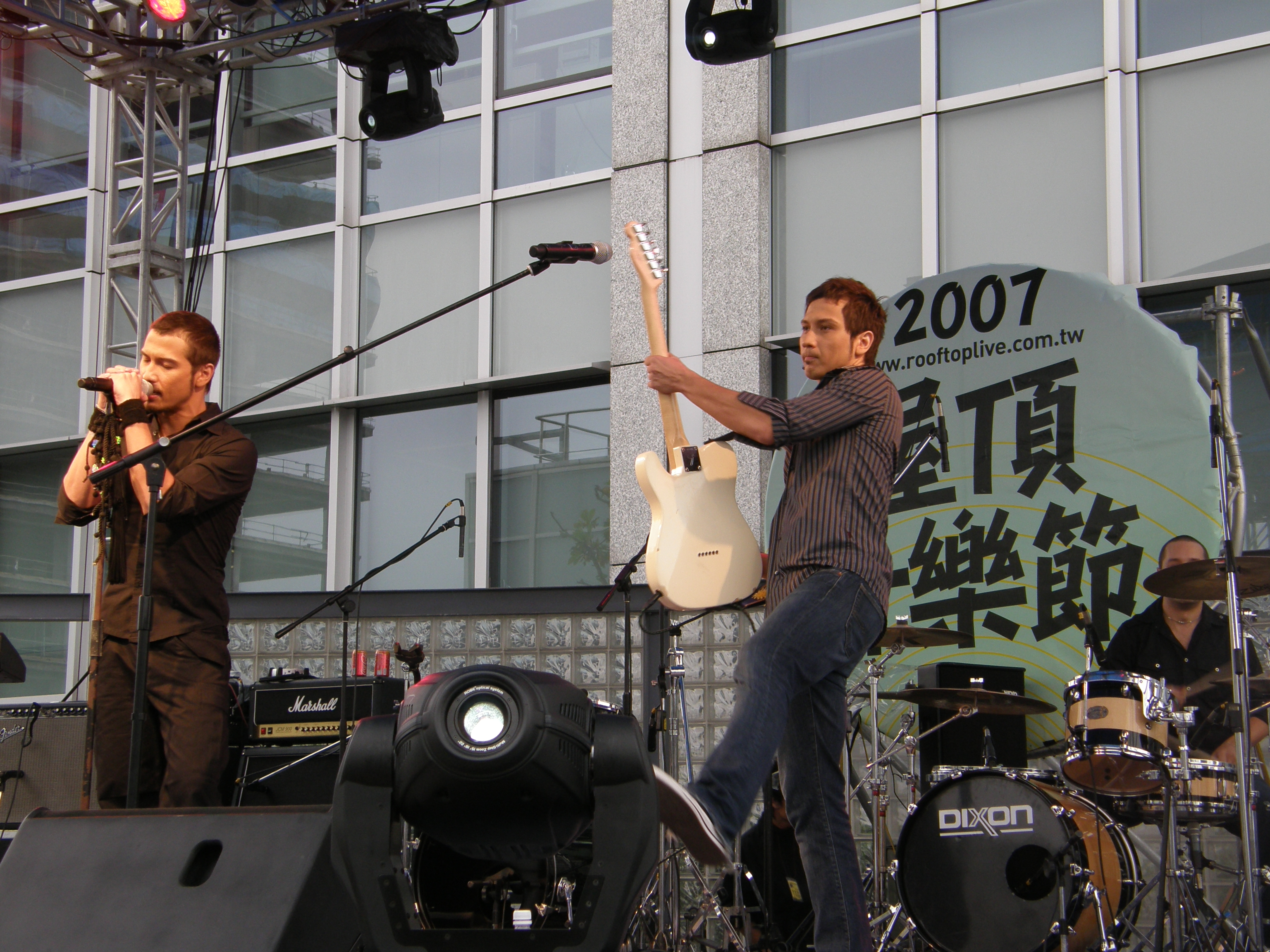
Le groupe macanais Soler, basé à Hong Kong.

La musique de Macao est un mélange de musique chinoise et de musique portugaise.
Ce genre de musique hybride a connu son essor au début du XXe siècle, notamment avec des groupes surnommés « Tunas ». Au Portugal, ces groupes étaient composés de jeunes hommes qui se réunissaient dans les universités pour former des groupes estudiantina-like, mais à Macao, ce genre de groupe de musique a pris une orientation différente, il a été mélangé avec les célébrations de salle de bal de Carnaval et fêtes de rue.
Le répertoire se compose de marches de carnaval, de ballades, de valses, de ballades d'inspiration cantonaise, fados, polkas, etc.
Beaucoup de chansons de cette période ont été traduites en patois macanais, comme la chanson brésilienne « Mamãe Eu Quero », qui a donné « Mama Sa Filo », la chanson populaire portugaise « Oh Careca tira a bóina » (en français : Oh le chauve, enlève ton béret) qui a donné « Sium Careca », la chanson de fado « Uma Casa Portuguesa », renommée en « Unga Casa Macaísta » ou encore les chansons « Bastiana » et « Assi Sa Macau ». Cette dernière est une composition de l'adepte du patois macanais sur le territoire, le poète, compositeur et metteur en scène José dos Santos Ferreira, surnommé « Adé ».
Le groupe macanais « Tuna Macaense » a été créé en 1935 et existe toujours de nos jours. Il se compose de huit membres (António Lopes - mandoline, guitare, chant et percussions ; Rui Coelho - mandoline, basse, guitare solo et chant ; Filomena Jorge - basse, guitare rythme, guitare solo et chant ; Carlos Pereira - batterie et percussions ; Judas Manhão Jorge - guitare solo ; Pedro Santos - basse et percussions ; Isabel Carvalhal - chant et percussions ; Un Yiu - clavier).
Les institutions musicales de la ville sont le Macao Orchestra et le Macao Conservatoire, qui a joué un rôle important dans l'éducation musicale dans la région depuis sa fondation en 1991. Le « Festival international de musique de Macao » est un événement annuel important.
L'un des plus importants musiciens chinois, Xian Xinghai, est né à Macao.
La musique pop à Macao en est encore à ses débuts. Toutefois, le boys band Soler est allé à Hong Kong développer sa carrière musicale.

### Littérature
Joseph Kessel, Hong Kong et Macao, Paris, Gallimard, 1957, 284 p. (ISBN 2-07-029245-2)

### Religion

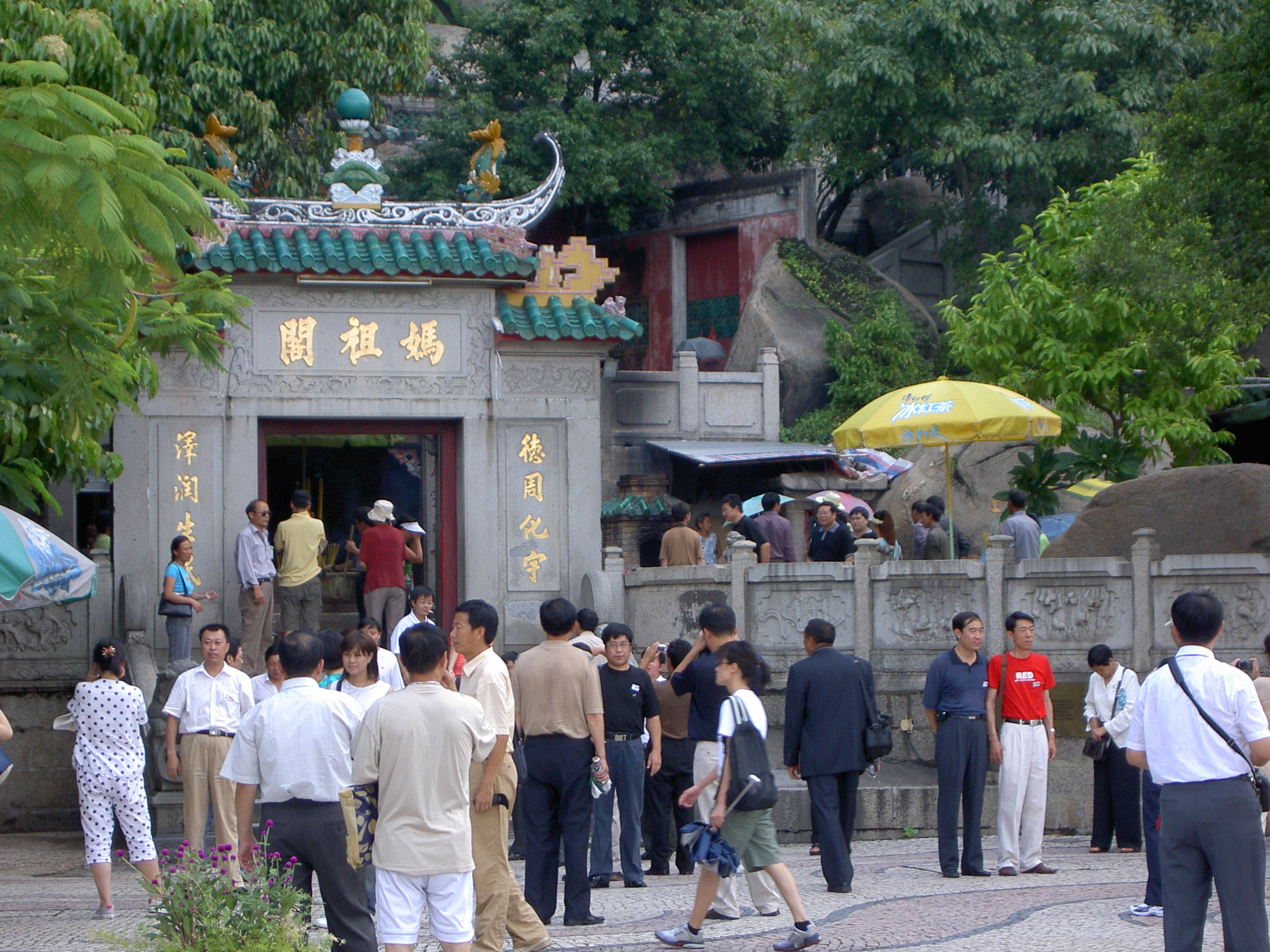
Principale porte du temple d'A-Ma, classé au patrimoine mondial de l'Unesco.

En tant que point de rencontre et d'échange entre l'Occident et l'Extrême-Orient, Macao est doté d'une grande diversité de religions comme le bouddhisme, le taoïsme, le catholicisme, le protestantisme, l'islam et le bahaïsme.

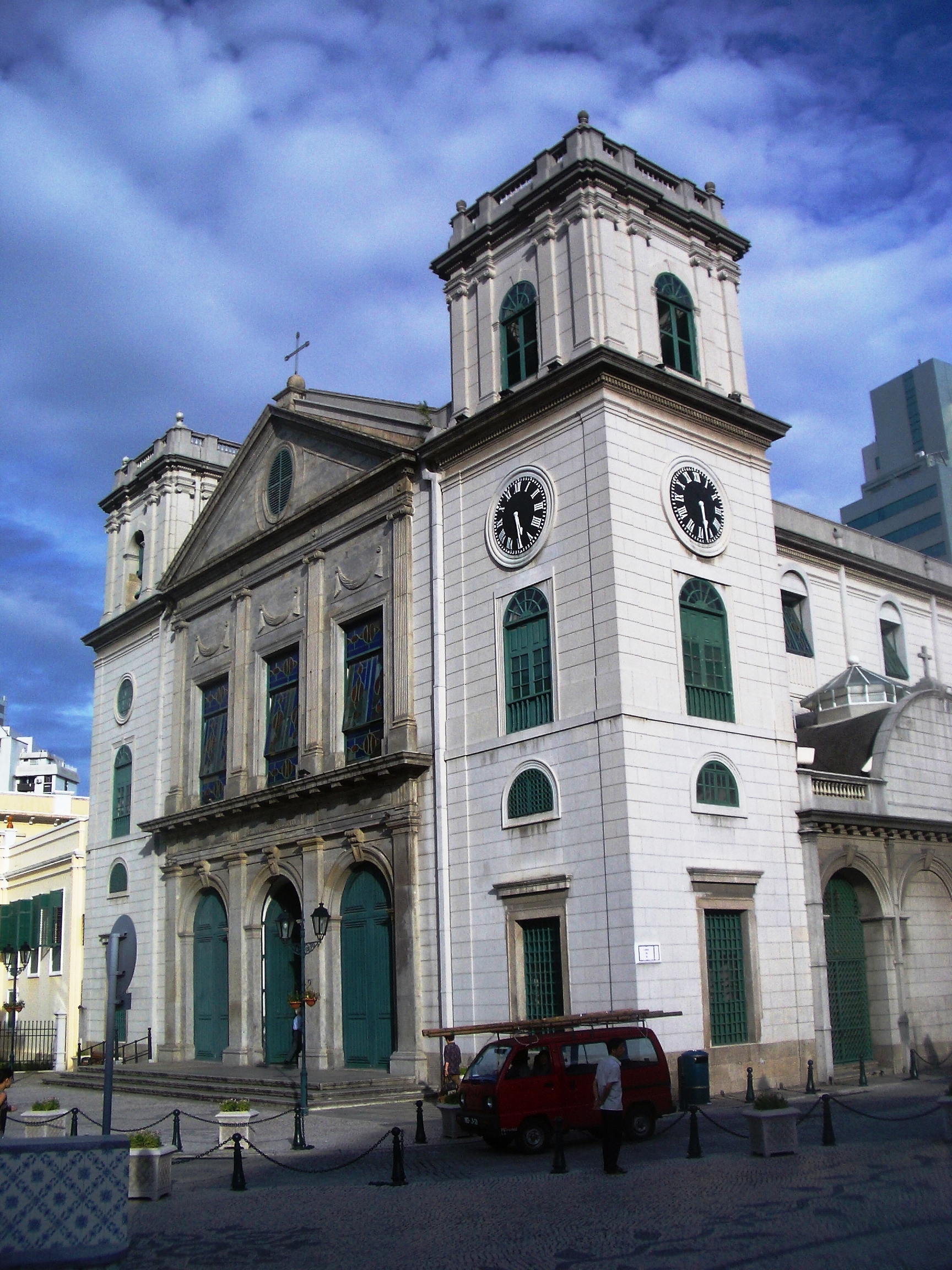
Cathédrale de la Sé de Macao, la cathédrale du diocèse de Macao.

La principale et la plus pratiquée dans cette région administrative spéciale est le bouddhisme. Mais beaucoup des habitants considèrent le bouddhisme comme une conception générique, en incorporant plusieurs éléments dans cette religion des valeurs du confucianisme, du taoïsme, de la mythologie chinoise et d'autres coutumes, des philosophies, des croyances et des pratiques traditionnelles chinoises. Une de ces pratiques correspond aux cultes ancestraux, considérés par les chinois comme très importants et faisant partie intégrante de la tradition et de la culture chinoise. Cet ensemble syncrétique de croyances, de valeurs religieuses et de pratiques adoptées par les Chinois est communément appelé « religions populaires chinoises » ou « croyances populaires chinoises » ou encore « croyances traditionnelles chinoises ».
Il existe également à Macao une forte communauté de chrétiens, la majorité étant membres de l'Église catholique romaine qui est hiérarchiquement structurée et organisée dans le diocèse de Macao. Cette circonscription catholique, créée le 23 janvier 1576 par l'édit du pape Grégoire XIII, ne gère plus actuellement que le territoire de Macao, et est directement dépendante du Saint-Siège. Depuis 2016, l'évêque de ce diocèse est Stephen Lee Bun-sang.
Il existe en plus de l'Église catholique, une communauté significative de protestants qui comptait en 2006, près de 6 000 fidèles et environ 70 églises protestantes contrastant avec les 5 églises existantes dans les années 1950. L'introduction du protestantisme a Macao a débuté avec l'arrivée de Robert Morrison au cours de l'année 1807, pour se dédier à la traduction de la Bible en chinois et une compilation du dictionnaire anglais-chinois, ce qui en fait le premier missionnaire protestant à Macao.
Conformément à l'article 34 de la Loi fondamentale de la région administrative spéciale de Macao, « les résidents de Macao bénéficient de liberté de croyance religieuse et de la liberté de prêcher, de promouvoir les activités religieuses en public et d'y participer ». Et, conformément à l'article 128, « le gouvernement de la Région administrative spéciale de Macao n'interfère pas dans les affaires internes des organisations religieuses, ou dans le maintien et le développement des relations des organisations religieuses et des croyants avec les organisations religieuses et les croyants de l'extérieur de la région de Macao. Il n'impose aucune restriction sur les activités religieuses qui ne contreviennent pas aux lois de la Région administrative spéciale de Macao. À Macao, toutes les religions sont égales devant la loi et conformément à la loi no 5/98/M, les relations entre son gouvernement et les groupes religieux se fondent « sur les principes de séparation et de neutralité » ».
| religion                  | en % de la population | année | source  |
| ------------------------- | --------------------- | ----- | ------- |
| Bouddhisme                | 50 %                  | 1997  | [ 233 ] |
| Église catholique romaine | 15 %                  | 1997  | [ 233 ] |
| Autres religions          | 35 %                  | 1997  | [ 233 ] |

### Philatélie

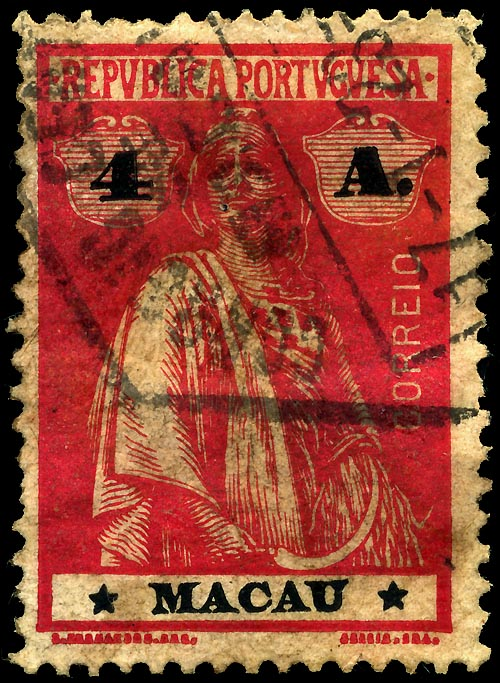
Cérès, 4 avos, 1913.

Les premiers timbres de Macao sont émis le 1er mars 1884, utilisant les figures de la « couronne portugaise » et allant de 5 à 300 réaux. Les pénuries de valeurs ont perduré jusqu'en 1887, résultant en une variété de surcharges à la fois sur les timbres-poste et les timbres fiscaux.
En janvier 1888, de nouveaux timbres furent émis à l'effigie de Louis Ier de Portugal avec un profil en relief. Louis mourut peu après, et le 15 novembre 1894 une nouvelle série de 12 valeurs fut émise avec le portrait de Charles Ier de Portugal. Toujours en 1894, la monnaie changea pour les avos et la roupie, 78 avos faisant une roupie. Cela changera à 100 avos pour une pataca en 1913 et en conséquence, les timbres ont été surchargés de valeurs en avos différentes, en alphabet latin et, pour la première fois, en caractères chinois, ainsi que du mot « PROVISORIO ».
Dans le sillage de l'instauration de la république en 1910 au Portugal, le gouvernement local surchargea ses stocks de timbres à l'effigie de Charles Ier avec le mot « REPUBLICA ». La série Cérès du 17 novembre 1913 (Macao) a été un nouveau départ pour tous les territoires portugais, totalisant 29 combinaisons de couleurs et de valeurs jusqu'en 1924. En 1948, une nouvelle série d'usage courant comprenait 12 valeurs avec différents paysages et bâtiments locaux.
Le 1er janvier 1976, le statut de Macao fut changé pour Territoire chinois sous administration portugaise, lui donnant plus d'autonomie dans sa gestion de la poste. La mention « REPÚBLICA PORTUGUESA » disparut, ne laissant plus que « MACAU ».
Depuis le 20 décembre 1999, Macao conserve son indépendance philatélique et postale au sein de la république populaire de Chine. La mention bilingue sur les timbres est « MACAU, CHINA » et « 中國澳門 ».

## Transports

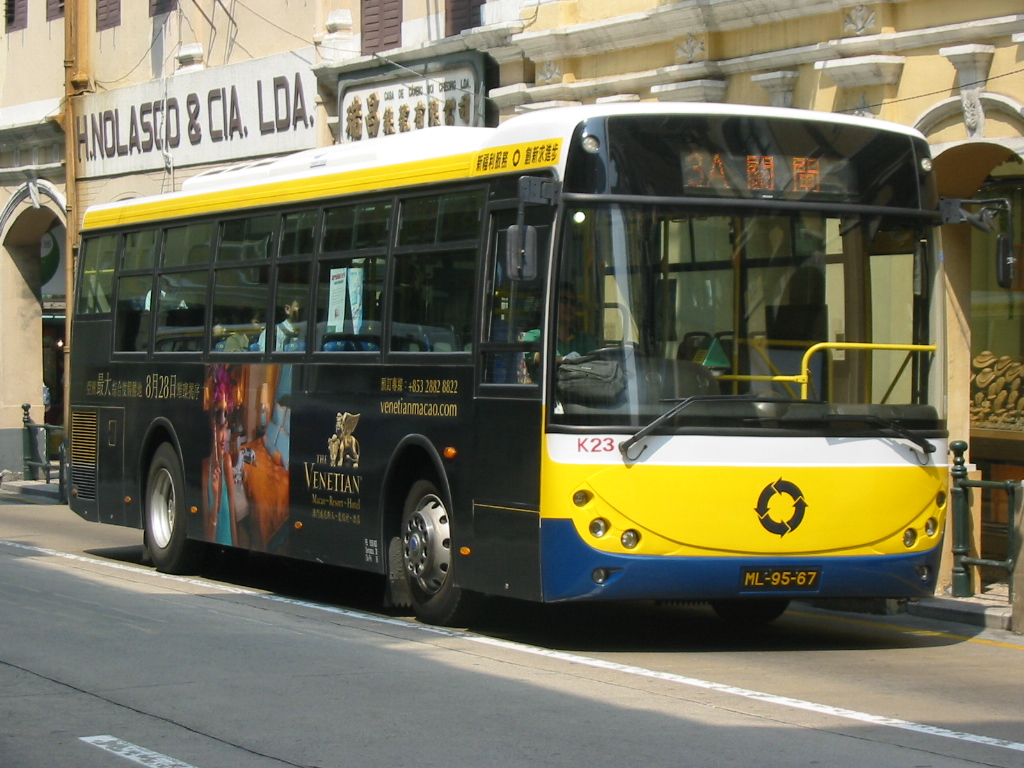
Un bus de la société Transmac.

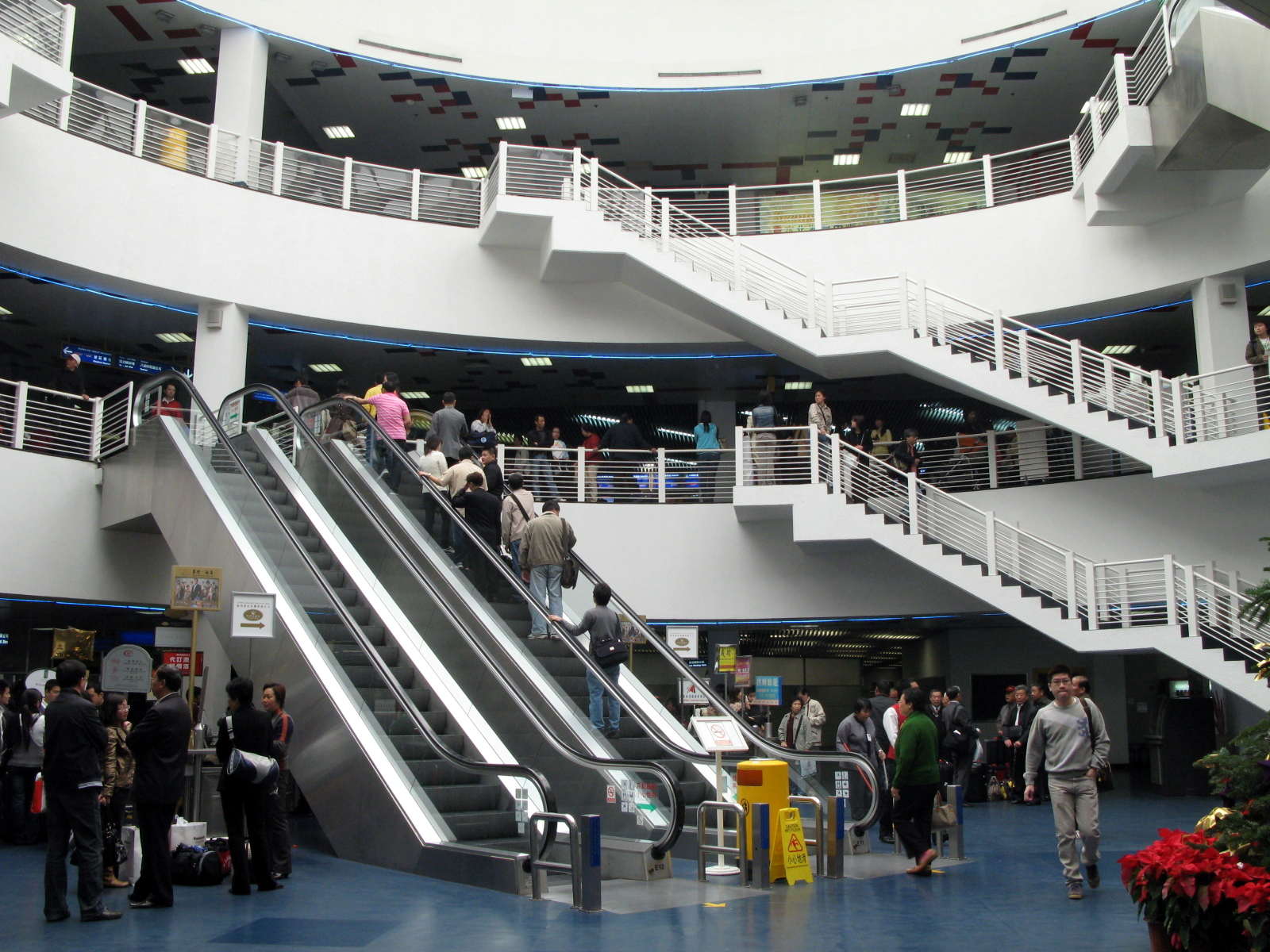
Le Terminal maritime du port extérieur est le seul héliport et le port le plus utilisé pour l'embarquement et le débarquement des passagers en effectuant des navettes régulières pour Hong Kong et Shenzhen.

Macao est couvert par un réseau routier, dont la longueur totale atteint 368,2 kilomètres en 2004. Cette région possède également un système relativement efficace de transports publics, couvrant une grande partie du territoire, en dépit de nombreux problèmes graves et urgents à résoudre, tels que le niveau élevé de saturation du système et le manque préoccupant de conducteurs de bus qui, par conséquent, a provoqué une diminution du nombre de bus en circulation dans cette région. Les deux moyens prédominant de transports publics sont les bus et les taxis.

### Transport routier
Fin 2010, il y avait à Macao plus de 106 000 cyclomoteurs et motos et plus de 76 000 voitures particulières en circulation ayant été enregistrées et plus de 16 000 voitures neuves (montrant une augmentation de 1 % par rapport à 2009). La circulation routière est aussi le fait de véhicules provenant de Chine. En 2010, ceux-ci augmentèrent de 9 % par rapport à 2009, se montant à 3 812 243 déplacements. Pour le stationnement des véhicules, qui est un problème qu'il convient de résoudre, il existait à Macao, en 2005, 14 parkings en concession à usage public, qui ont une capacité totale de 5 928 voitures, 250 mini-bus, 240 bus ou camions et 609 motos, et près de 2931 parcmètres. Tout ceci contribue à l'aggravation des problèmes relativement urgents liés au trafic à Macao.
La péninsule de Macao est reliée à l'île de Taipa par trois ponts (le pont de l'amitié, le pont du gouverneur Nobre de Carvalho, et le pont Sai Van). Les îles de Taipa et de Coloane, sont reliées par la « route de l'isthme », construite sur l'isthme de Cotai. Cotai à son tour, est reliée à l'île de Hengqin située dans la ville de Zhuhai, par un pont-route (le pont Fleur de Lotus) et recevra une future liaison ferroviaire.
Depuis 2019, Macao est relié à Hong Kong par le pont de Hong Kong-Zhuhai-Macao.

### Transport en commun
Actuellement, les Transports urbains de Macao SARL (Transmac) et la Société des transports collectifs de Macao (STCM) sont les deux seules sociétés qui sont autorisées à exploiter les services de bus à Macao. Pour les taxis, on comptait, fin 2005, environ 760 véhicules ce qui reste relativement faible.
Le métro de Macao est un système de métro léger qui dessert l'ensemble du territoire macanais et en cours de développement.

### Transport aérien et maritime
Pour établir des liens avec le monde extérieur, Macao possède un aéroport international, un héliport et divers ports, qui servent à l'embarquement ou le débarquement des passagers (notamment le Terminal maritime du port extérieur également appelé Terminal maritime et héliport de Macao) ou pour le chargement et le déchargement de marchandises et de carburant. Le transport maritime et par hélicoptère contribuent de façon significative à l'établissement de liens entre Hong Kong, Shenzhen, Zhuhai et d'autres villes de la région de l'embouchure de la rivière des Perles.

## Médias
Au contraire de Hong Kong, Macao n'a pas développé de réseau de télécommunications local particulièrement compétitif. Pour cette raison, ce réseau fait face à une forte concurrence avec d'autres réseaux régionaux, notamment ceux de Hong Kong et de Chine continentale, qui sont, dans la plupart des cas, de meilleure qualité. Ainsi, de nombreux résidents de Macao choisissent souvent, au détriment ou en complémentarité avec le réseau local, les dizaines de journaux et de magazines publiés et les différentes chaînes et programmes de radio et de télévision émis à Hong Kong et en Chine.

### Radio et télévision
Pour l'audiovisuel, il existe à Macao :
- un opérateur de service public de télévision : « Teledifusão de Macau (TDM) » qui diffuse ses programmes sur deux chaînes généralistes : « Canal Macau » en portugais et « Canal Oumun » en cantonais ; et, depuis octobre 2009, deux chaînes thématiques : « Canal Desporto » et « Canal Vida ». TDM diffuse également une chaîne en haute définition et une chaîne par satellite[241] ;
- deux stations de radio : Rádio Macau, qui appartient à la TDM, et Radio Vilaverde[242], qui est une entreprise privée ;
- une entreprise responsable de la distribution de services de télévision par câble : TV Cabo Macau, SA ;
- trois entreprises qui offrent des services de radiodiffusion télévisuelle par satellite : Cosmos Televisão por Satélite, Companhia de Televisão por Satélite China (Grupo) S.A et Companhia de Televisão por Satélite MASTV[243],[244].

### Presse écrite
La presse écrite est apparue au cours du XIXe siècle à Macao, mais ce n'est qu'à partir des années 1930, que les journaux de Macao ont commencé à se développer.
Actuellement, plus de 100 000 exemplaires de différents journaux sont publiés quotidiennement à Macao. Il y a neuf journaux (quotidiens) chinois, le plus ancien étant le Tai Chung Pou (fondé en juillet 1933) et le plus récent le Hou Kong Iat Pou (fondé en 2008). Le plus grand journal de Macao est le Ou Mun Iat Pou, fondé le 15 août 1958, qui exerce une grande influence, représentant environ 80 % du tirage total de tous les journaux de Macao. Il est détenu par une société privée qui entretient des liens étroits avec le parti communiste chinois. Le Va Kio Pou, fondé le 20 novembre 1937, est le deuxième plus grand journal chinois à Macao.
Parmi les sept hebdomadaires chinois existants, le plus ancien reste le Jornal Si-Si, fondé en 1972. Tous, sauf le Semanário Desportivo de Macau, qui est un journal sportif, traitent principalement des questions d'intérêt général de la population locale.
De plus en plus de personnes critiquent la presse chinoise, car elle est pro-chinoise et pro-gouvernementale et parce qu'elle pratique l'autocensure en évitant certaines questions sensibles, craignant des représailles de la Chine.
Pour la presse en portugais, il existe trois quotidiens : le Jornal Tribuna de Macau, le Hoje Macau et le Ponto Final; et un hebdomadaire : O Clarim.
Quant à la presse en anglais, il y a deux quotidiens : The Macau Post Daily et le Macau Daily Times; et deux mensuels : Macau Business et Macau Closer.
Il y a également plusieurs types de magazines, comme la Revista MACAU.

#### Liste des journaux en chinois
Ici suit la liste des journaux diffusés à Macao :
- Neuf quotidiens :
  - Ou Mun Iat Pou (Quotidien de Macao) depuis août 1958
  - Va Kio Pou (Quotidien des chinois d'outre-mer) depuis novembre 1937
  - Si Man Pou (Quotidien du citoyen)
  - Seng Pou (Quotidien l'étoile)
  - Tai Chung Pou (Quotidien de la foule ou quotidien pour tous) depuis juillet 1933
  - Today Macau (Macao d'aujourd'hui) depuis mars 1987
  - Cheng Pou (Vertu) depuis novembre 1978
  - San Wa Ou (Nouveau courrier sino-macanais) depuis décembre 1989
  - Hou Kong Iat Pou (Quotidien de Macao) depuis 2008
- Sept hebdomadaires :
  - Jornal Si-Si (Questions d'actualité) depuis 1972
  - Jornal Son Pou (Information)
  - Semanário Desportivo de Macau (Hebdomadaire sportif de Macao)
  - O Pulso de Macau (Le Pouls de Macao)
  - Semanário Recreativo de Macau (Hebdomadaire récréatif de Macao)
  - Observatório de Macau (L'Observatoire de Macao) depuis 1995
  - Agora Macau (Macao maintenant) depuis 2008

#### Liste des journaux en portugais et en anglais
- Trois quotidiens en portugais :
  - Jornal Tribuna de Macau (Tribune de Macao), fusion en 1998 du Jornal de Macau et du Tribuna de Macau, tous les deux depuis octobre 1982
  - Hoje Macau (Aujourd'hui Macao) depuis septembre 2001 (auparavant Macau Hoje de 1990 à 2001)
  - Ponto Final (Point Final), quotidien depuis février 2002 (auparavant hebdomadaire de 1992 à 2002)
- Un hebdomadaire en portugais :
  - O Clarim (Le Clairon) depuis mai 1948
- Deux quotidiens en anglais :
  - The Macau Post Daily depuis août 2004
  - Macau Daily Times depuis juin 2007

### Téléphone
De 1927 à 1981, les services de télécommunication étaient assurés par le service public : « Correios, Telégrafos e Telefones ».
Depuis 1981, les réseaux de télécommunications fixes et les services de télécommunication avec l'extérieur sont sous la concession exclusive de la Companhia de Telecomunicações de Macau (CTM), et ce jusqu'en décembre 2011. Il y a plus de 175 000 lignes de téléphone fixe en 2008.
La CTM a initié les services de téléphonie mobile numérique en 1995, et à la fin 2008, plus de 932 000 personnes ont utilisé les services de télécommunications mobiles (dont 396 000 abonnements) offerts par les quatre entreprises opérant à Macao (Hutchison - Telefone (Macau), SmarTone - Comunicações Moveis et Companhia de Telecomunicações de Macau depuis 2001 à la norme GSM, et Companhia de China Unicom (Macau) depuis 2006 à la norme CDMA), ce qui représente un taux de pénétration du marché de la téléphonie mobile de 167 %.
L'indicatif téléphonique de Macao est le 853.

### Internet
En 1995 les services d'Internet furent lancés à Macao et en 2000, le service d'accès à Internet à haut débit, fut lancé par la CTM. En 2001, le gouvernement de Macao a commencé à délivrer des licences de fournisseur de services Internet à plusieurs opérateurs et, en 2005, accorda des licences définitives à 17 entreprises (dont 4 fournisseurs d'accès). En 2002, le règlement d'administration relatif à la fourniture de ces services a finalement été publié.
En 2007, plus de 120 000 personnes utilisaient Internet, soit environ 22 % de la population de Macao, dont environ 68 000 utilisateurs étaient abonnés en haut débit. Le domaine Internet de Macao est «.mo ».

## Codes
Macao a pour codes :
- MO, selon la norme ISO 3166-1 (liste des codes pays), code alpha-2 et la liste des codes internationaux des plaques minéralogiques ;
- MAC, selon la norme ISO 3166-1 (liste des codes pays), code alpha-3, la liste des codes pays utilisés par l'OTAN, code alpha-3 et la liste des codes pays du CIO ;
- CN-92, selon la norme ISO 3166-2, comme subdivision administrative de la république populaire de Chine ;
- MC, selon la liste des codes pays utilisés par l'OTAN, code alpha-2 et la liste des codes de pays FIPS 10-4 ;
- 446, selon la norme ISO 3166-1 (liste des codes pays), code numérique ;
- XXA à XXZ, selon la liste des préfixes attribué par l'UIT Union internationale des télécommunications ;
- B-M ou CR-M, selon la liste des préfixes OACI d'immatriculation des aéronefs ;
- VM, selon la liste des préfixes des codes OACI des aéroports ;
- .mo, selon la liste des domaines Internet de premier niveau.

## Jumelages
| \| Macao Coimbra Lisbonne Porto Linköping Praia São Paulo Đà Nẵng Bruxelles \| Localisation des villes jumelées avec Macao · Jumelage Pacte d'amitié et de coopération |
| Macao Coimbra Lisbonne Porto Linköping Praia São Paulo Đà Nẵng Bruxelles                                                                                               |

Macao a développé des associations de jumelage avec :
- Coimbra (Portugal), située à 10 842 kilomètres ;
- Lisbonne (Portugal), située à 10 990 kilomètres ;
- Porto (Portugal), située à 10 791 kilomètres ;
- Linköping (Suède), située à 8 362 kilomètres ;
- Praia (Cap-Vert), située à 13 778 kilomètres ;
- São Paulo (Brésil), située à 17 980 kilomètres.

Macao a également conclu des pactes d'amitié et de coopération avec quelques villes :
- Đà Nẵng (Vietnam) ;
- Bruxelles (Belgique).

## Galerie photographique

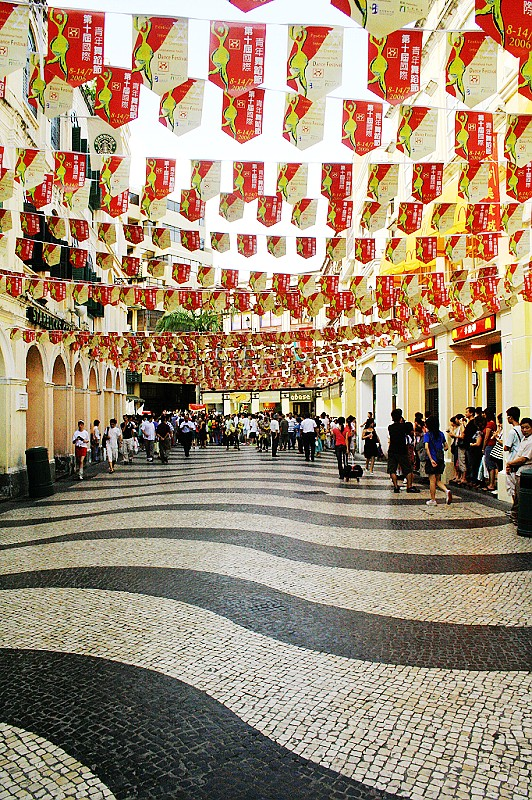
Une rue de Macao avec un pavage typiquement portugais.
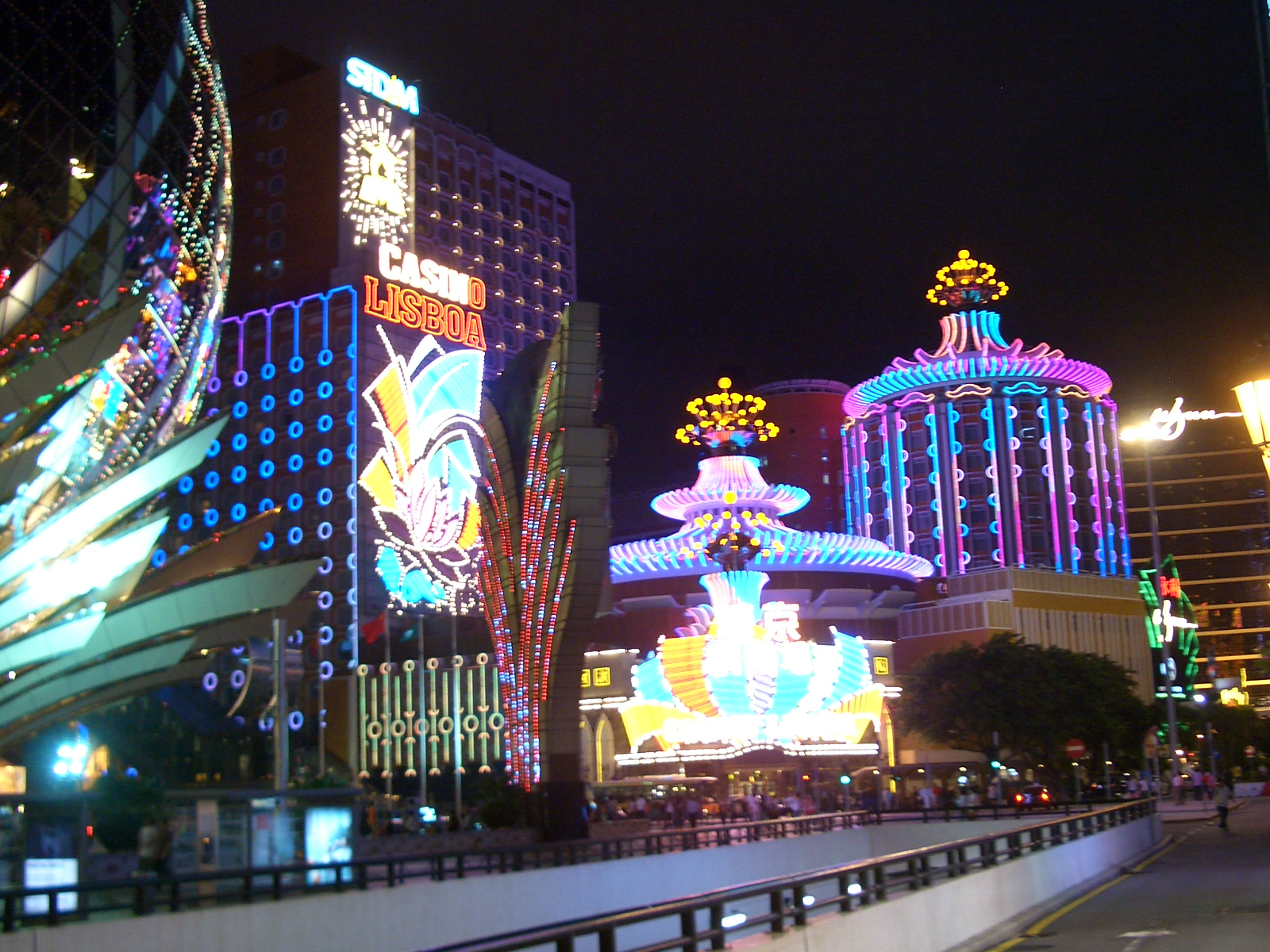
Des casinos à Macao.
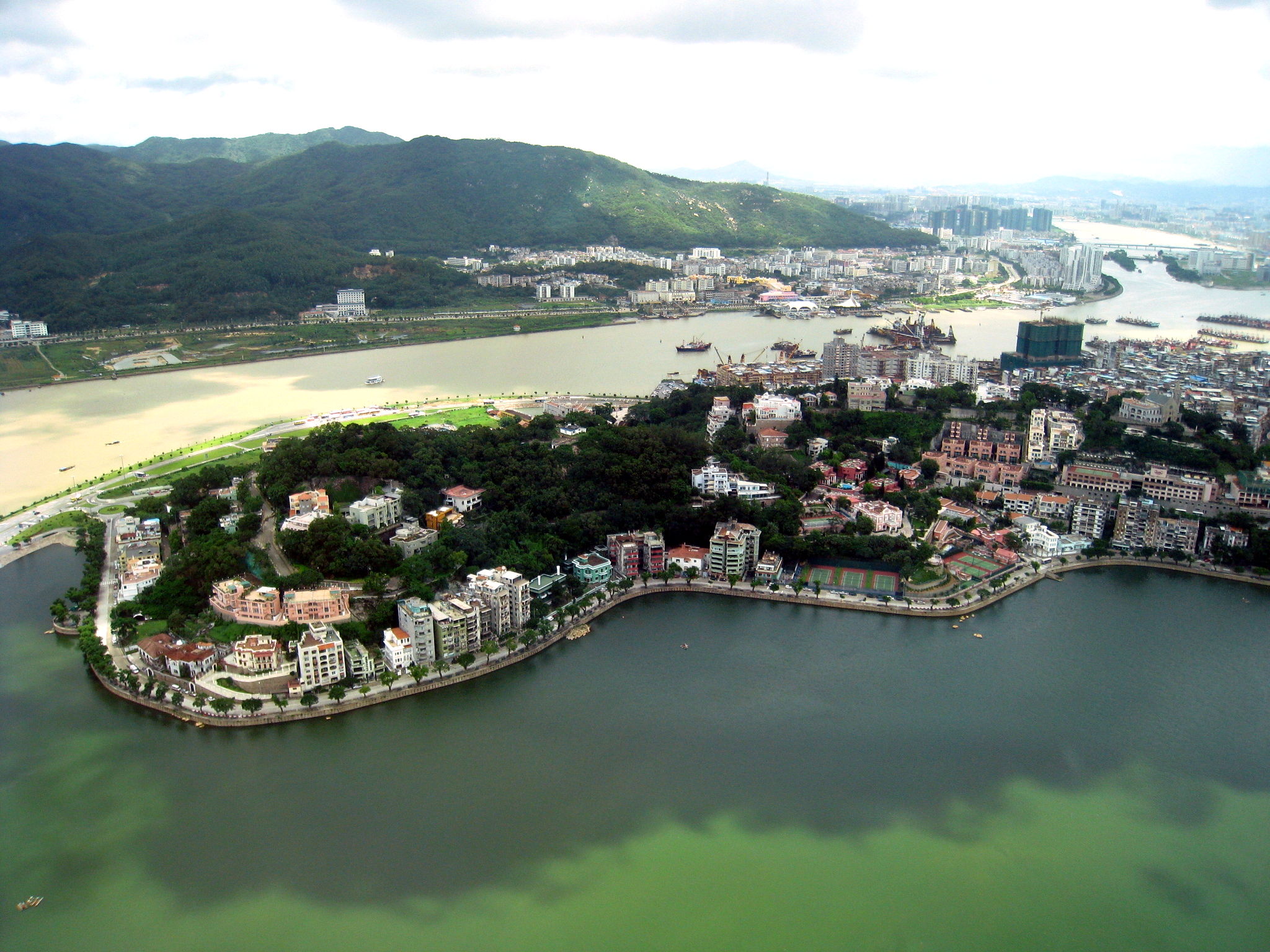
Le mont Penha.
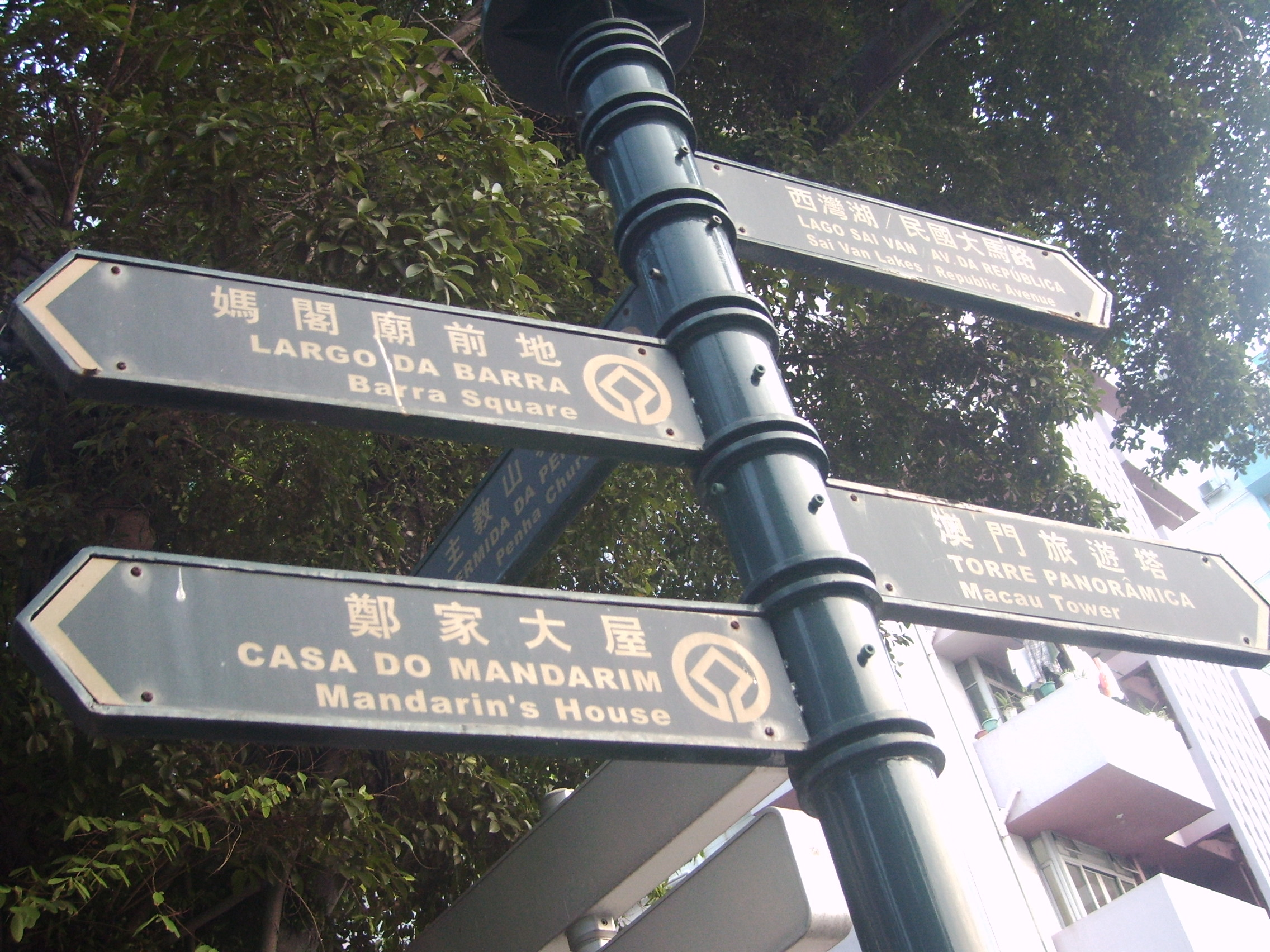
Les panneaux doublés en chinois, en portugais et en anglais.
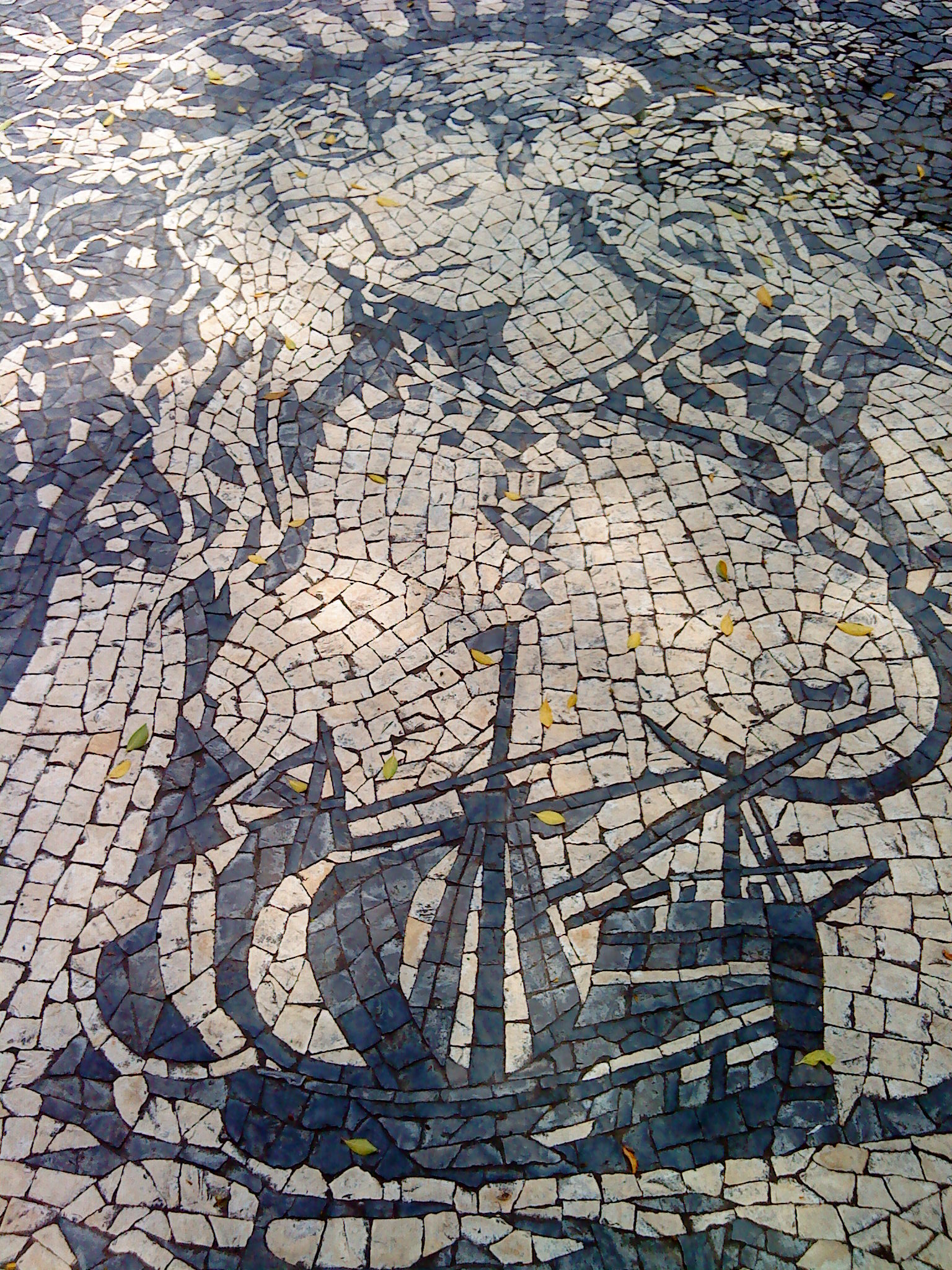
Représentation des Lusiades de Luís de Camões.
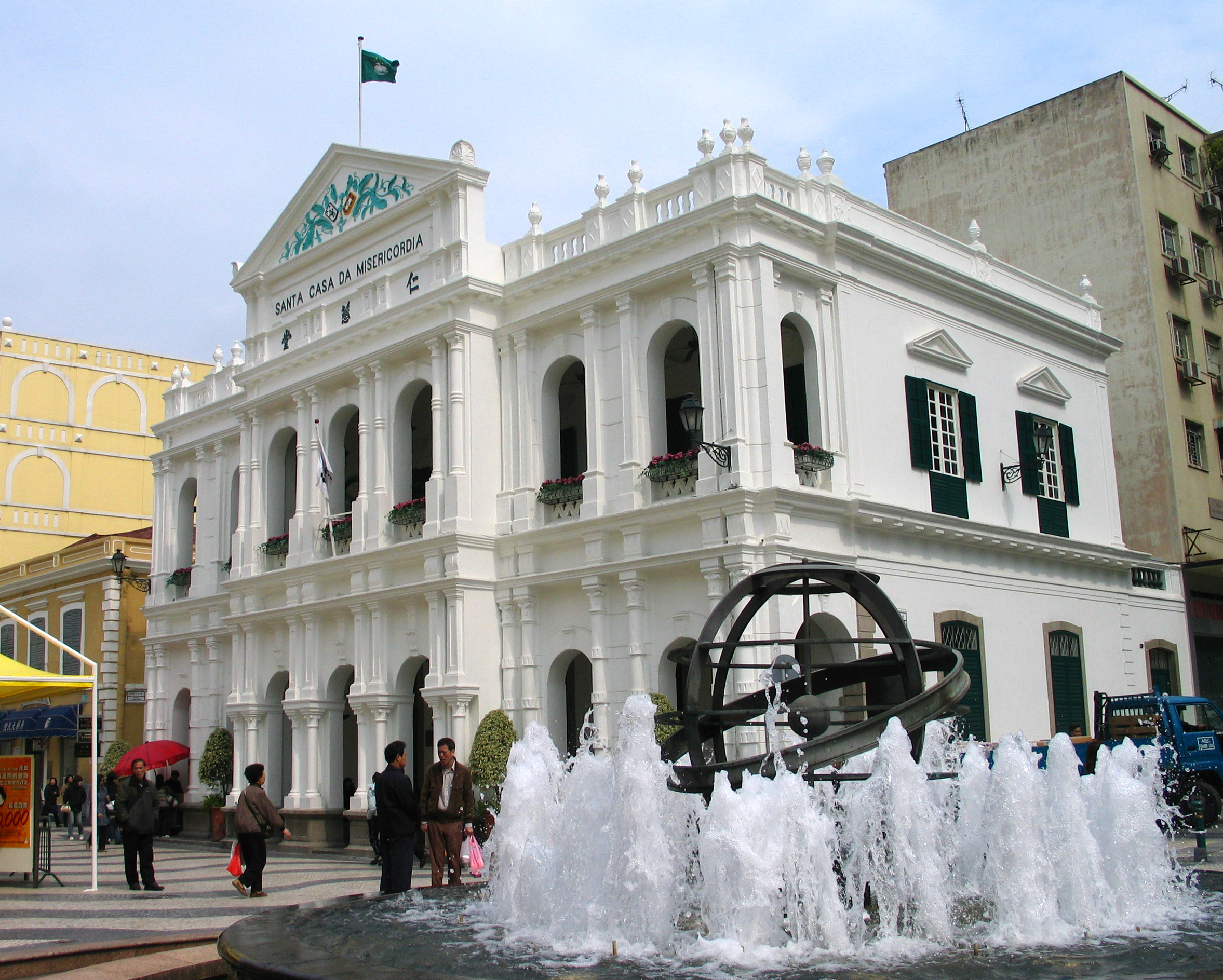
Santa Casa da Misericórdia.
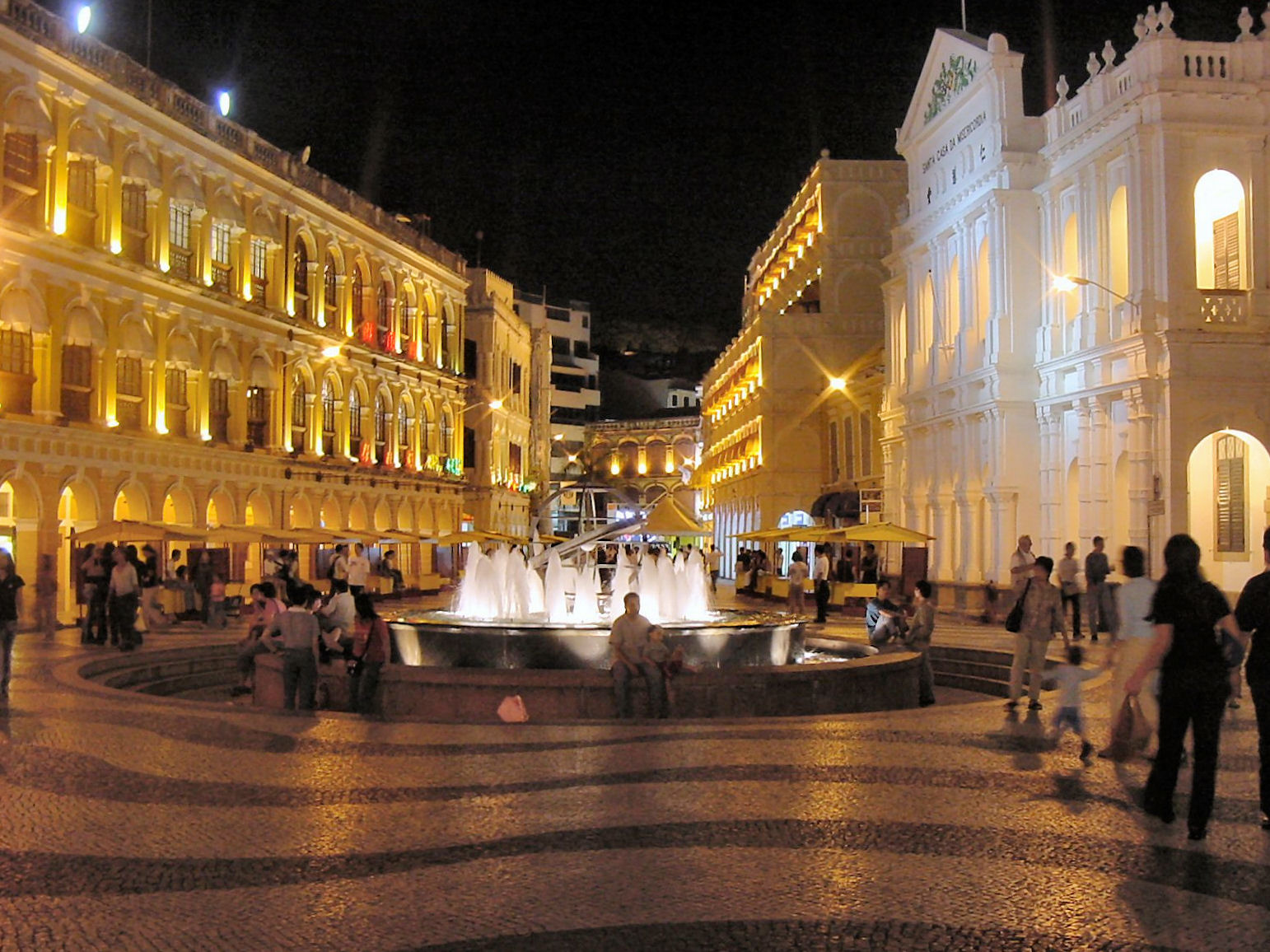
La place du Sénat.
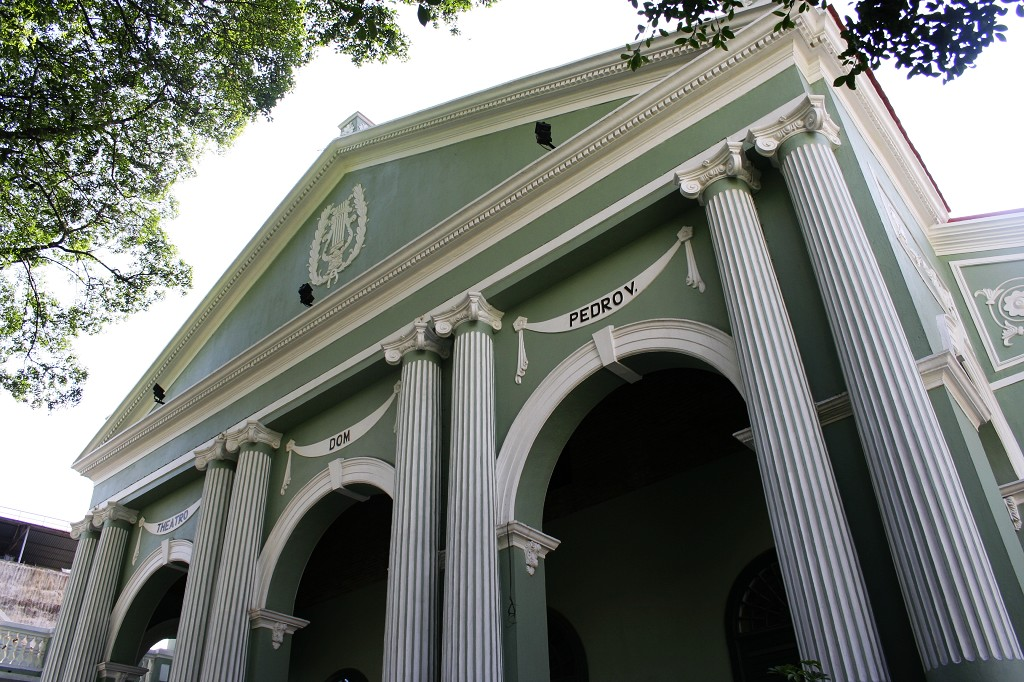
Théâtre Dom Pedro V.
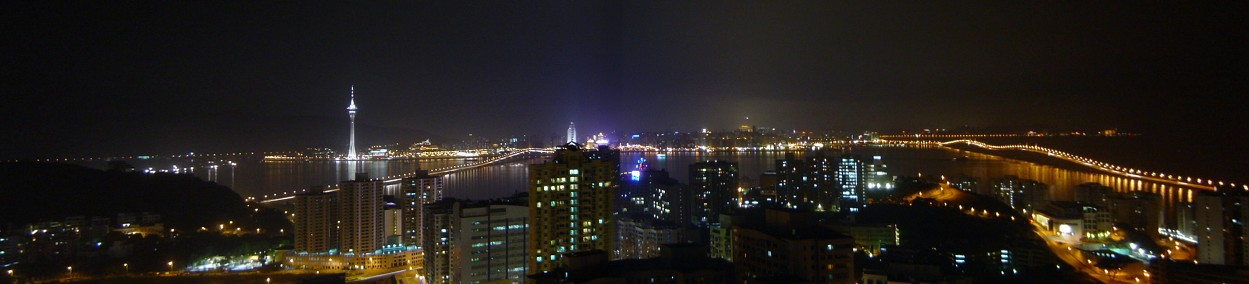
Panorama de Macao la nuit.
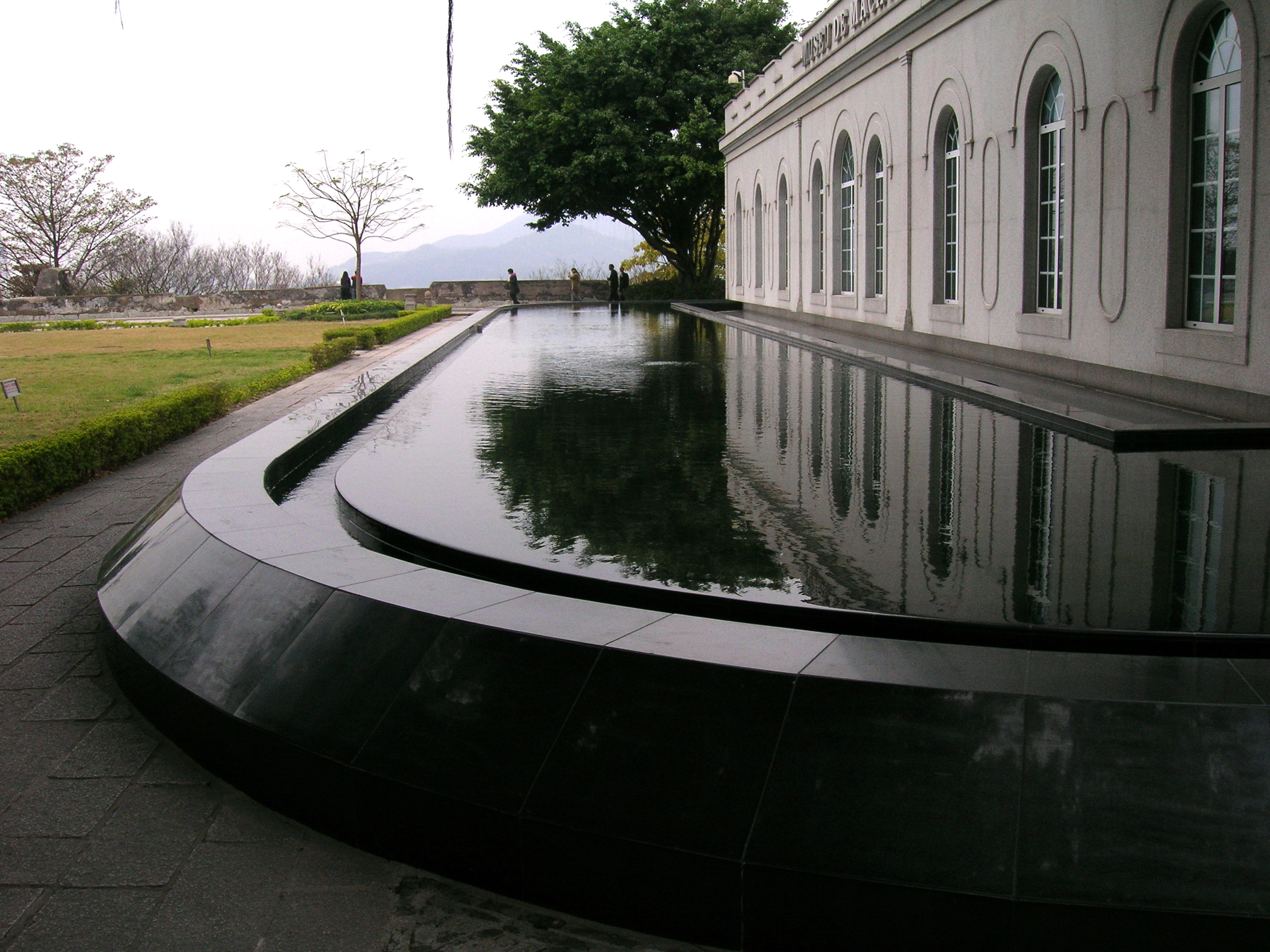
Forteresse du Monte.
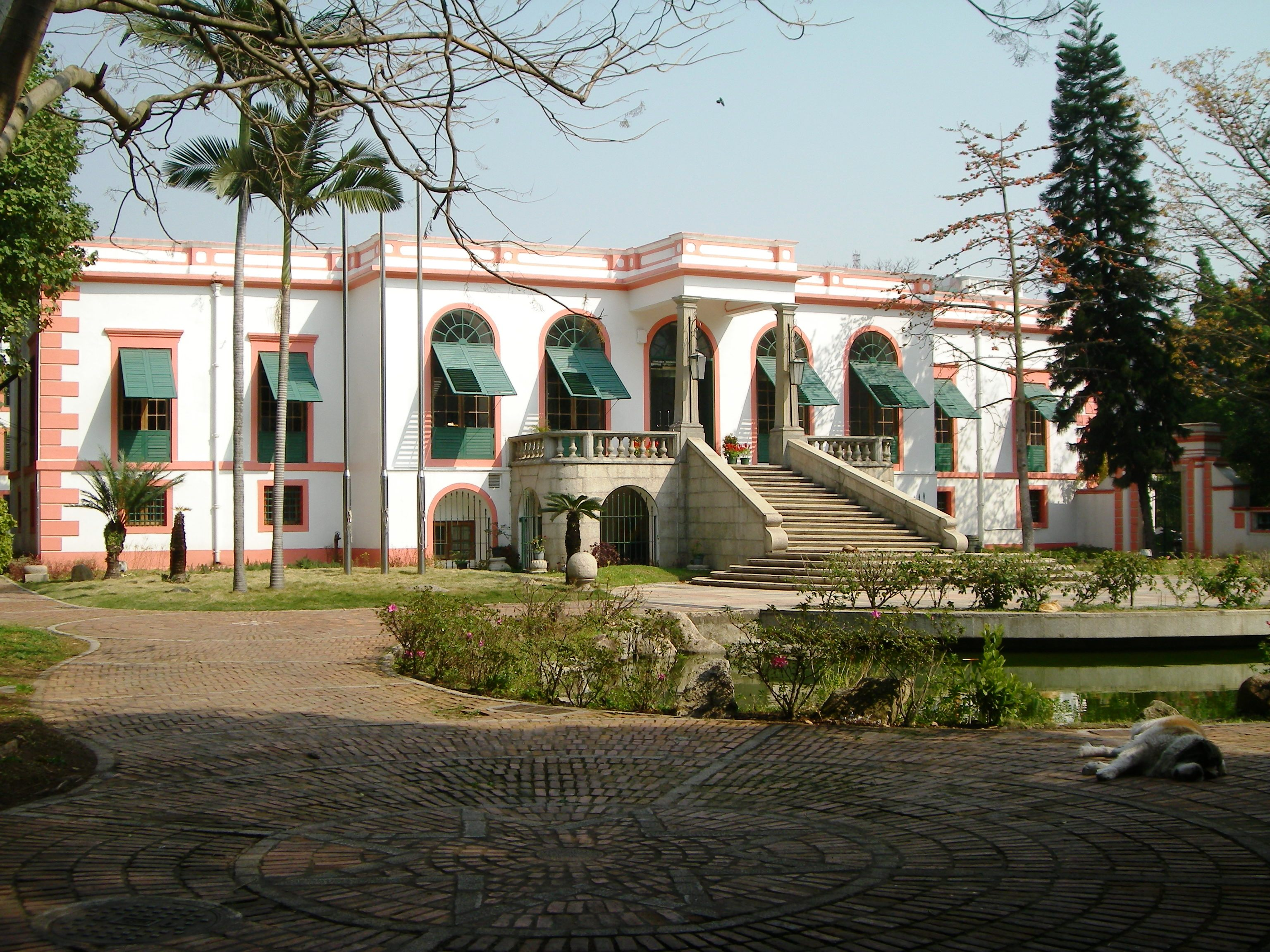
Casa Garden.
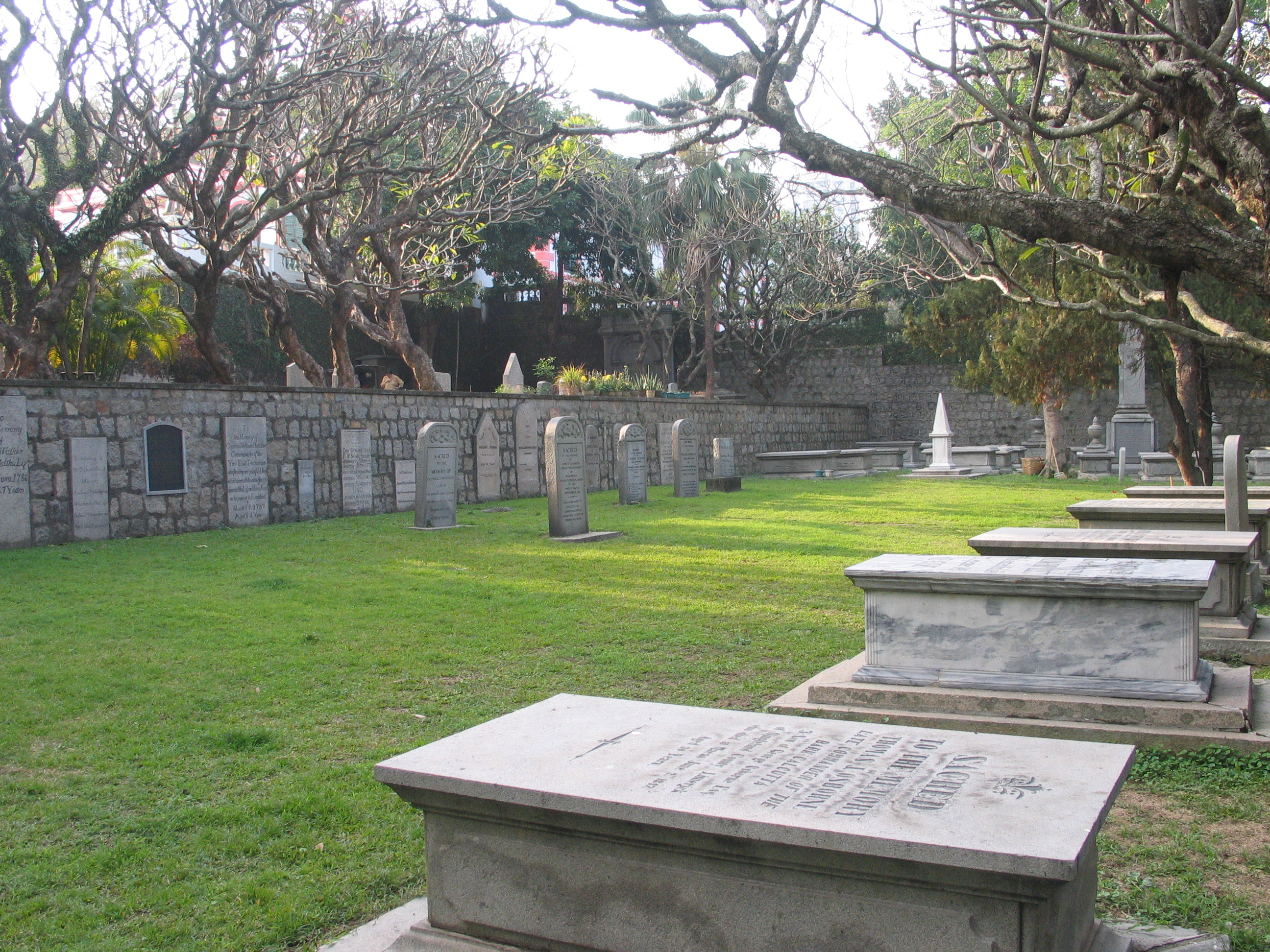
Cimetière protestant.
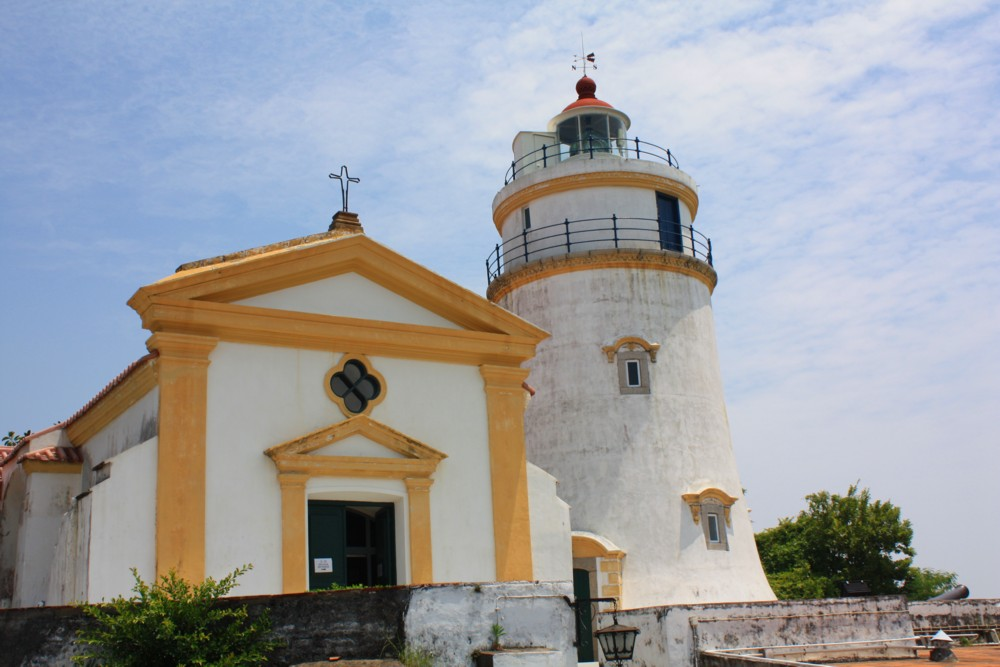
Chapelle et forteresse de la Guia.
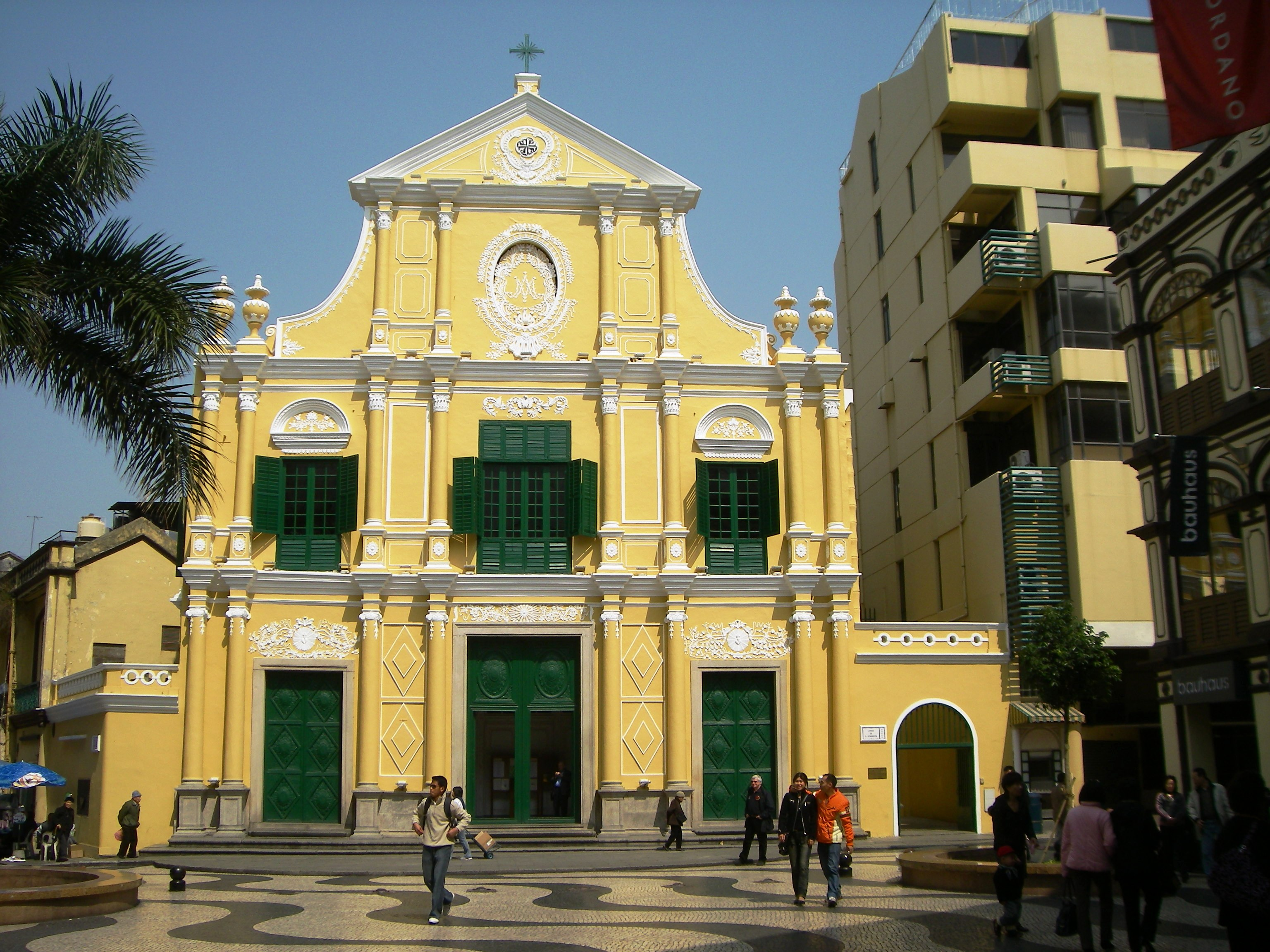
L'église Saint-Dominique.
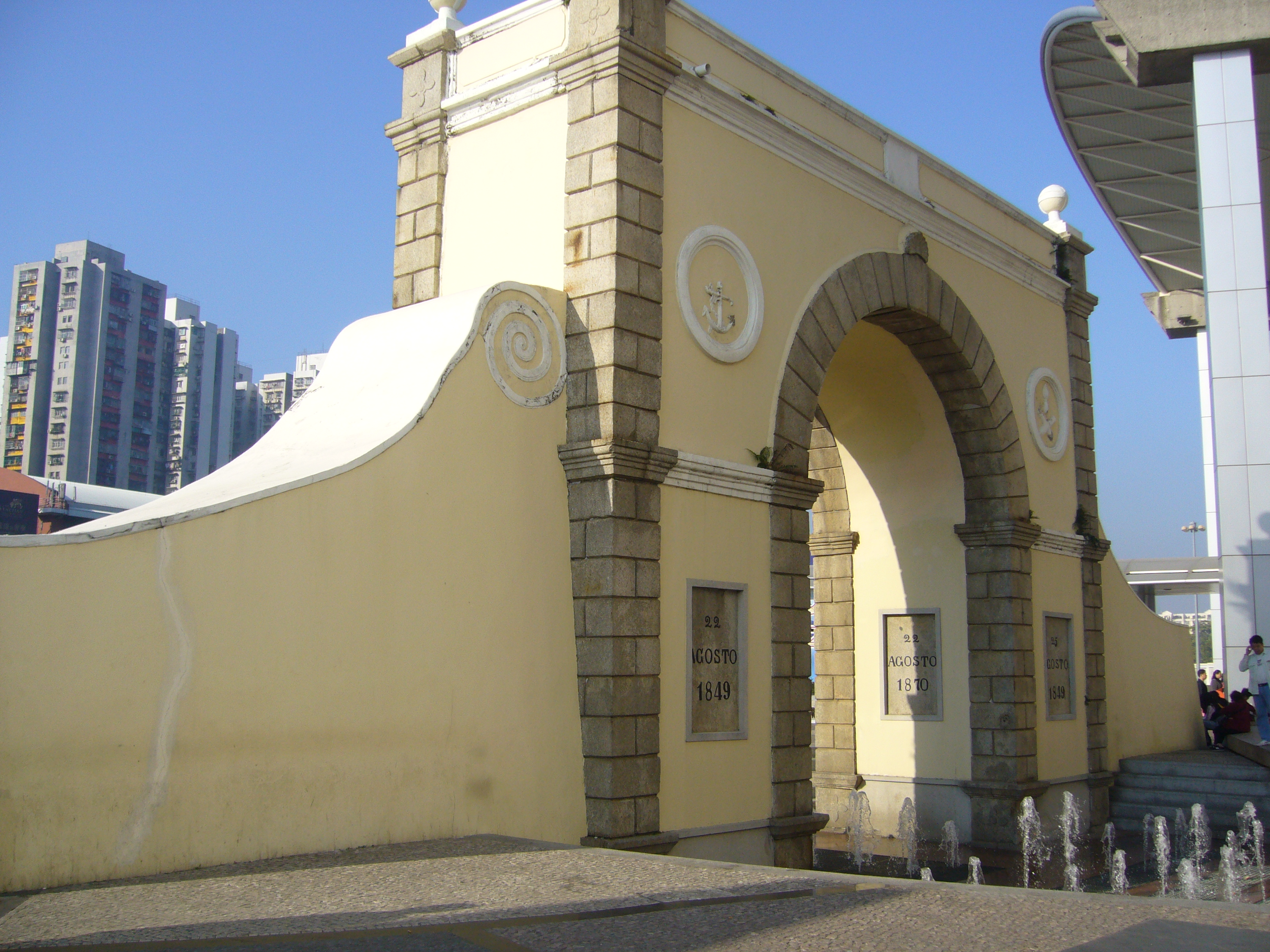
Portas do cerco.
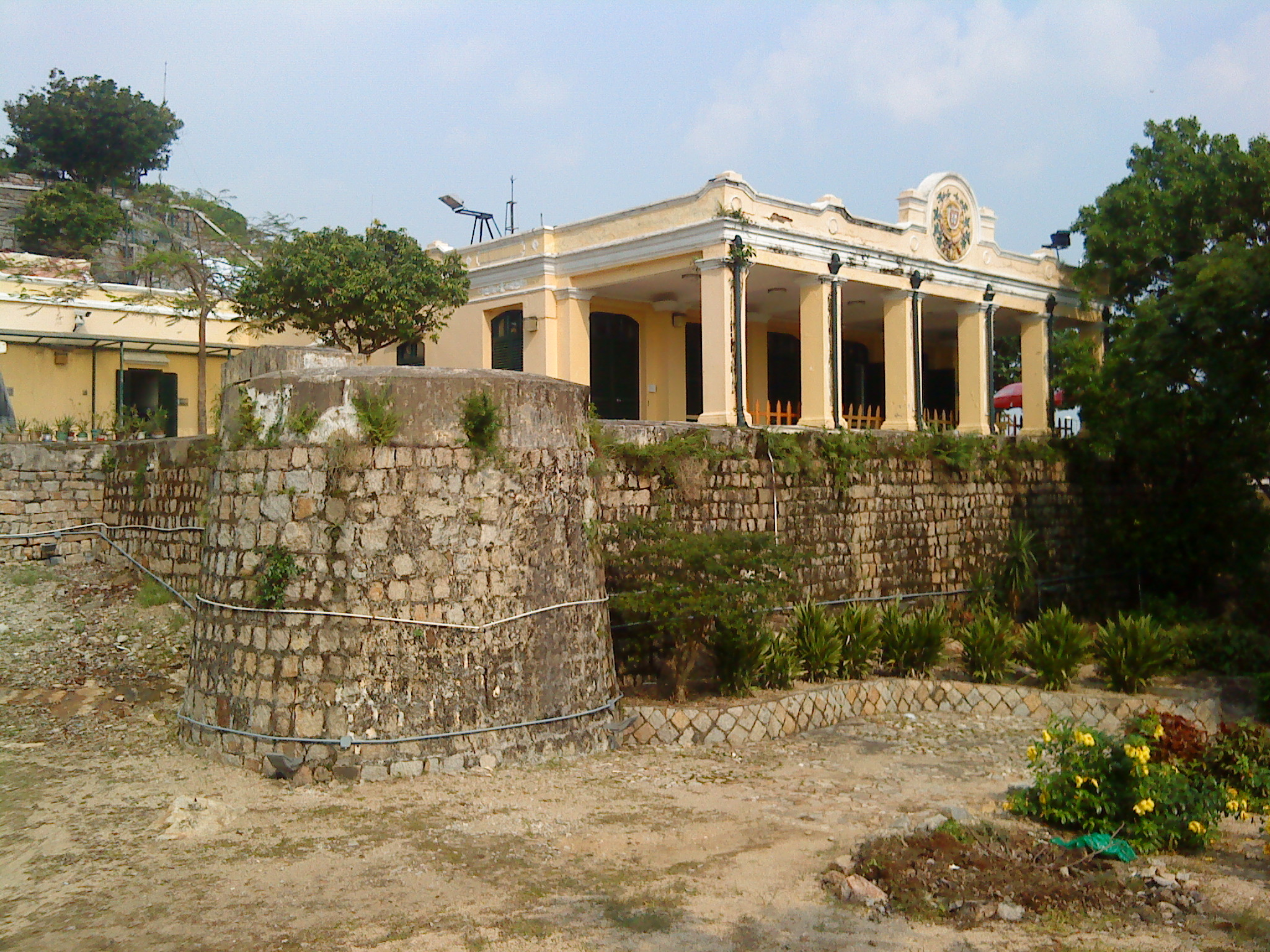
La forteresse de Taipa.